# Église Notre-Dame de Vitré
Pour les articles homonymes, voir Église Notre-Dame et Notre-Dame.
Notre-Dame de Vitré est une ancienne collégiale située à Vitré affectée au culte catholique. Paroisse des riches marchands d'Outre-Mer, l'édifice, gothique flamboyant, a été érigé pour l'essentiel aux XVe et XVIe siècles.

## Localisation
L’église Notre-Dame, unique église paroissiale conservée de l'ancienne ville close, est située au cœur du secteur sauvegardé de Vitré dont la mise en place, initiée par la municipalité dès 1977, n'a été véritablement formalisée qu'à compter du 5 juillet 1994. Ouvrant à l'ouest sur la place Notre-Dame, longée au sud par la rue éponyme, elle occupe le point le plus élevé de la vieille ville, butant contre le front nord de l'enceinte médiévale qui surplombe la Vilaine.
Seules ses façades nord, ouest et sud sont visibles, le chœur étant enserré au nord dans les bâtiments de l'ancien prieuré des bénédictins, et masqué au levant et au midi par un îlot urbain et la sacristie.

## Histoire

### Généralités
L'appréhension de l'histoire religieuse naissante de Vitré aura longtemps été altérée par le nationalisme exacerbé d'Arthur de La Borderie, désireux de faire de la ville une création féodale, et par la même bretonne. Relayé par le chanoine Amédée Guillotin de Corson et Paul Banéat, il faisait de Robert Ier de Vitré le fondateur, vers 1060, d'une collégiale placée sous l'invocation de Sainte-Marie. La densité remarquable d'édifices religieux aux vocables anciens (chapelles Saint-Julien et Saint-Michel, églises Saint-Pierre, Saint-Martin, Sainte-Marie) laisse à penser que Vitré était déjà une entité démographique importante et cohérente aux époques mérovingienne et carolingienne. Si la collégiale Notre-Dame pourrait remonter au Xe siècle, si elle est assurément attestée comme paroissiale en 1070-1075, elle ne constitue cependant pas la paroisse-mère de la ville, ce rôle ayant été dévolu à Saint-Pierre, sanctuaire aujourd'hui disparu qui était situé près de la poterne éponyme. Ces deux derniers édifices, distants d'une centaine de mètres, furent donnés ainsi que l'église Saint-Martin à l'abbaye Saint-Melaine de Rennes en 1116 par Marbode, évêque de Rennes.
Il s'agissait de réformer une institution canoniale à la discipline relâchée, la cohabitation entre séculiers et réguliers ne devant prendre fin qu'en 1158. Le prieuré bénédictin prospéra rapidement tandis que l'église Saint-Pierre, tombant de caducité, vit son culte paroissial réuni à celui de Notre-Dame. Jusqu'à la fin de l'Ancien Régime, la paroisse, dédiée à saint Pierre, devait occuper la nef du sanctuaire, le chœur étant dévolu aux moines dont le prieuré était placé sous l'invocation de la Vierge. La Révolution saccagea l'intérieur de l'édifice que les curés concordataires s'attachèrent par la suite à doter d'un mobilier néogothique de qualité. L'intérêt architectural et historique de l'édifice fut promptement reconnu, Notre-Dame de Vitré ayant fait l'objet d'un classement au titre des monuments historiques par la liste de 1840,.

### Chronologie
- 1060 : fondation de la collégiale Notre-Dame par Robert Ier de Vitré selon Arthur de la Borderie.
- 1116 : Marbode, évêque de Rennes remplace les chanoines par des bénédictins de Saint-Melaine de Rennes.
- 1132 : les chanoines quittent définitivement Notre-Dame de Vitré.
- 1157 : confirmation par Robert II de la donation de Notre-Dame de Vitré à l'abbaye Saint-Melaine de Rennes.
- 1440-1442 : la croisée du transept est entreprise.
- 1467 : le collatéral nord est entrepris.
- 1469 : fondation de la chapelle Saint-Jean-Baptiste par Pierre Landais dans la quatrième chapelle septentrionale.
- 1473 : fondation de la Confrérie des Marchands d'Outre-Mer dans la cinquième chapelle septentrionale.
- 1480-1500 : réalisation du croisillon sud et des trois chapelles mitoyennes.
- 1491 : construction de la vieille sacristie, de la chapelle seigneuriale et de la chaire extérieure.
- 1499 : date d'une des marques de marchands située sur le contrefort à l'ouest de la chaire extérieure.
- 1530-1540 : les trois premières chapelles méridionales sont érigées.
- 1537 : date portée par la verrière figurant l'Entrée à Jérusalem.
- 1540-1570 : édification de la façade occidentale.
- 1578 : construction du portail classique occidental.
- 1586 : les vantaux de la porte occidentale sont installés.
- 1569 : placement des vantaux de la Porte d'en Haut.
- 1609 : millésime figurant sur les vantaux de la Porte du Milieu.
- 1624 : un mur dressé au droit de la croisée du transept sépare espaces paroissial et prieural.
- 1639 : construction de la tribune d'orgue.
- 1666 : édification d'une nouvelle sacristie au sud du chœur.
- 1704 : la tour centrale est foudroyée.
- 1791 : les bénédictins sont chassés du prieuré.
- 1794 : les grandes orgues sont saccagées.
- 1840 : classement par liste de l'église.
- 1851 : installation des grandes-orgues actuelles.
- 1852 : le chœur aux moines est réaménagé.
- 1855 : érection d'une nouvelle chaire.
- 1858 : édification de la flèche actuelle par l'architecte Raffray.
- 1860-1870 : le décor du lambris de la nef est peint.
- 1868 : la maîtresse vitre du transept sud est dotée d'une nouvelle composition.
- 1880 : suppression du pourpris.
- 1958 : le parvis occidental est dégagé par suite de la suppression des halles au beurre.
- 2007 : découverte d'un cycle de fresques dans l'absidiole septentrionale.
- 2012 : la croix sommitale du clocher tombe, entraînant dans sa chute un pinacle du clocher, lequel perfore la toiture du transept méridional.

## Architecture

### Extérieur

#### La façade méridionale

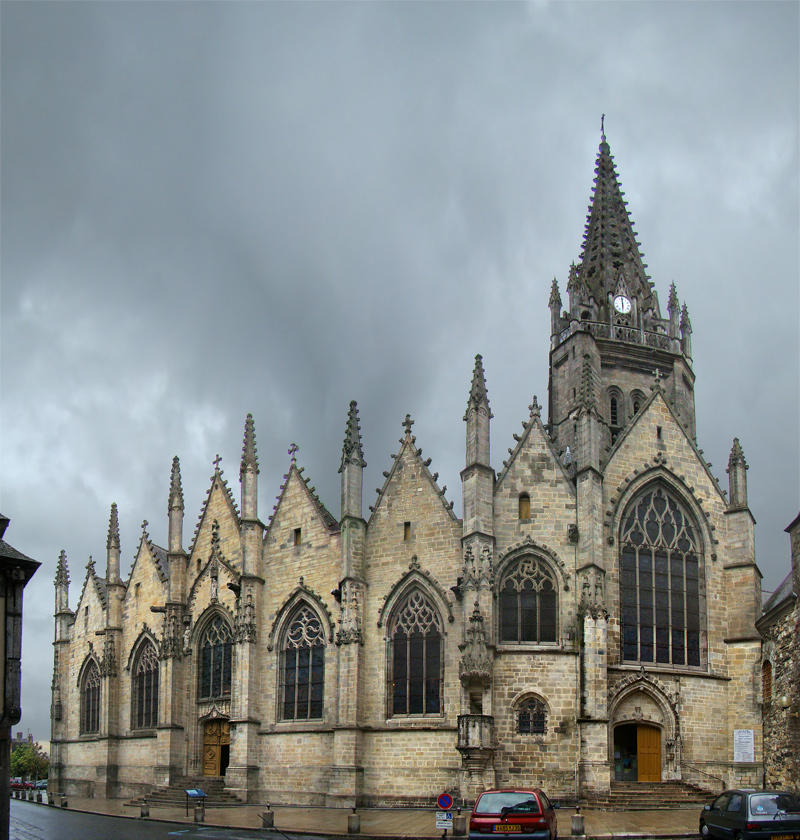
La façade sud de Notre-Dame de Vitré.

Le flanc sud de l'église Notre-Dame n'est que partiellement visible, un îlot de maisons et la grande sacristie construite perpendiculairement à la costale sud du chœur empêchant toute vision du chevet par ailleurs masqué au septentrion par les bâtiments de l'ancien prieuré bénédictin. Nonobstant cette configuration spatiale particulière, l'enfilade des sept pignons visibles de la rue Notre-Dame constitue la partie extérieure de l'édifice la plus intéressante architecturalement, sans conteste l'un des exemples les plus aboutis des églises à pignons multiples fort répandues en Haute-Bretagne comme à Fougères ou La Guerche-de-Bretagne, zone prospère enrichie par le commerce des toiles. Tournée vers la ville, cette façade est la plus ornée du bâtiment. Édifiée d'est en ouest de 1480 à 1540, son vocabulaire architectural flamboyant initial tend à s'enrichir de détails de la première renaissance à mesure que l'on progresse vers la façade ouest. Ainsi, les quatre pignons les plus à droite furent-ils édifiés entre 1480 et 1500, les trois pignons les plus occidentaux leur étant adjoints de 1530 à 1540.
La perception de l'ensemble est quelque peu faussée par la disparition du pourpris qui entourait l’église, l'abaissement du sol vers 1880 et la construction de degrés contribuant à exagérer l'élévation de la façade. Édifiée en pierre de taille, celle-ci, somme toute perçue comme un tout homogène, réussit le tour de force de réunir des éléments aussi divers qu'oratoire privatif, chapelles latérales, sacristie, chaire extérieure, transept et porche d'entrée. La suite de pignons, sensiblement de mêmes hauteurs, les puissants contreforts rythmant la façade, structurent fortement la composition où la variété des remplages des fenêtres et la profusion d'éléments décoratifs permettent d'éviter toute monotonie ou sévérité.
Le dernier pignon correspond au transept méridional. Sensiblement plus large et haut, il est percé d'une vaste baie à quatre meneaux surmontée d'une archivolte à choux frisés. Le rez-de-chaussée renferme une porte dite « du haut » laquelle donne accès au croisillon droit. Précédée d'un degré et désaxée vers la gauche, l'arc en est surbaissé. Elle s'inscrit dans un arc brisé à multiples voussures, délimitant ainsi un tympan timbré des armes de Guy XV de Laval, baron de Vitré de 1486 à 1501. Un bénitier couronné d'un dais parachève à l'est cette décoration.
À l'ouest, le pignon suivant présente également une composition à deux étages mais celle-ci n'est pas uniquement décorative. Elle répond à la distribution interne de la travée, superposant sacristie voûtée en plein-cintre et chapelle seigneuriale. La fenêtre du rez-de-chaussée est ornée d'une grille au dessin remarquable. Le contrefort ouest de cette travée porte l'élément le plus intéressant de la façade. Il s'agit d'une chaire extérieure dont l'accès est possible tant par l'église que par une porte ménagée à droite dans le contrefort. Portée par un pédicule, la cuve polygonale s'orne d'une arcature flamboyante, de sculptures diverses dont la figuration de la Trinité, les symboles des quatre évangélistes et deux des péchés capitaux (luxure et gourmandise). Un dais couronne cette composition en grès en la forme d'un pinacle ceinturé de gables festonnés et orné de crochets et d'un fleuron sommital.
Les deux pignons suivants contiennent des chapelles latérales. Le contrefort qui les sépare présente pas moins de cinq marques de marchands.
Vient ensuite le pignon logeant la porte « du milieu ». Correspondant au porche où se tenaient les réunions de la Fabrique, il est percé d'une porte de style Tudor, surmontée d'une arcature et d'une fenêtre à trois meneaux, le tout logé dans une haute embrasure entourée de trois statues et sommée d'une archivolte. Les vantaux de la porte sont classés. De style résolument renaissance, ils présentent les bustes de quatre apôtres et la scène de l'Annonciation.
Les pignons les plus occidentaux renferment également deux nouvelles chapelles latérales. Le plus à gauche offre une baie aux remplages dessinant des fleurs de lys, le contrefort mitoyen affichant un style plus résolument renaissance, lequel se développe plus largement sur la façade occidentale.

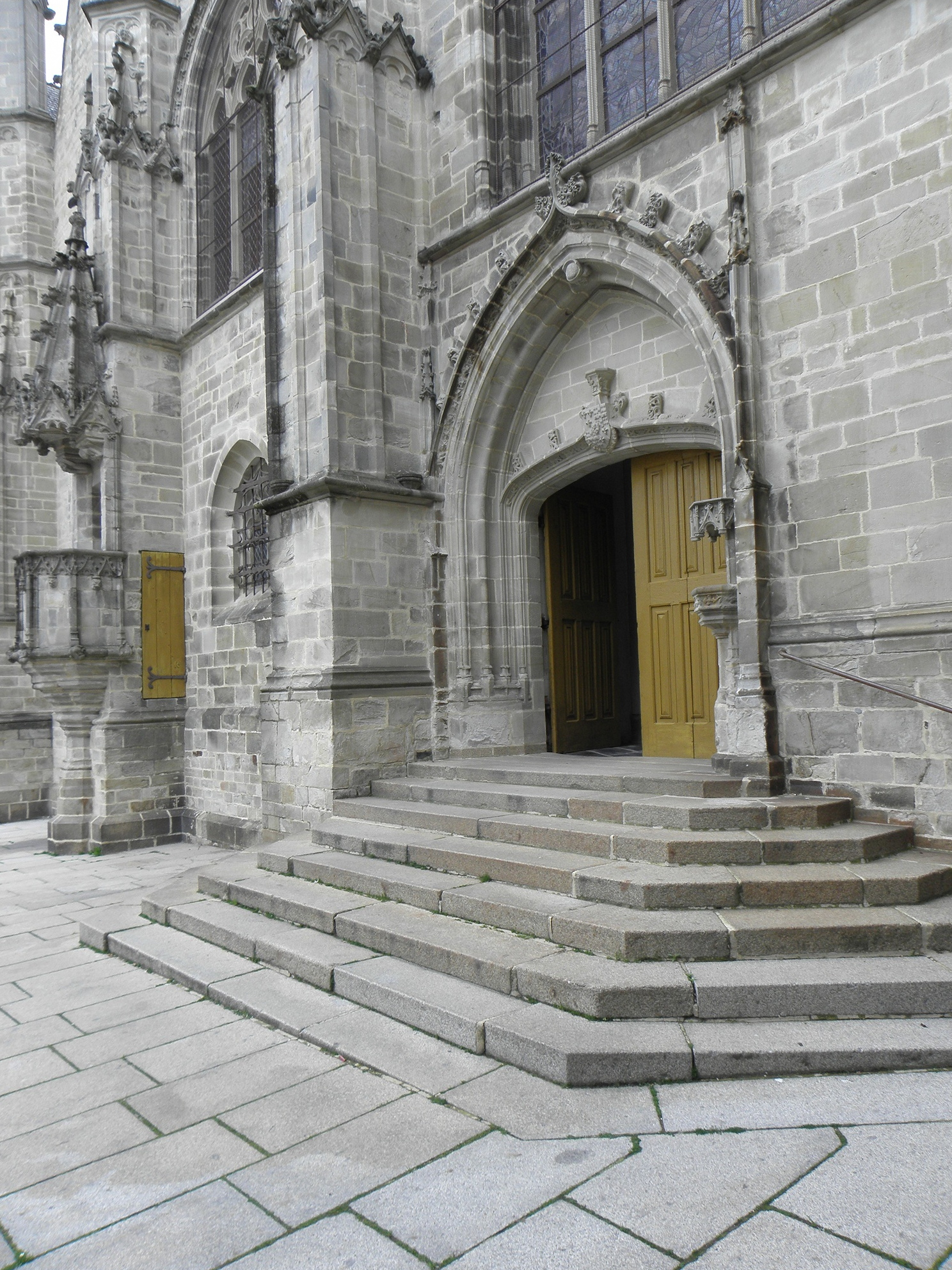
La Porte d'en Haut, la vieille sacristie et la chaire extérieure.
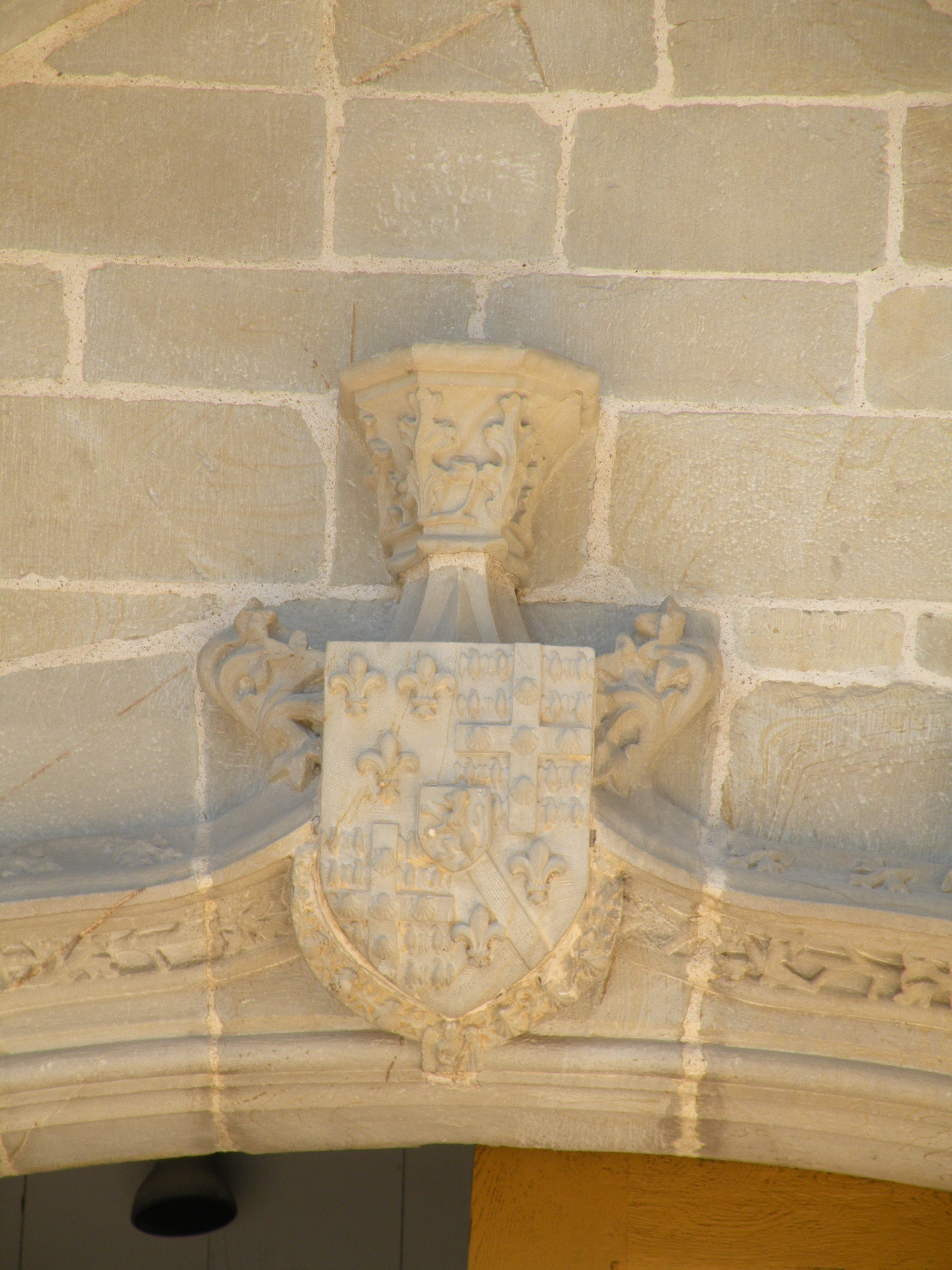
Les armes de Guy XV de Laval.
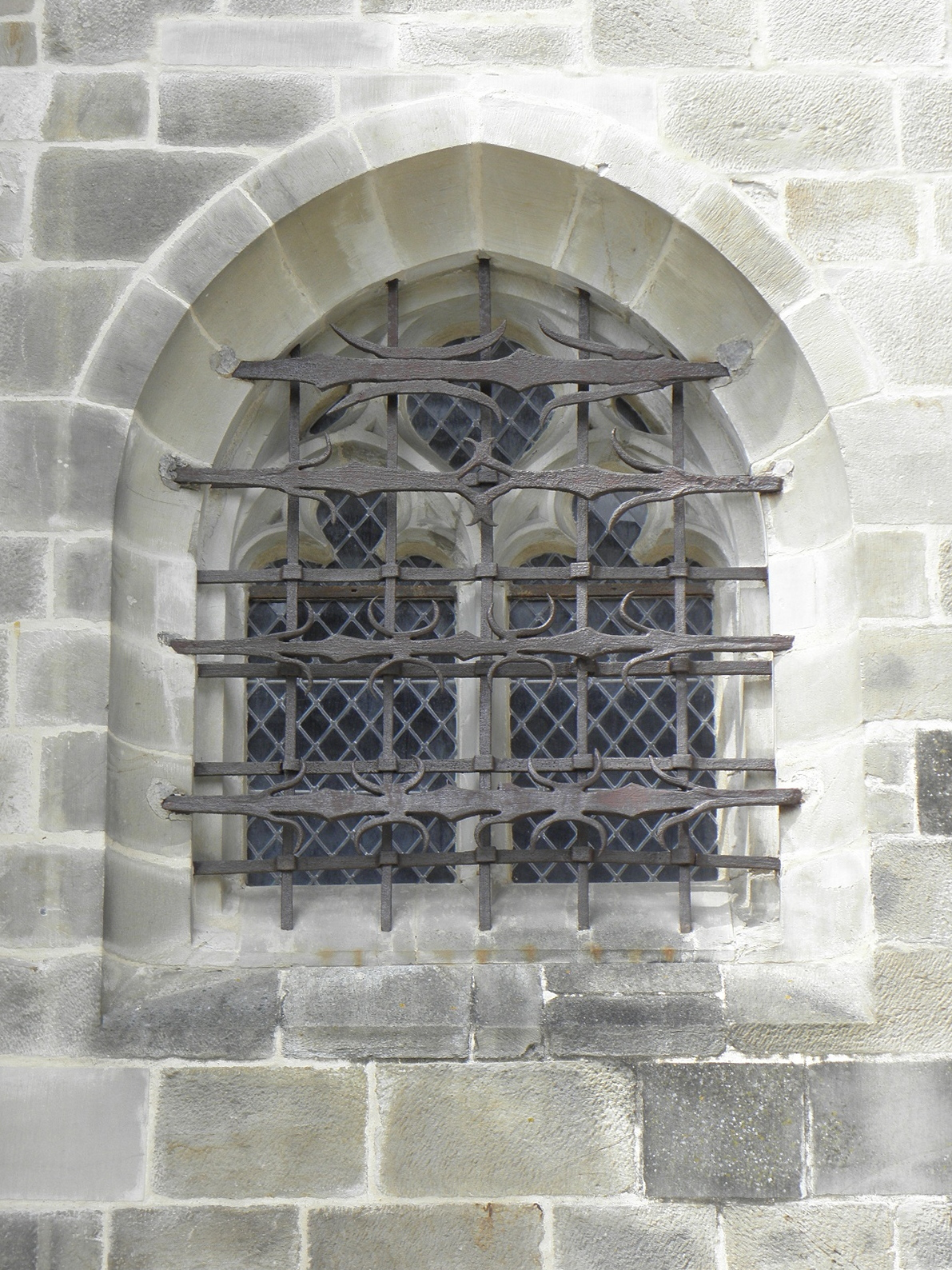
Grille de la vieille sacristie.
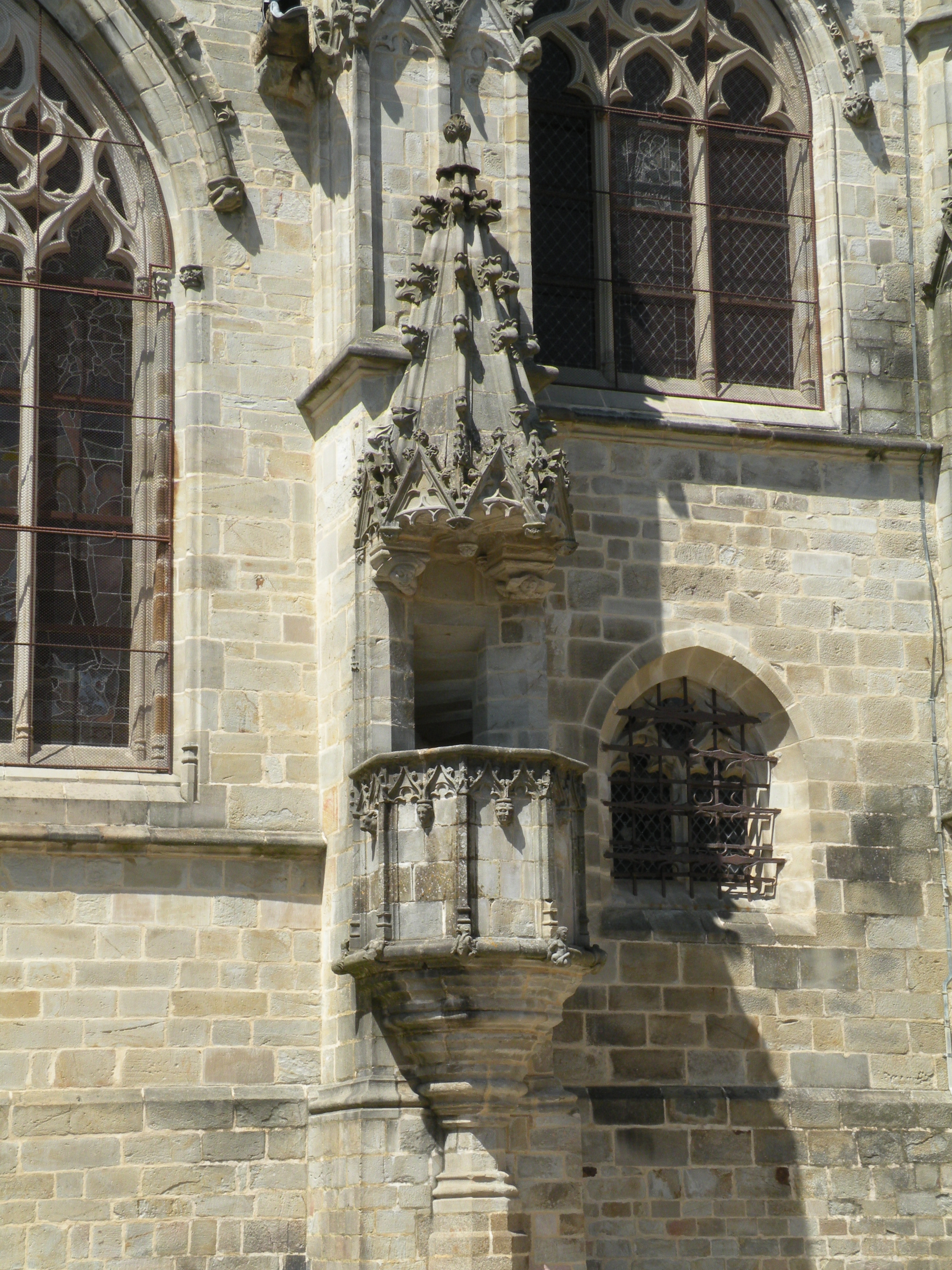
La chaire à prêcher extérieure.
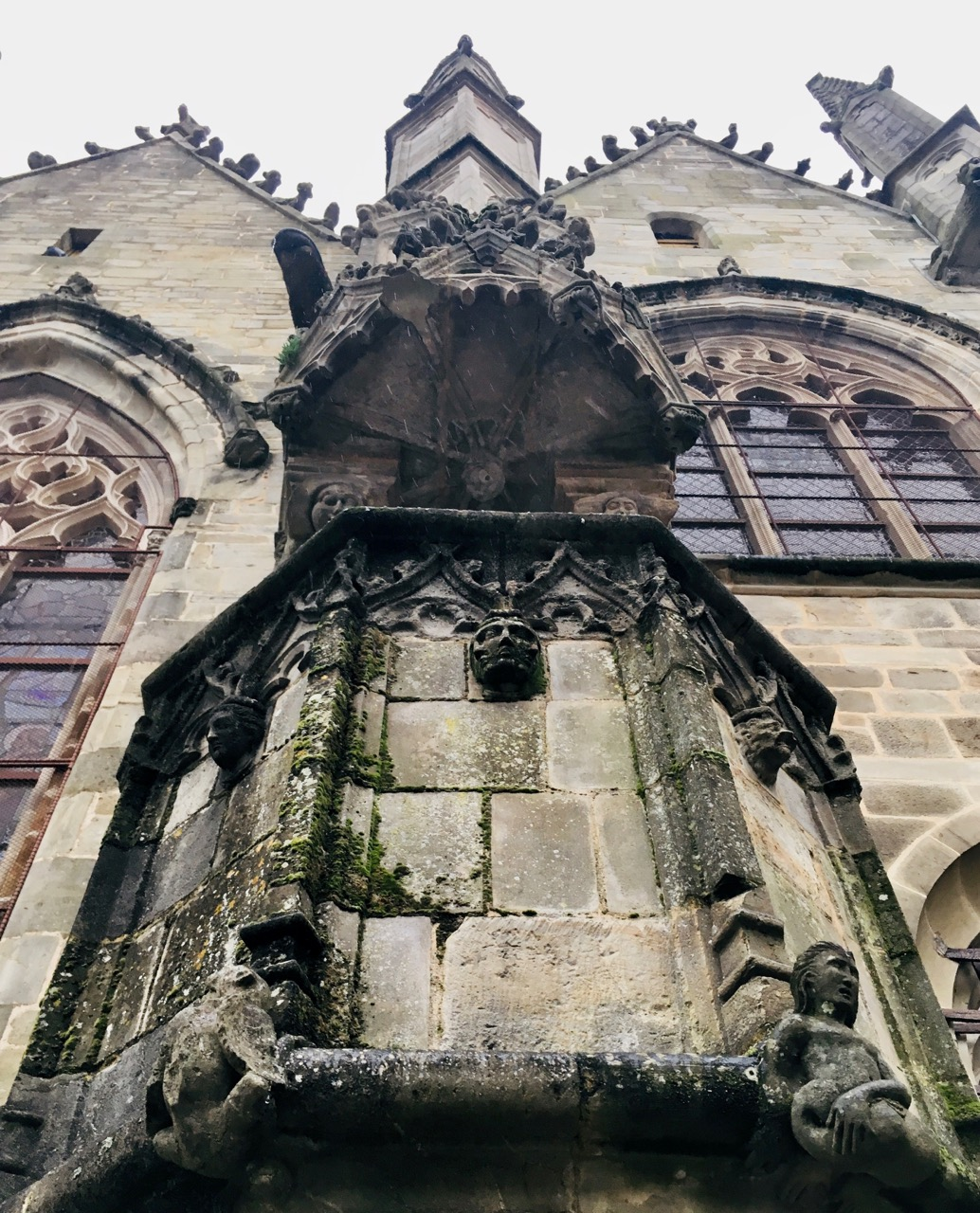
Chaire extérieure vue en contre-plongée
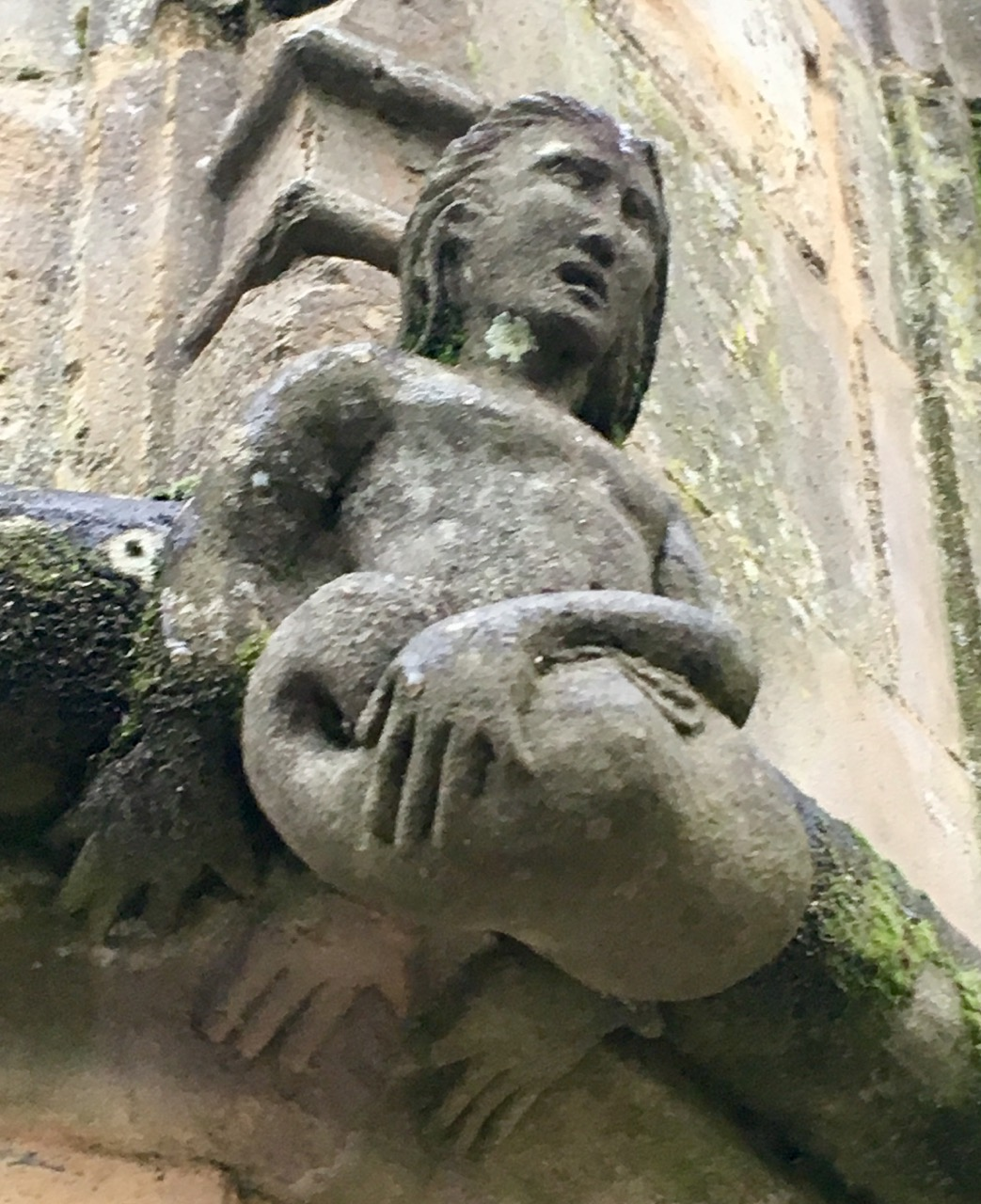
péché capital (luxure)
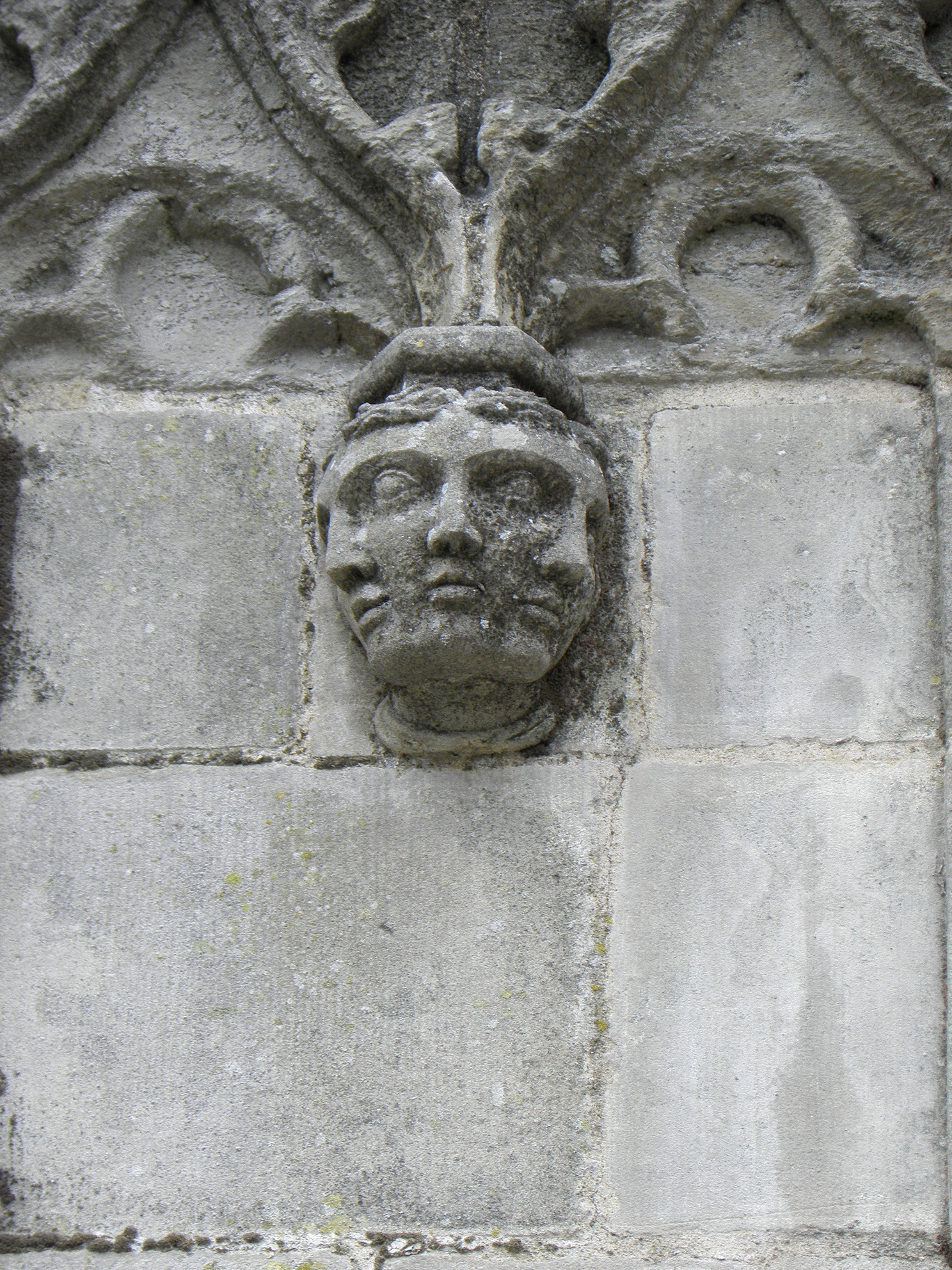
Figuration de la Trinité.
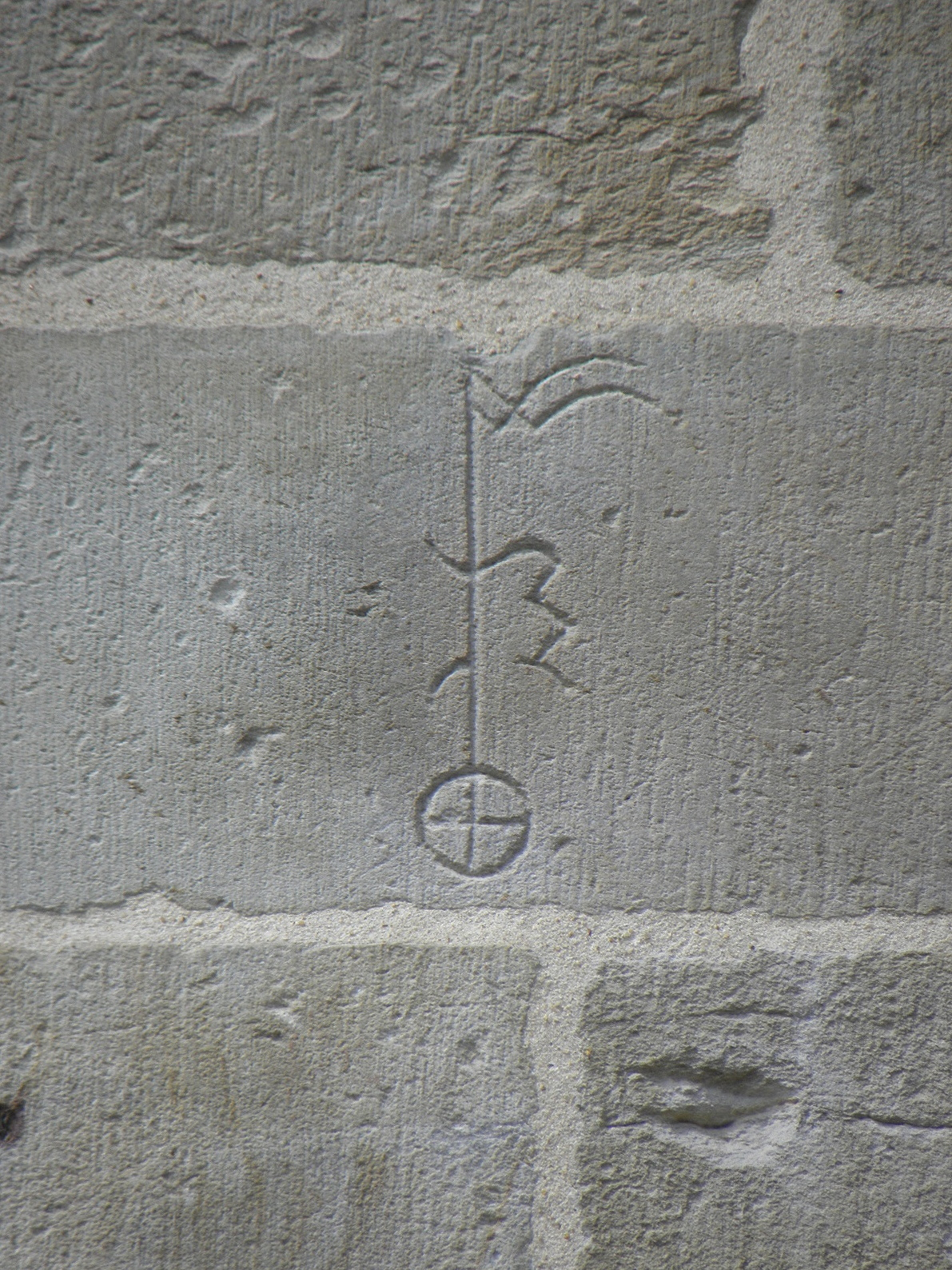
Marque de marchand.
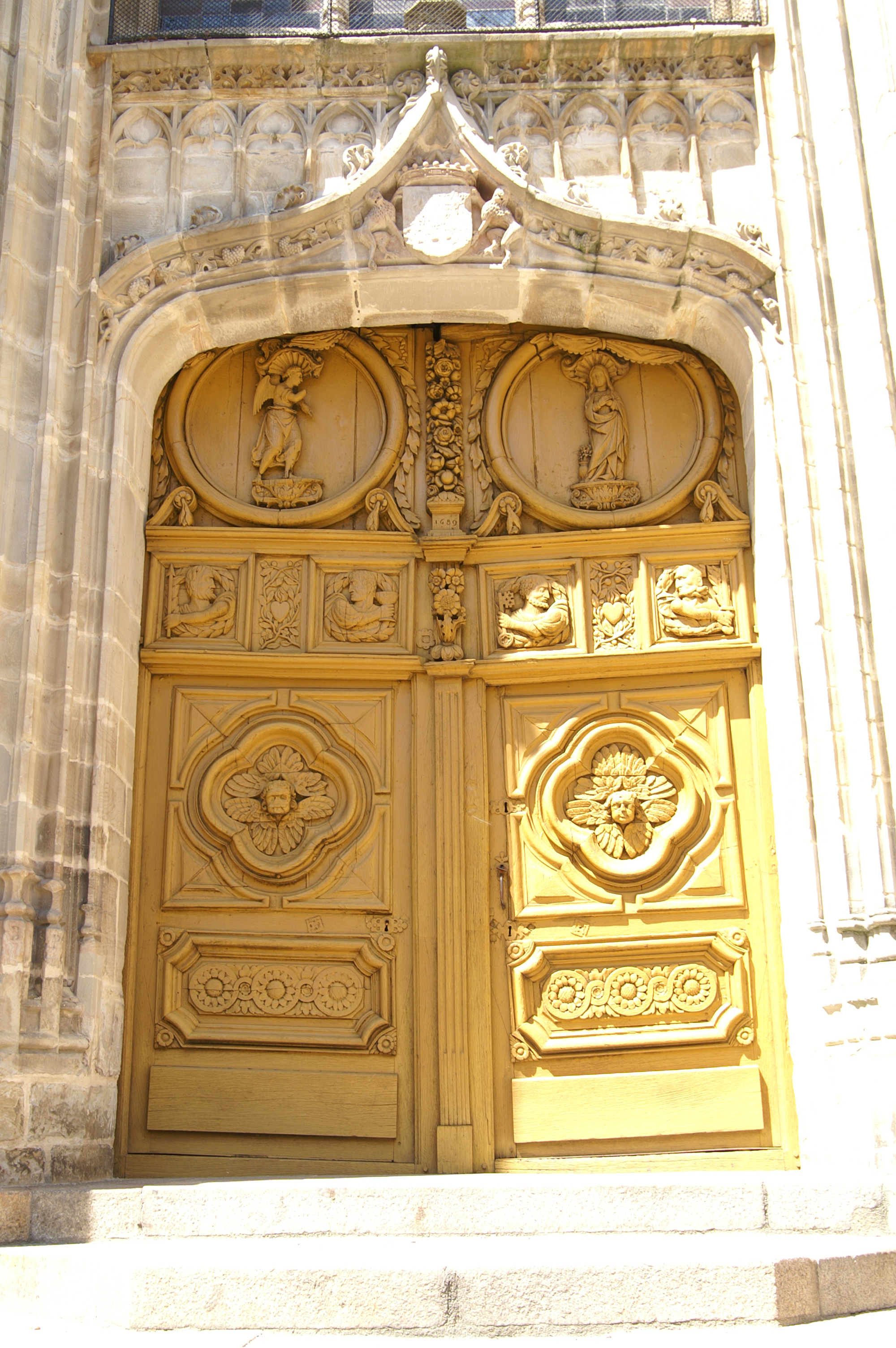
Les vantaux de la Porte du Milieu.

#### La façade occidentale

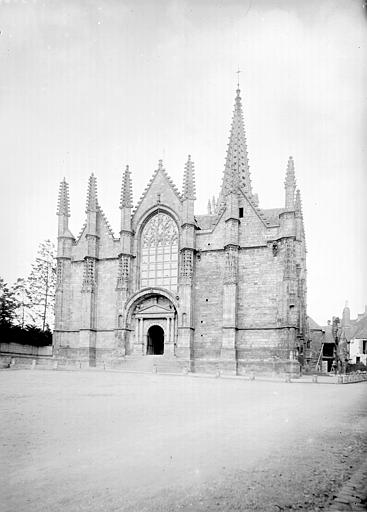
La façade occidentale au XIXe siècle.

La façade occidentale de Notre-Dame de Vitré remonte à 1550. En grand appareil, elle est moins ouvragée que celle du côté Sud, présentant une décoration plus empreinte du style Renaissance. Longtemps elle fut masquée par la Grande halle aux draps, en bois, convertie en halle aux viandes au cours du XIXe siècle. Disparue dans un incendie en 1886, une halle au beurre en fonte et briques lui succéda, ce dernier édifice étant lui-même démoli en 1958.
La vision d'ensemble offerte aujourd'hui par la place Notre-Dame n'était donc pas prévue à l'origine, ceci expliquant une réalisation lourde et assez sèche où les trois pignons apparaissent comme plaqués contre l'édifice, en totale contradiction avec son organisation interne. En effet, cette division tripartite s'oppose à la segmentation de l'espace intérieur en cinq modules : nef centrale, deux bas-côtés et files de chapelles latérales.
Les espaces latéraux du massif occidental, cantonnés de puissants contreforts, sont aveugles. Les rampants comme les pinacles portent une profusion de crochets peu gracieux, un troisième contrefort médian coupant au surplus de part et d'autre fâcheusement les deux gables périphériques. Dans l'axe des piles de la nef, ces contreforts n'ont d'autre raison que de contrebuter la poussée générée par la voûte de la nef centrale.
Seule la section médiane témoigne d'un effort de composition architecturale et esthétique. L'élévation présente deux étages. Au sommet d'un important emmarchement, le portail ouest est un parfait exemple de l'art de la seconde Renaissance inspiré des canons de l'antiquité. À la manière d'un arc de triomphe, la porte plein-cintre s'inscrit sous un fronton triangulaire posé sur un entablement alternant triglyphes et métopes. Deux couples de colonnes d'ordre dorique reposant sur de hauts piédestaux supportent cette composition savante. L'ouvrage est abrité sous une arcade cintrée dont l'intrados aurait dû s'orner de caissons partiellement réalisés.
L’imposte de la porte s'orne de représentations de la Crucifixion, des apôtres Pierre, Paul, Jean et André. Une couronne de laurier, le millésime 1586 et deux marques de marchands complètent cette décoration savante.
À l'étage, une maîtresse vitre à quatre meneaux et aux remplages flamboyants est logée sous une archivolte, censée dispenser un éclairage abondant dans les nefs bretonnes généralement aveugles.

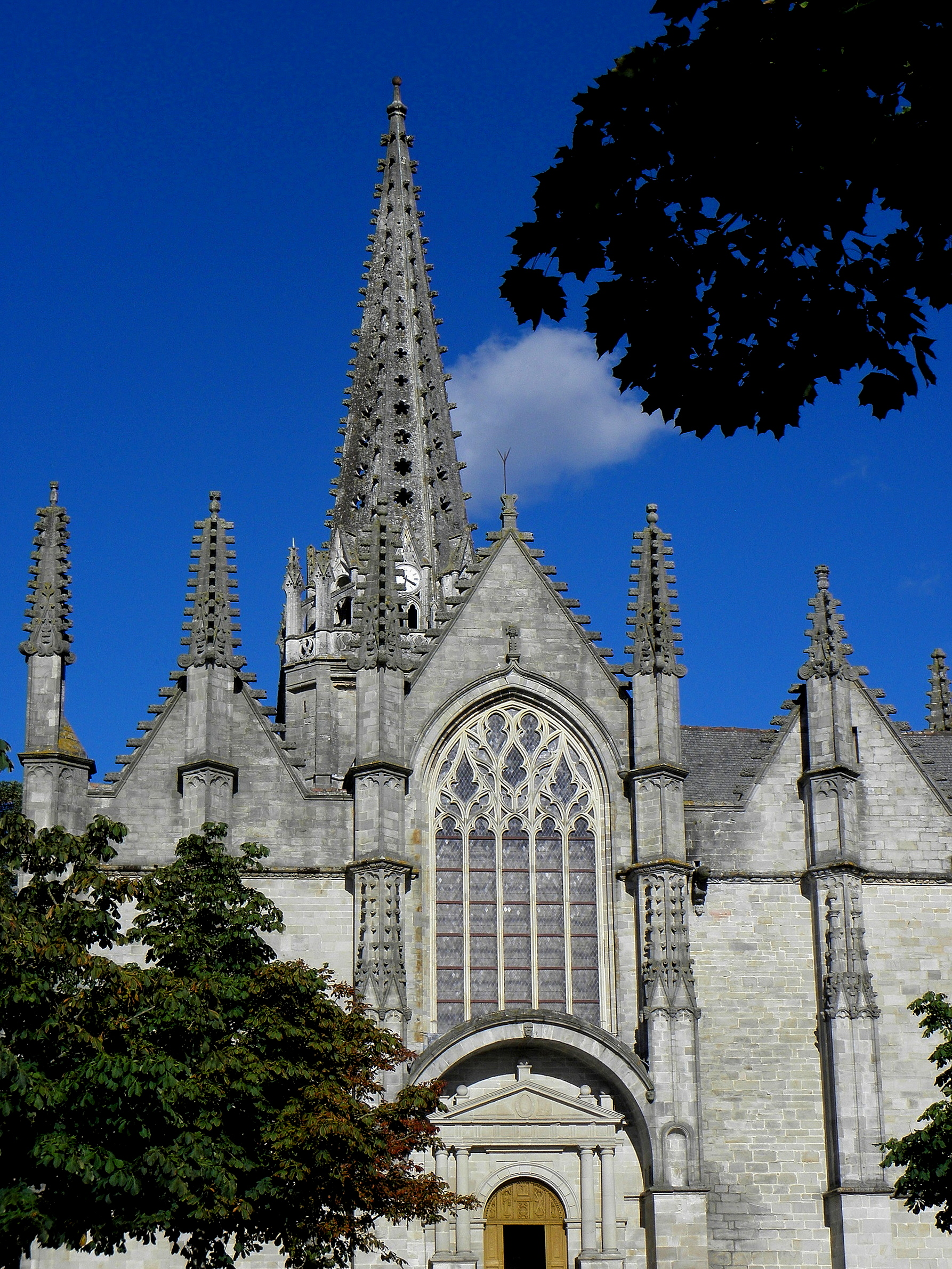
Le massif occidental de Notre-Dame de Vitré.
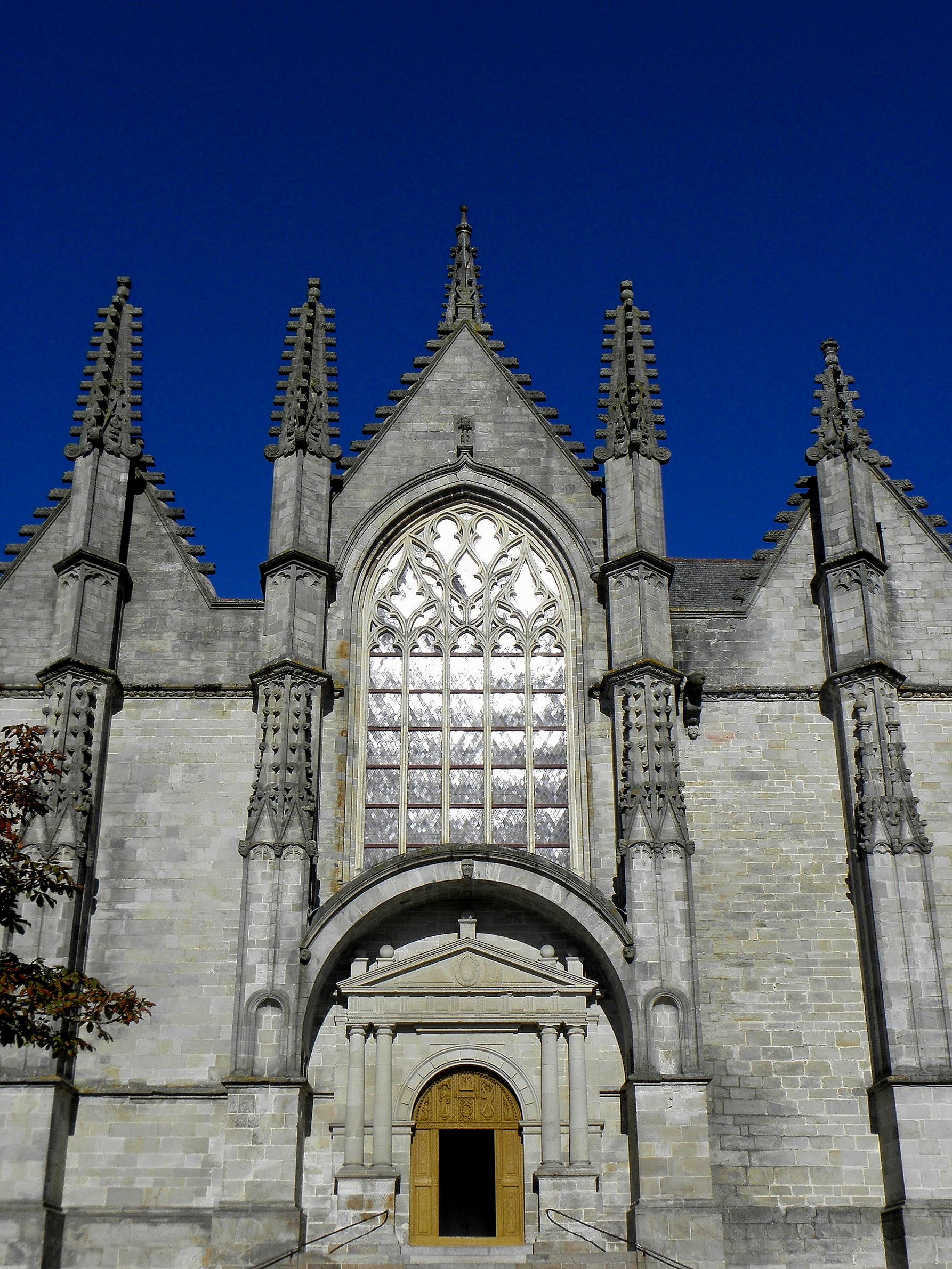
La section médiane de la façade.
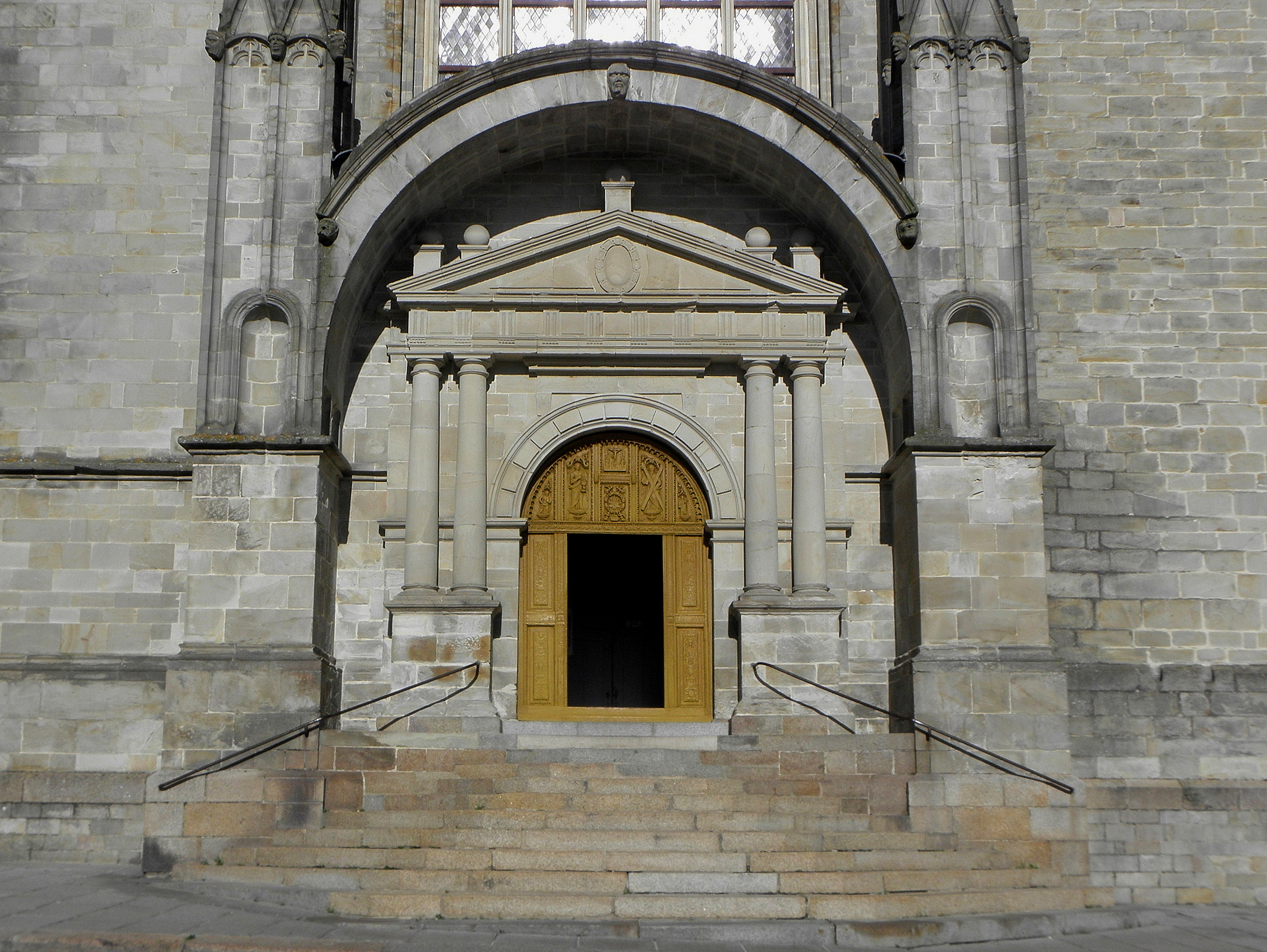
Le portail s'inspirant des arcs de triomphe antiques.
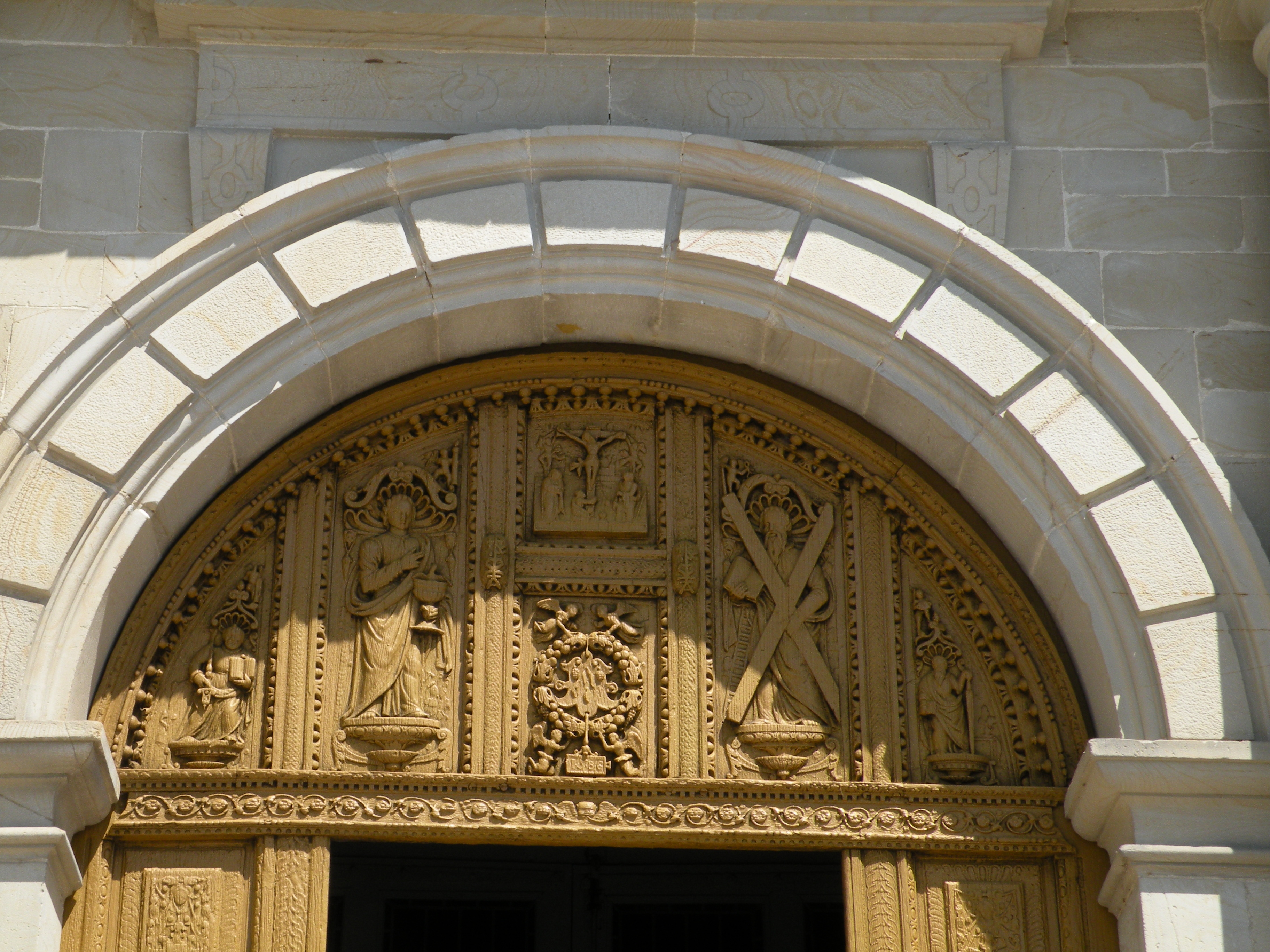
L'imposte sculptée de représentations des apôtres et de la Crucifixion.
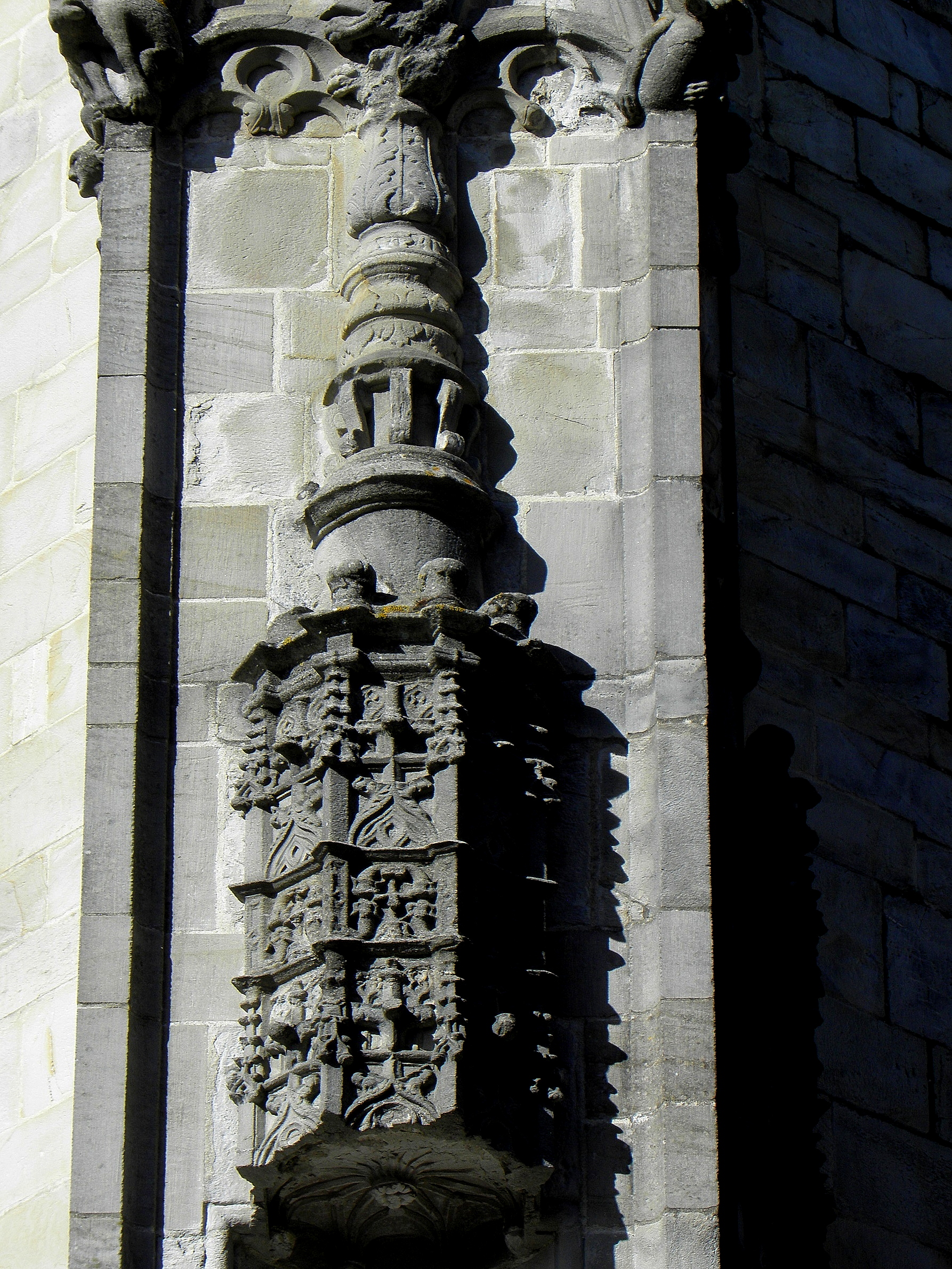
Dais Renaissance du contrefort d'angle sud-ouest.
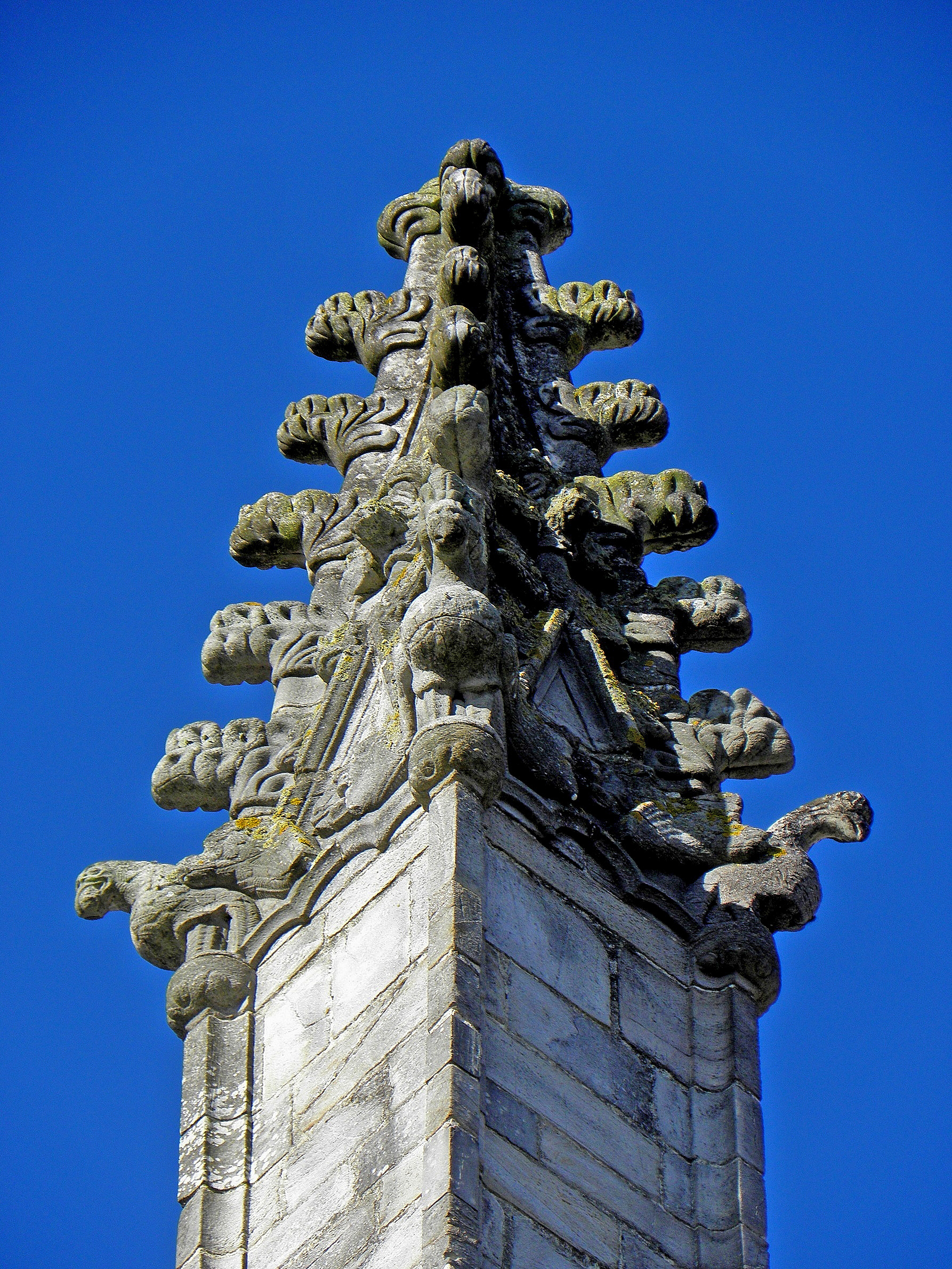
Un des pinacles du massif occidental.

#### La façade septentrionale et le clocher
Comparé aux façades ouest et sud de l'église, le flanc nord apparaît particulièrement dépouillé. Dépourvu de sculpture, il butait originellement contre le cloître du prieuré des bénédictins avant que ce dernier ne soit rebâti par les Mauristes au XVIIe siècle, au nord-est du chevet de l'église Notre-Dame. Témoignent de cette organisation primitive des corbeaux dans le mur nord des chapelles latérales. Il n'est pas même jusqu'aux pignons, couverts par les pans des toitures, qui ne concourent à la nudité de l'ensemble. Seuls les remplages des fenêtres, dont un garni d'hermines, apportent une touche de fantaisie. Le pignon du transept a été quant à lui repris au XIXe siècle.
Le terre-plein situé à l'emplacement primitif du cloître ménage un point de vue remarquable sur le clocher de l'église. Plantée à la croisée du transept, la tour, de section carrée et aux angles coupés, présente sur chaque face d'étroites fenêtres ogivales géminées, barrées à mi-hauteur par une traverse. Elle porte depuis 1858 une balustrade flamboyante cantonnée de huit pinacles. Une flèche octogonale, œuvre de l'architecte Raffray, coiffe le tout. Chaque pan présente à sa base une lucarne et est ajouré d'hexalobes, quinte-feuilles, quadrilobes et trilobes, des crochets garnissant les arêtes. Cette composition s'est substituée à une toiture basse à quatre pans, édifiée après que le beffroi et la flèche originels furent foudroyés en 1704. Un tableau, conservé à l'intérieur de l'édifice, permet de connaître ce couronnement de charpente et d'ardoises plus conforme à la tradition de Haute-Bretagne. Par ailleurs, chaque face du clocher porte un cadran, rappelant qu'à défaut de beffroi municipal le clocher de Notre-Dame portât jusqu'au XVIIIe siècle l'horloge communale.

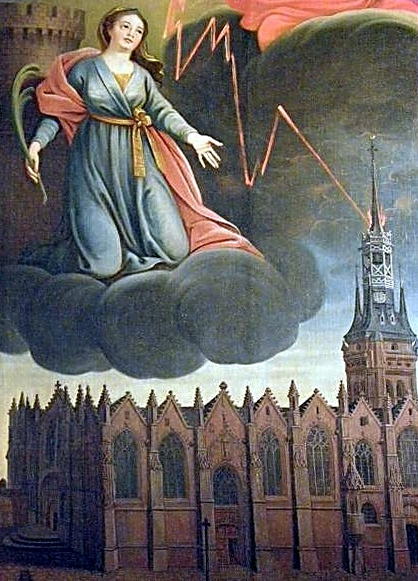
Vue méridionale de l'église Notre-Dame de Vitré et de son ancien clocher. Portant l'horloge communal, le beffroi, cantonné de quatre pinacles et terminé par un octogone sommé d'une flèche effilée, est foudroyé en 1704.
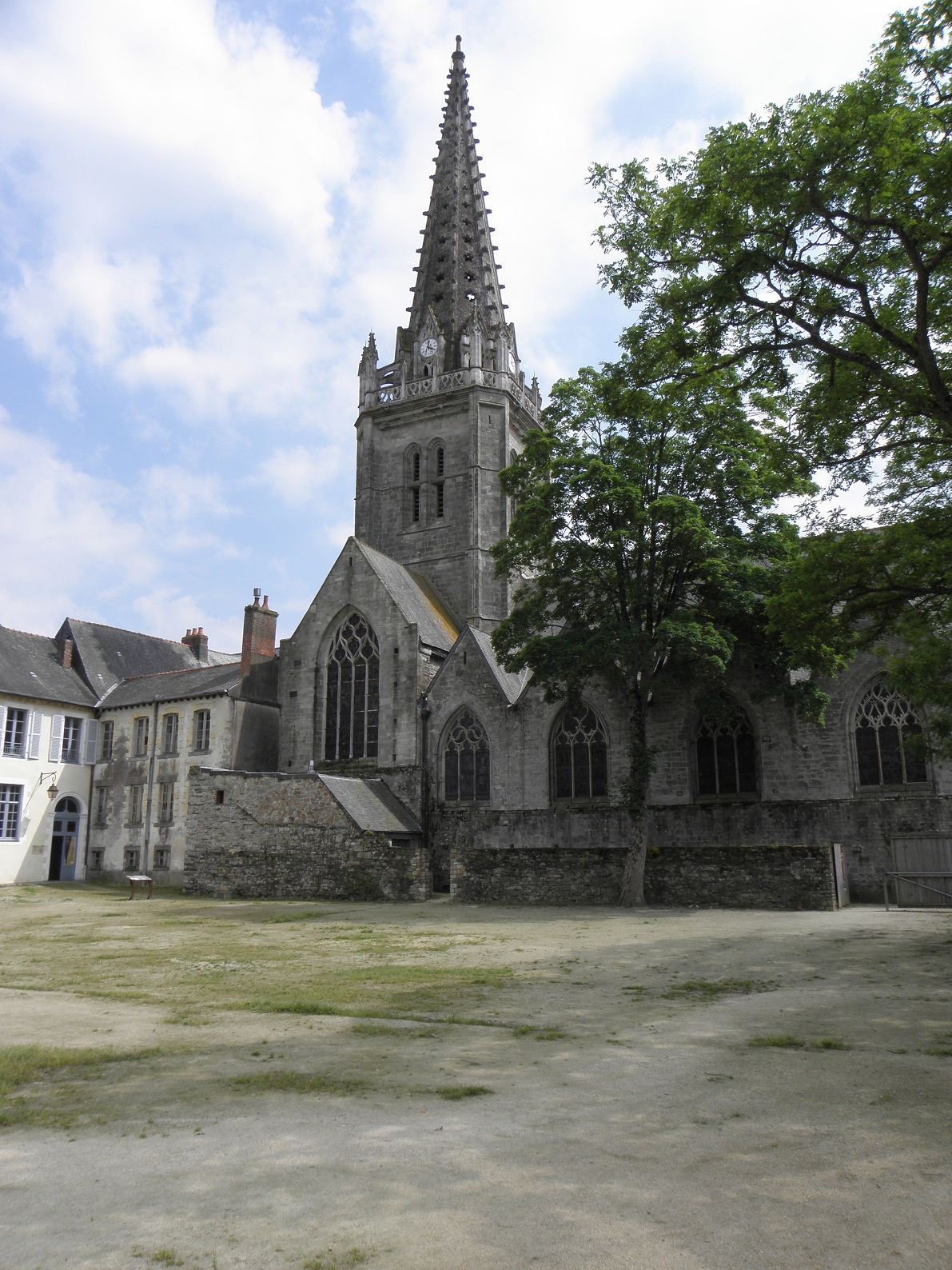
Clocher et flanc nord de l'église Notre-Dame de Vitré. Au premier plan le terre-plein jadis occupé par l'ancien cloître du prieuré, le potager des bénédictins puis le jardin anglais de la Sous-Préfecture.
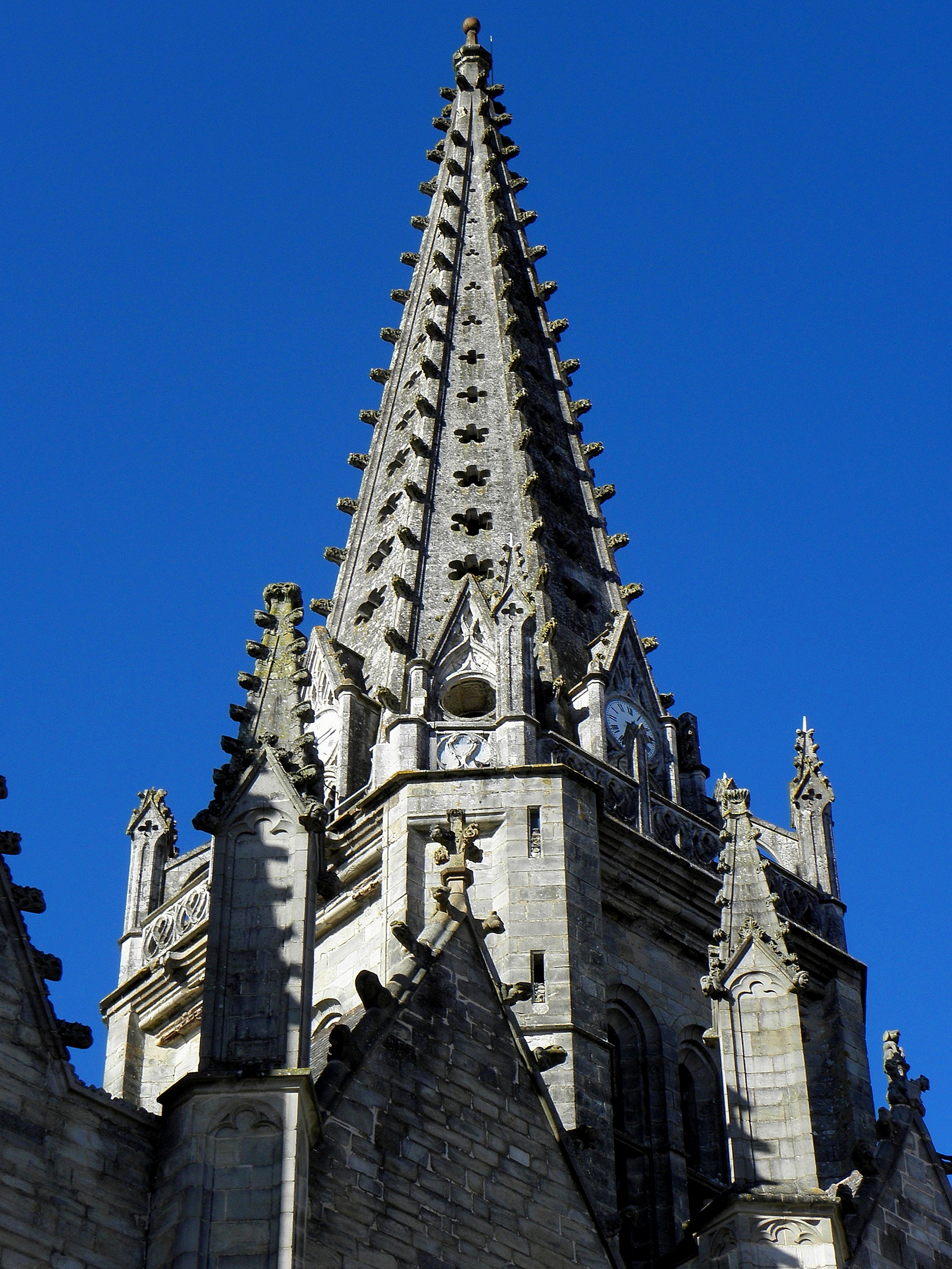
La flèche octogonale vue en contre-plongée depuis la façade méridionale. À l'angle sud-ouest, escalier d'accès à la chambre des cloches et à la balustrade flamboyante.

### Intérieur

#### Plan, distribution et organisation spatiale

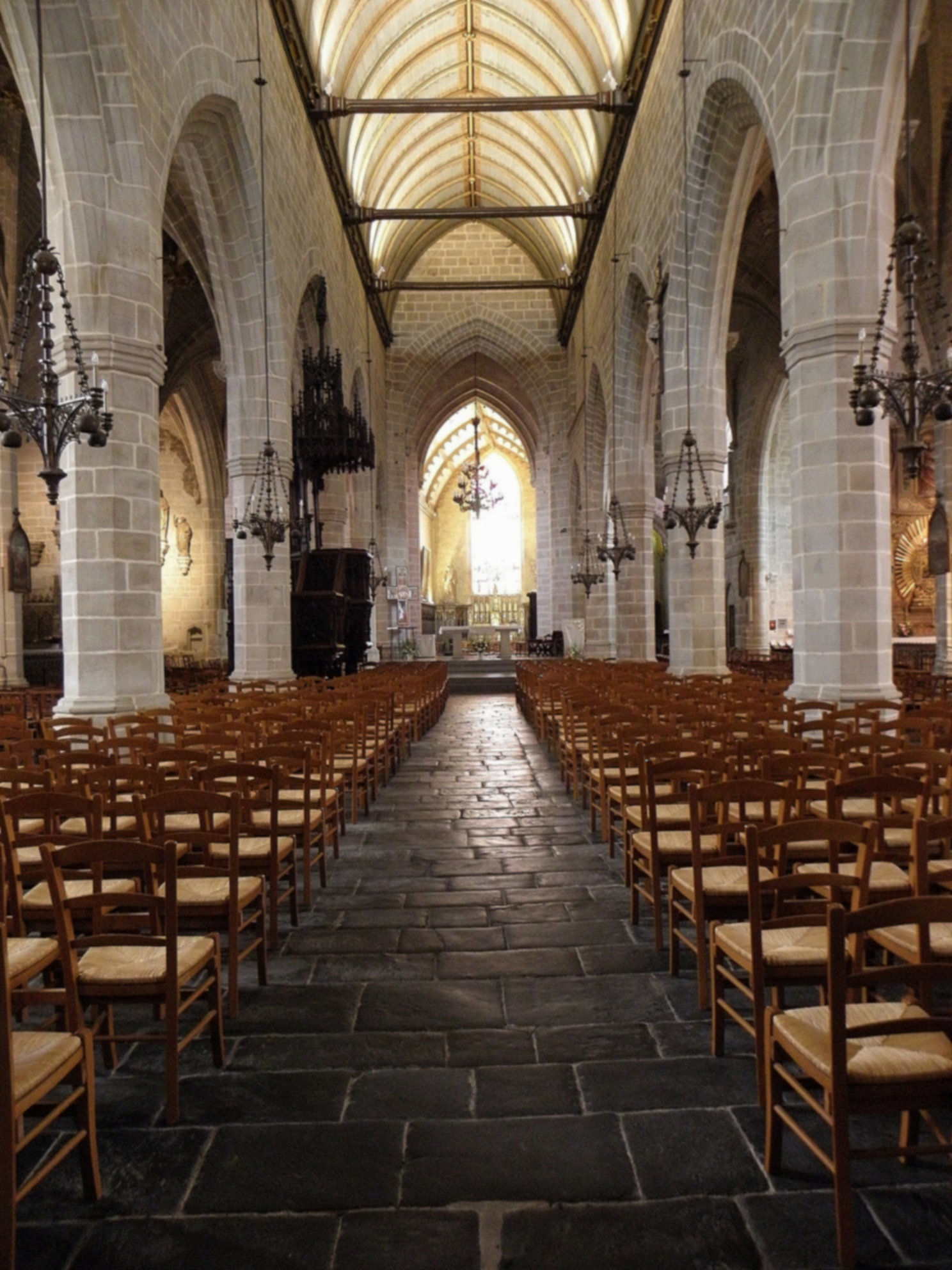
Vue intérieur de Notre-Dame de Vitré.

Notre-Dame de Vitré offre un plan des plus singuliers pour une église bretonne. La nef s'y déploie sur six travées et se trouve accostée de deux collatéraux desservant six chapelles au nord, cinq au sud ainsi qu'une sacristie. Le développement de la nef est stoppé par les puissants piliers portant la croisée du transept prolongée de part et d'autre par deux bras, chacun doté d'une absidiole orientale. Un chœur profond, de forme rectangulaire et désaxé vers la droite, prolonge l'édifice à l'orient.
L'ampleur de la partie occidentale de Notre-Dame de Vitré reste exceptionnelle pour un édifice paroissial breton. Dans l'ancien duché de Bretagne, seules les cathédrales de Nantes et Quimper offrent aujourd'hui le parti de trois vaisseaux occidentaux accostés de chapelles latérales et il n'est guère que l'ancienne église paroissiale Toussaint de Rennes qui présentait pareil déploiement. Cette originalité d'un développement latéral de la nef et de ses annexes résulte sans doute du statut double de l'église, paroissiale et prieurale à la fois. Sous l'Ancien Régime, la nef, dévolue à la paroisse, était séparée du chœur par un mur planté au droit des piliers occidentaux du transept en 1626, mur contre lequel s'appuyât à compter de 1642 un retable lavallois commencé par Jean Martinet, la partie orientale de l'édifice servant aux bénédictins du prieuré voisin, la chapelle absidiale ayant conservé encore de nos jours le nom de chœur aux moines.
Le transept, bien que gothique flamboyant, trahit une organisation spatiale héritée d'un édifice roman. Outre les forts piliers de la croisée portant un lourd clocher, les chapelles pentagonales percées dans les murs orientaux des bras du transept et jouxtant les costales du sanctuaire pérennisent la formule romane du chœur en hémicycle accosté de deux absidioles, laquelle reste encore visible à Livré-sur-Changeon ou lisible à Antrain et Tremblay dans l'ancien diocèse de Rennes. Le transept sud, dans l'alignement des chapelles latérales n'est pas débordant, à l'inverse du bras droit, les chapelles septentrionales étant sensiblement moins larges que leurs homologues placées au midi.
Cinq portes donnent accès à l'édifice : une, au centre de la façade occidentale, deux côté sud de l'édifice au niveau de la troisième chapelle (porte du milieu) et du transept (porte du haut), une dans le transept nord et la dernière dans la costale septentrionale du chœur des moines. Ces deux dernières desservaient sous l'ancien-régime le prieuré des bénédictins. Jusqu'au dégagement de la place Notre-Dame en 1958, occupée alors par la halle aux draps puis celle au beurre, les accès méridionaux consacrèrent le rôle prééminent de la façade sud de l'édifice, tournée vers la ville et précédée du pourpris. Ce dernier, placître surélevé héritier d'un ancien cimetière, disparu au cours du XIXe siècle. Si ces aménagements urbains tendirent à requalifier la façade occidentale dès lors vouée à être l'entrée principale de l'église, l'organisation interne de l'édifice et la déambulation en découlant n'ont guère été affectées, la nef de Notre-Dame de Vitré restant l'épine dorsale d'un monument où la partie occidentale a toujours été le cœur de la vie paroissiale. Ainsi, de nos jours, l'autel où se célèbrent les offices occupe-t-il encore la dernière travée de nef précédent la croisée du transept.

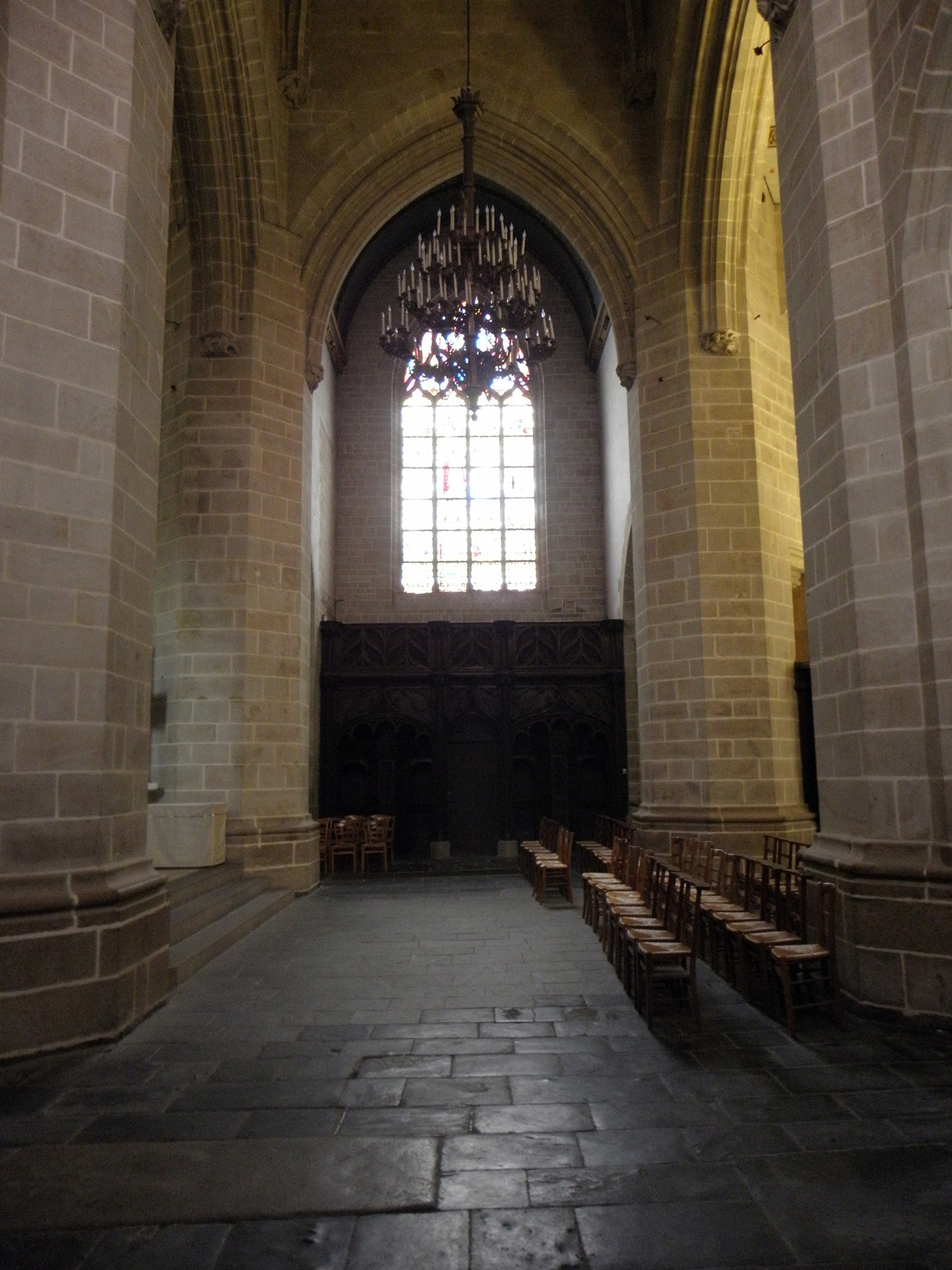
Le croisillon nord.
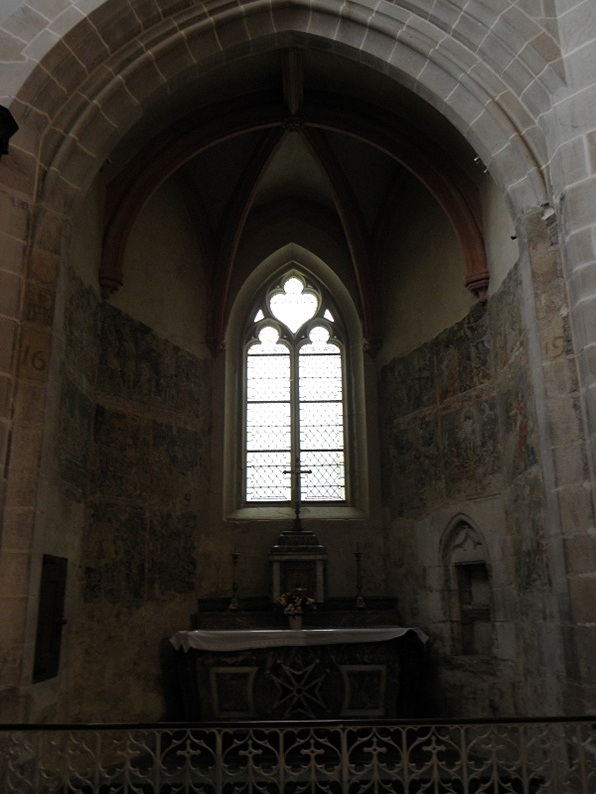
L'absidiole orientée du transept septentrional.
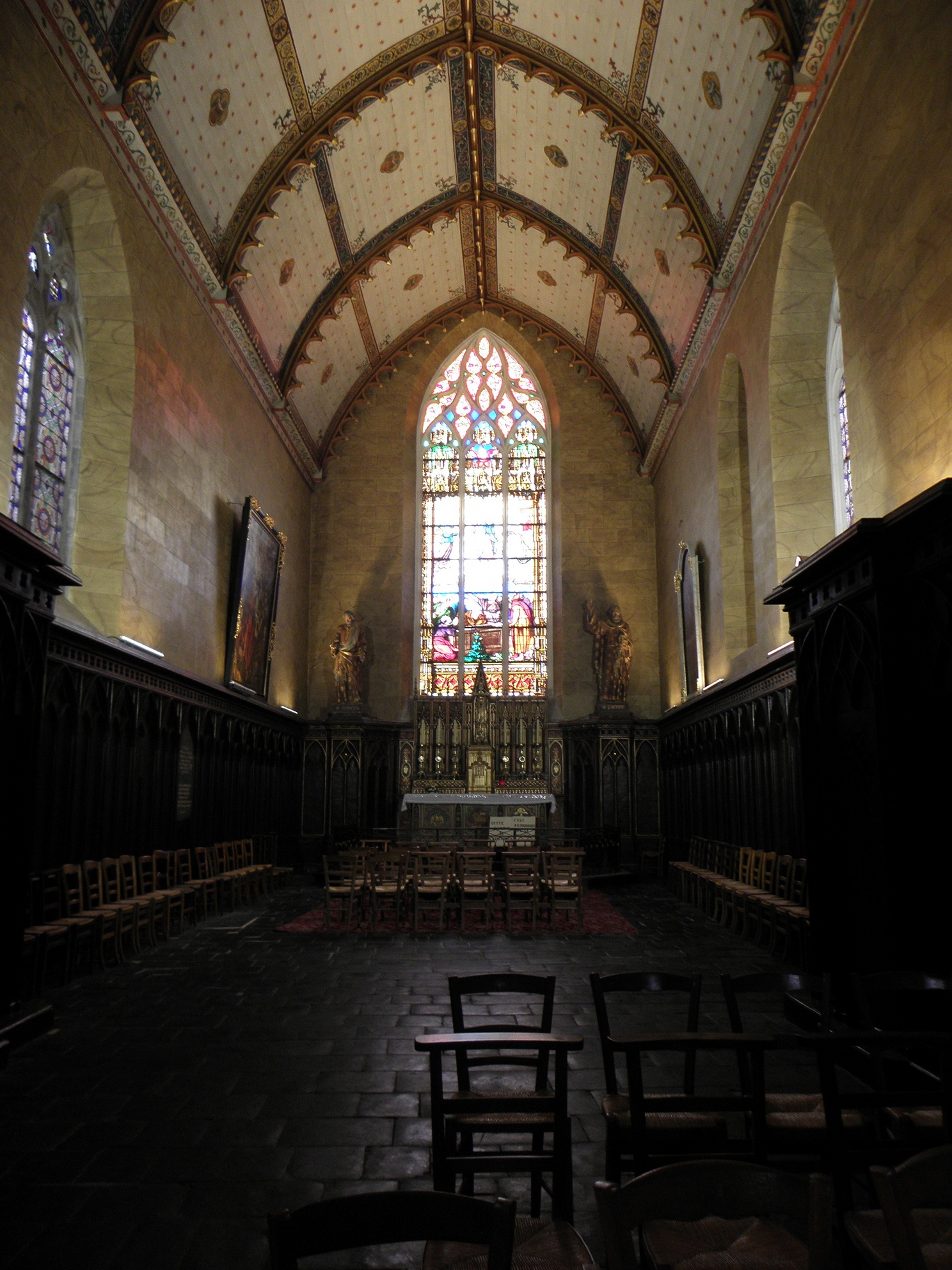
Le Chœur aux moines.
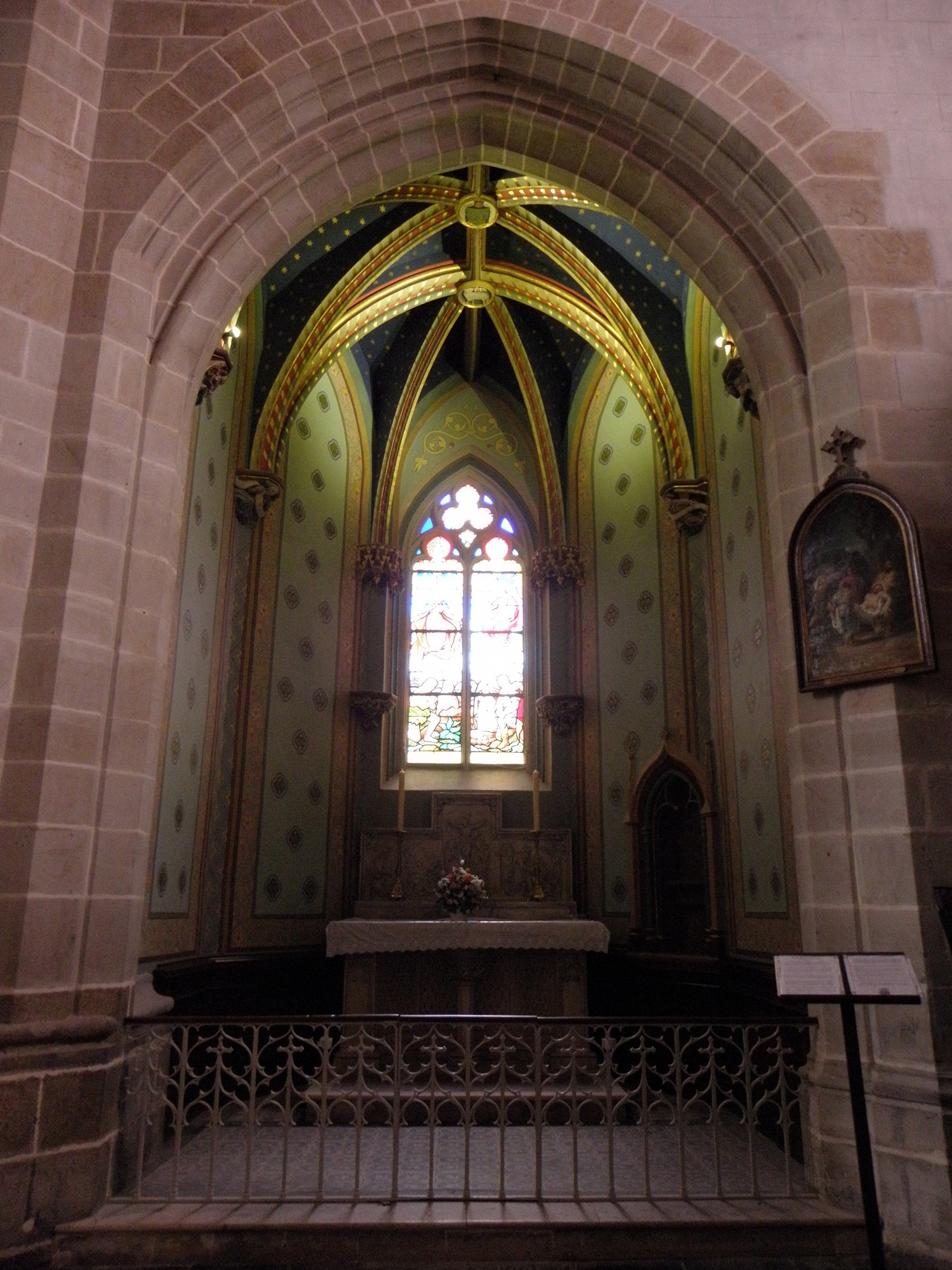
L'absidiole orientée du transept méridional.
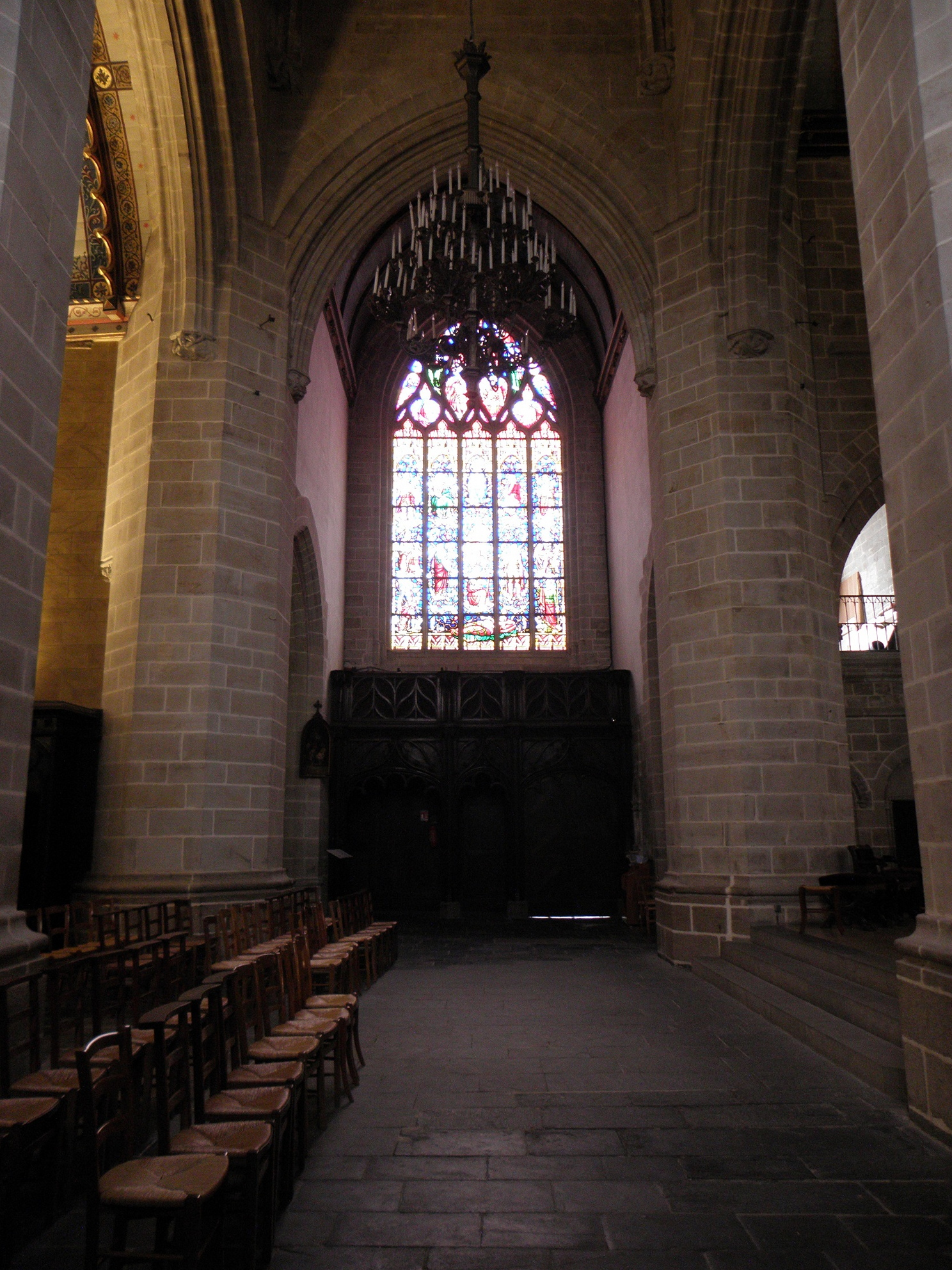
Le croisillon sud.

#### Dimensions
En longueur
Totale : 61 m.

Nef : 35 m.

Transept : 7 m.

Chœur : 19 m.
En largeur
Totale : 22,20 m.

Nef : 7 m.

Bas-côtés : 3,70 m au nord et 4 m au sud.

Chapelles : 3 m au nord et 4,50 m au sud.

#### Élévation, éclairage et couvrement

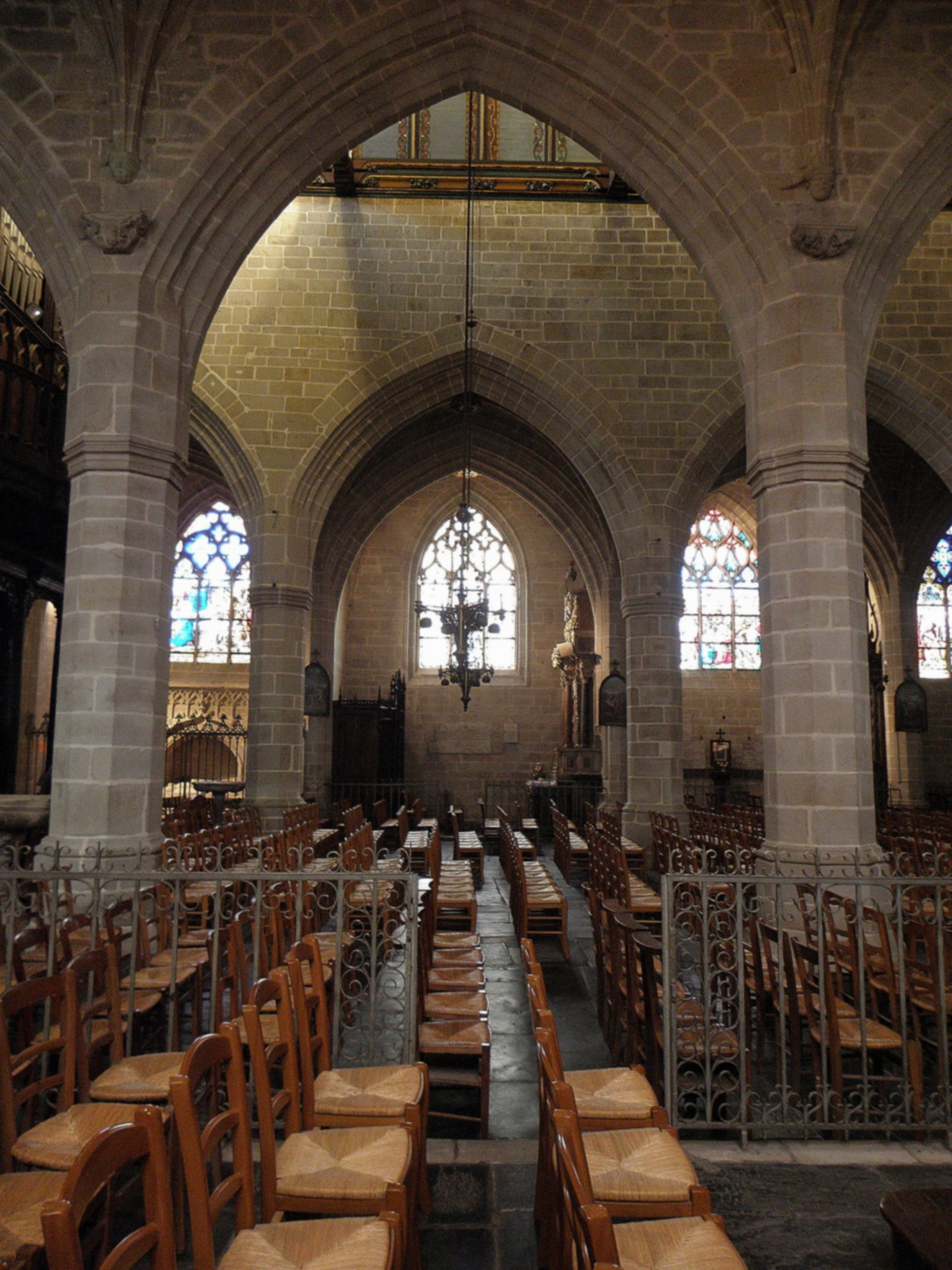
Vue traversante de la nef de Notre-Dame de Vitré.

Notre-Dame de Vitré fait partie de ces grandes églises urbaines érigées en Bretagne à la fin du Moyen Âge par bourgeois et négociants, édifices restant fidèles au style gothique flamboyant et présentant des vaisseaux principaux aveugles et couverts d'une charpente lambrissée. Cinq paires de piles octogonales juchées sur de hautes bases scandent la nef principale, portant de larges arcades en arcs brisés séparées des sablières par un mur bahut relativement important. Ce dernier crée un effet de tunnel, tendant à privilégier la nef par rapport aux vaisseaux secondaires et récusant de facto le type d'église-halle. Les arcades présentent de fortes moulures prismatiques qui, hormis le premier rouleau, ne reposent pas sur les chapiteaux très sobres mais pénètrent directement dans le prolongement des piles octogonales. Un douvis, porté par des sablières sculptées et contrebuté par six entraits, restauré à l'identique en 1866 et doté d'un décor peint par le rennais Lelay-Dupré, coiffe le tout.
Cette élévation à un étage n'était pas originellement prévue. Elle résulte d'un changement de parti aisément observable dans la dernière travée de nef. Celle-ci compte en effet deux étages séparés par un bandeau : grande arcade et fenêtre haute aujourd'hui murée. Le projet initial ne prévoyait qu'une nef accostée de collatéraux, ces derniers devant être couverts d'une voûte lambrissée prenant appui sur des consoles sculptées au droit des piliers, éléments portant réduits aujourd'hui à un rôle décoratif. L'adjonction de chapelles privatives a en effet entraîné l'exhaussement des collatéraux, le vaisseau central devenant quasiment aveugle et le couvrement évoluant vers un type mixte. Ainsi, chapelles et collatéraux présentent-ils aujourd'hui des voûtes d'ogives en pierre, portées par des culots sculptés et ornées de liernes et clefs pendantes, tandis que la nef, simplement lambrissée, affecte un décor peint.
Le mode de couvrement du transept affecte la même dualité. Chaque croisillon est coiffé par un douvis de bois tandis que la croisée présente des voûtes en granite dont les ogives reposent sur des consoles sculptées des symboles des quatre évangélistes. Ce dernier espace a été fortement remanié lors de l'érection de la flèche par Raffray de même que le sommet des murs du croisillon nord. La tour clocher est quant à elle portée par de forts massifs octogonaux que joignent des arcs à plusieurs moulures, celles extérieurs pénétrant directement dans l'une des faces des piliers, et la première, à l'intérieur, reposant sur des consoles sculptées de motifs anthropomorphes parfois burlesques.
Dans le transept sud, des départs de voûtes et l'arc formeret plaqué contre le mur méridional témoignent d'un projet avorté de voûtement sur croisée d'ogives tandis qu'un escalier à vis logé dans une tourelle en encorbellement donne accès au clocher.
La voûte du chœur aux moines constitue une réalisation néogothique remarquable et savante. Elle allie sablières et lambris de bois, que recouvrent rinceaux, rosaces, étoiles et autres anges à phylactères logés dans des quadrilobes, et une structure métallique formée d'arcs doubleaux et de liernes festonnés, ce dispositif permettant d'éviter l'usage d'entraits disgracieux et contribuant à un effet de légèreté.

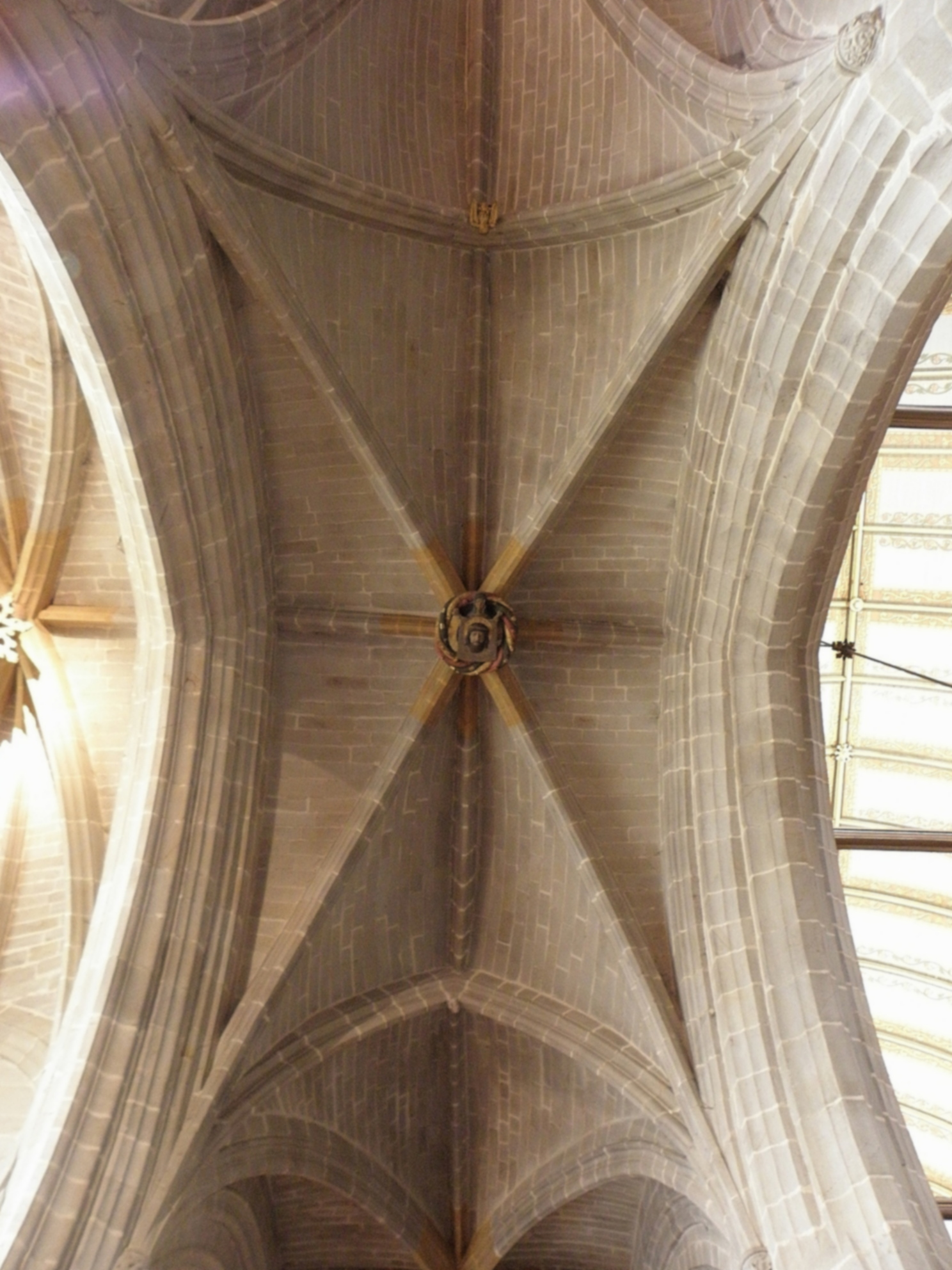
Voûtement du collatéral nord.
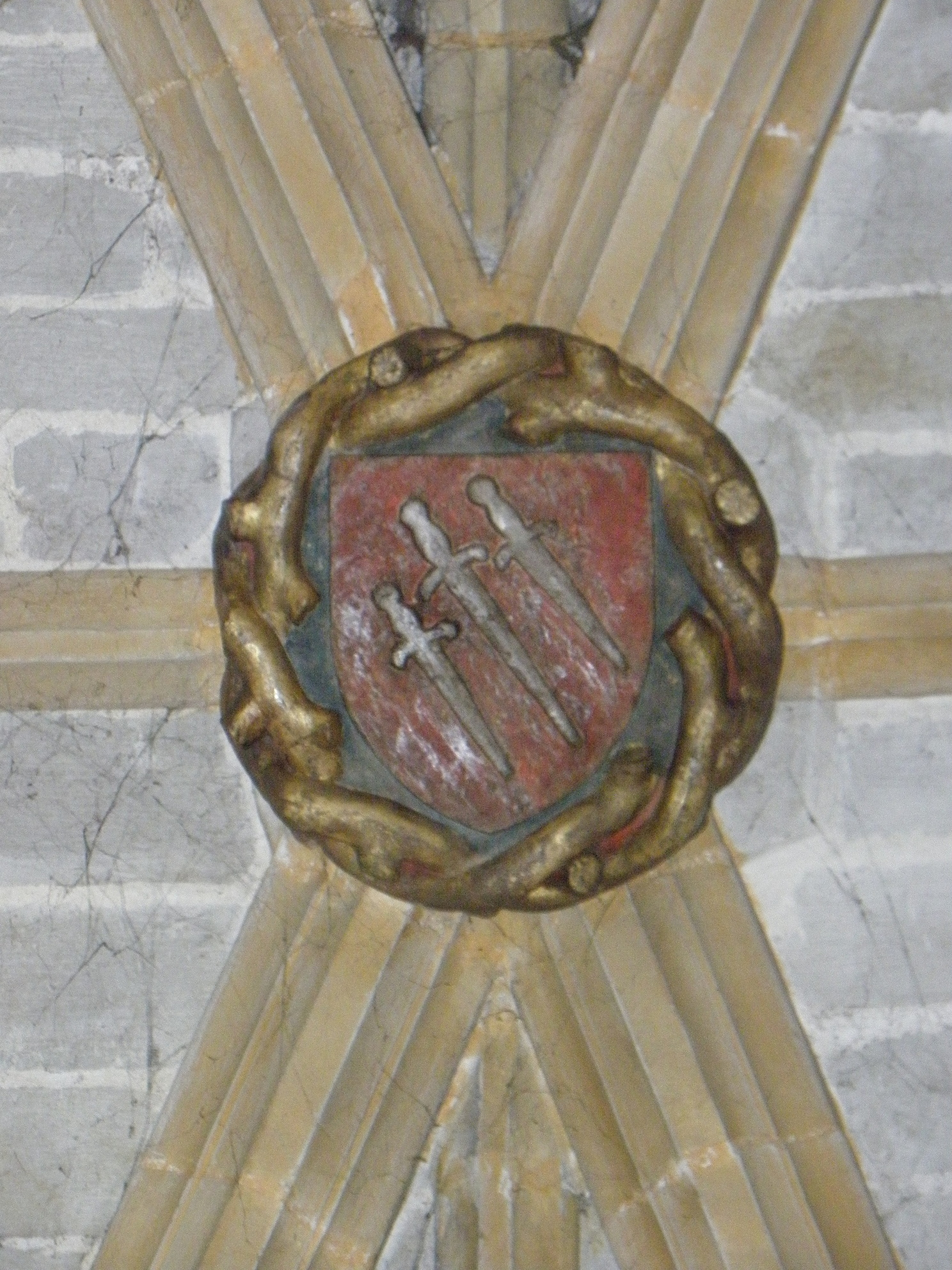
Clef de voûte aux armes de Pierre Landais.
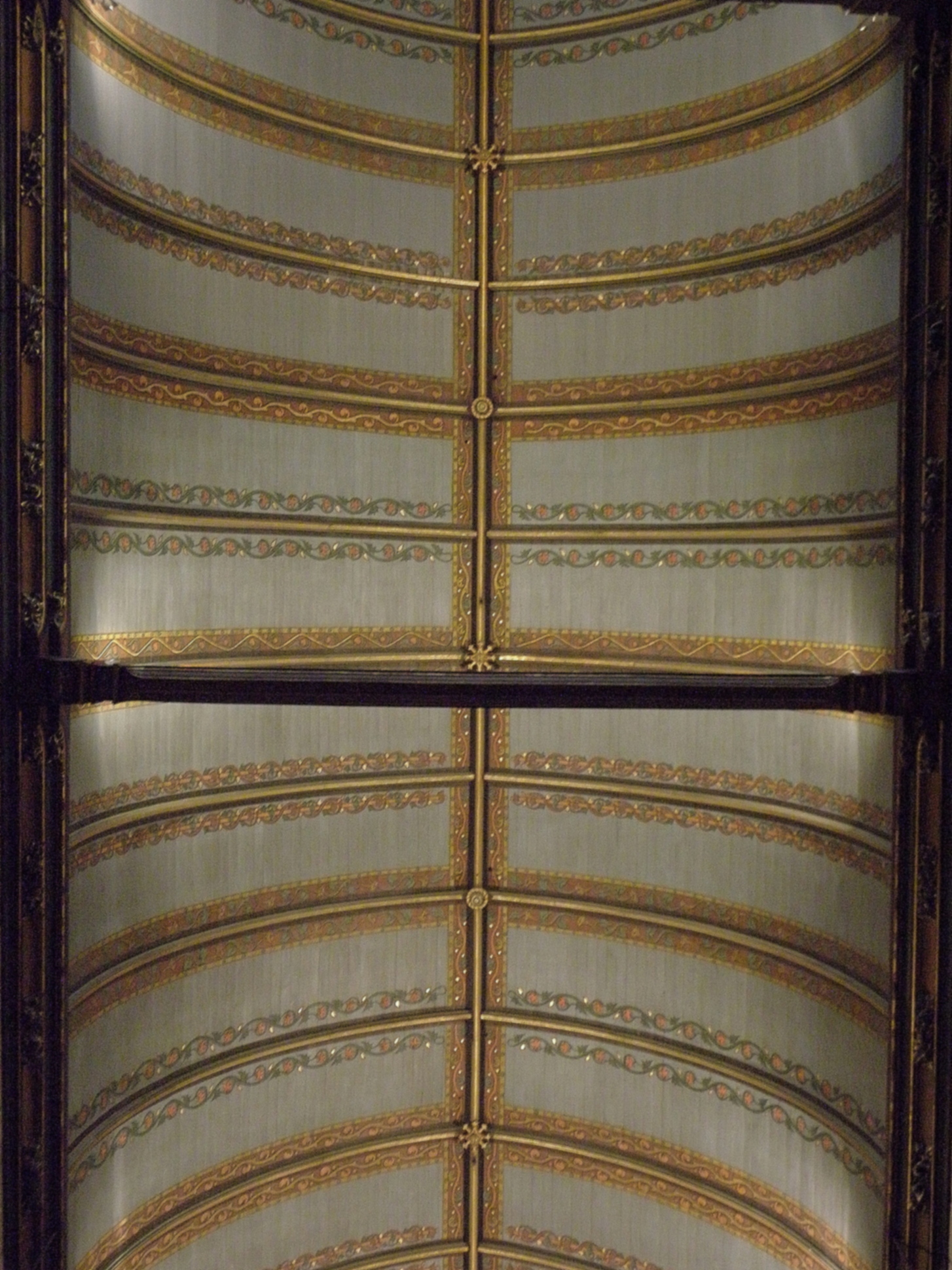
Douvis du vaisseau principal.
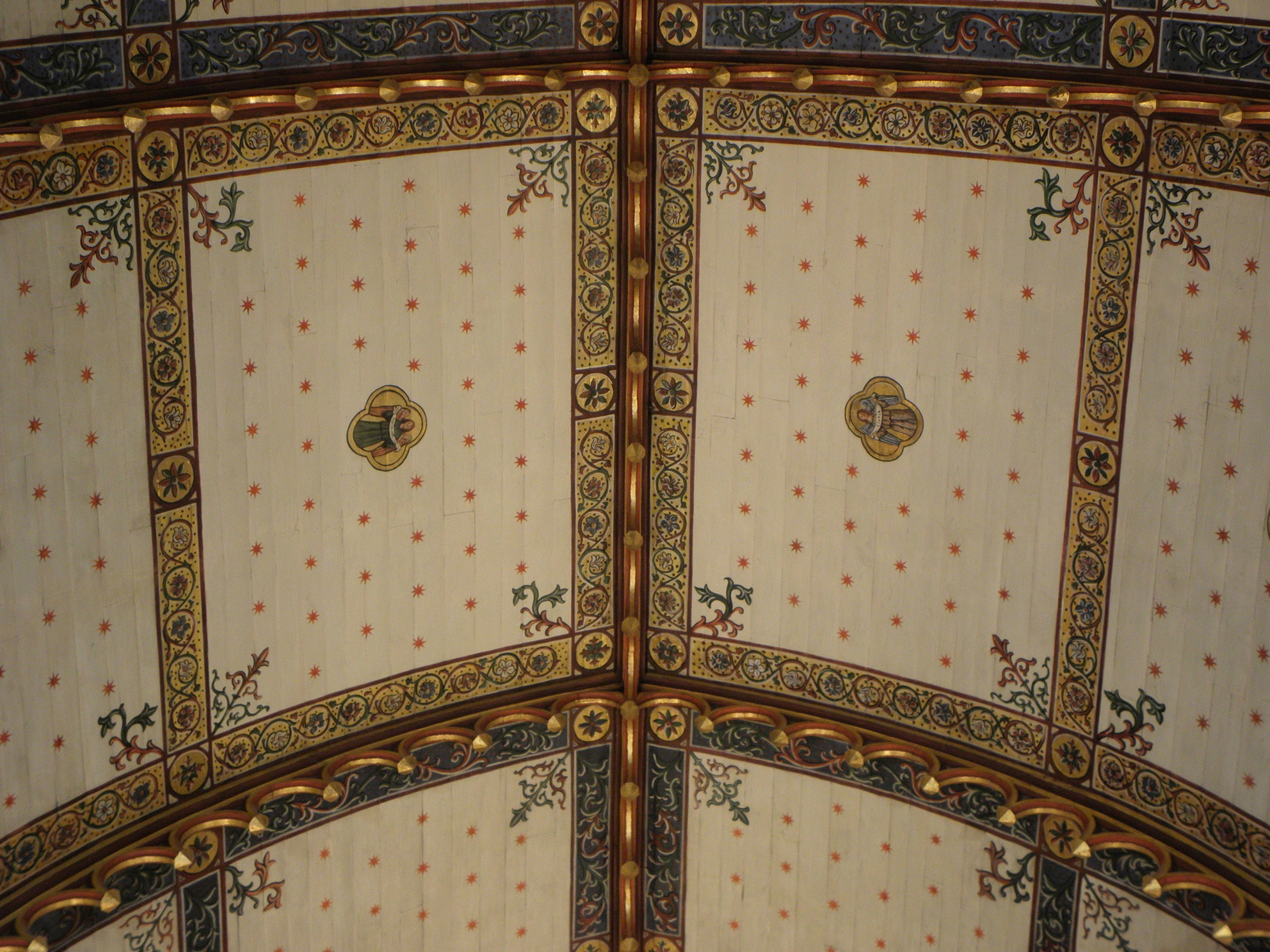
Voûtes du chœur aux moines.
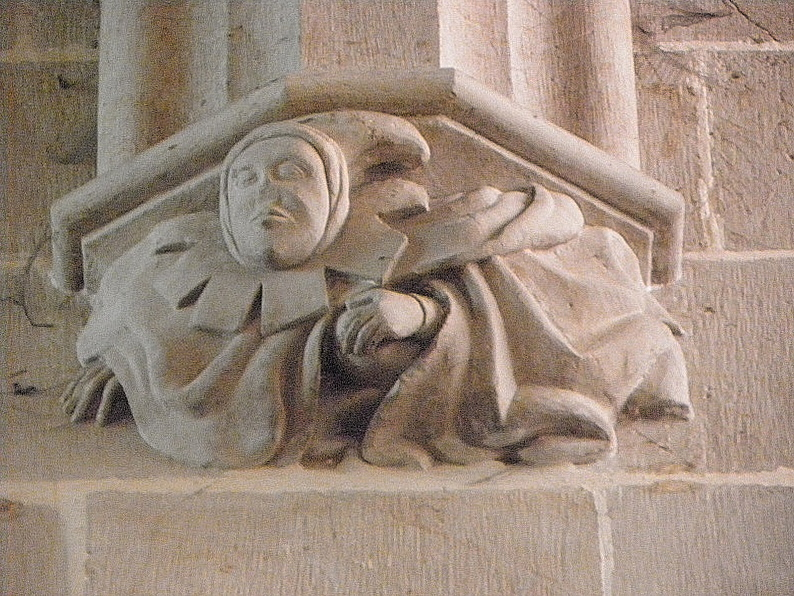
Console d'un des piliers du transept portant la tour-clocher.
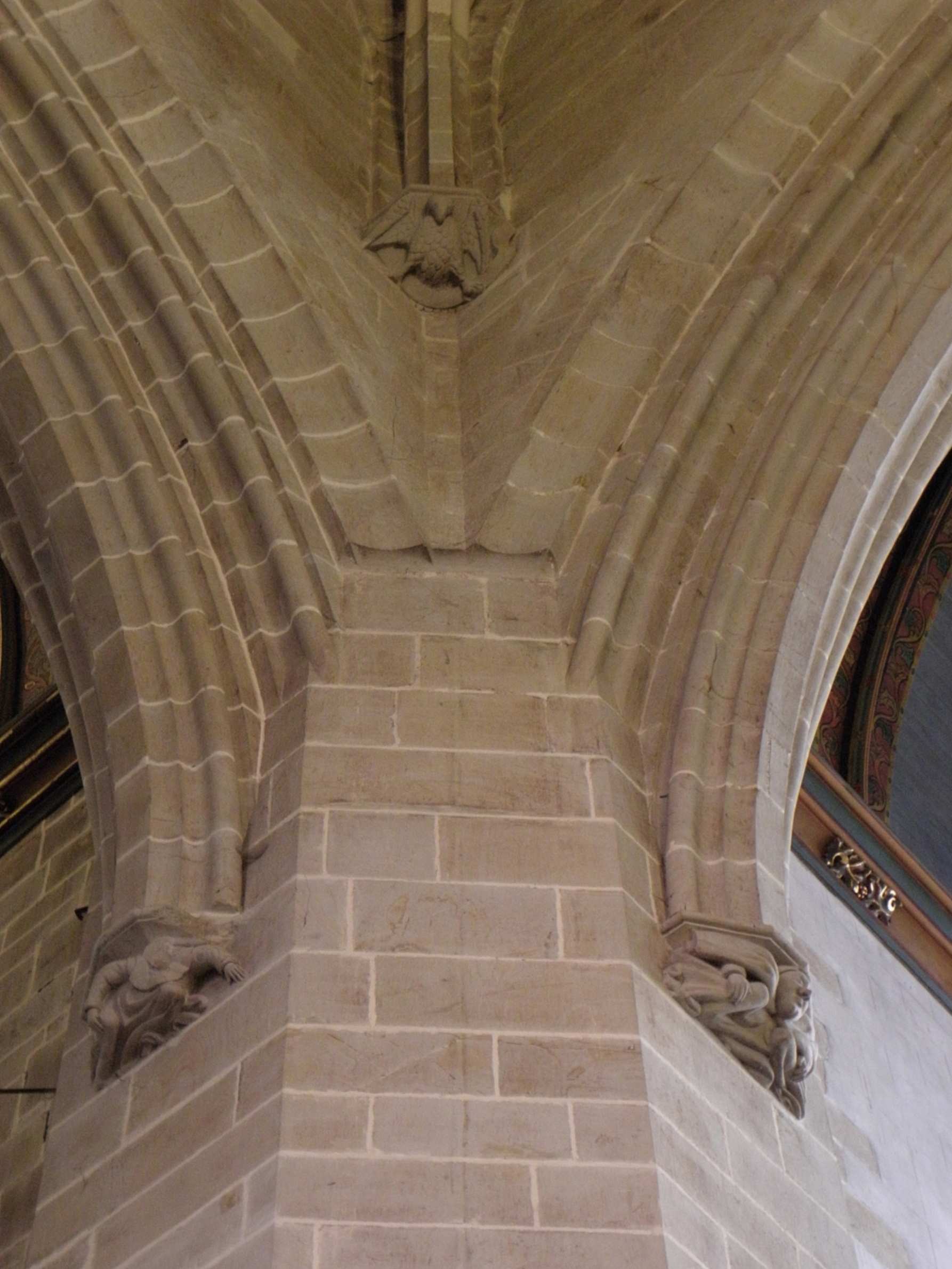
Pilier, consoles et départs d'arcs et voûte à la croisée du transept.
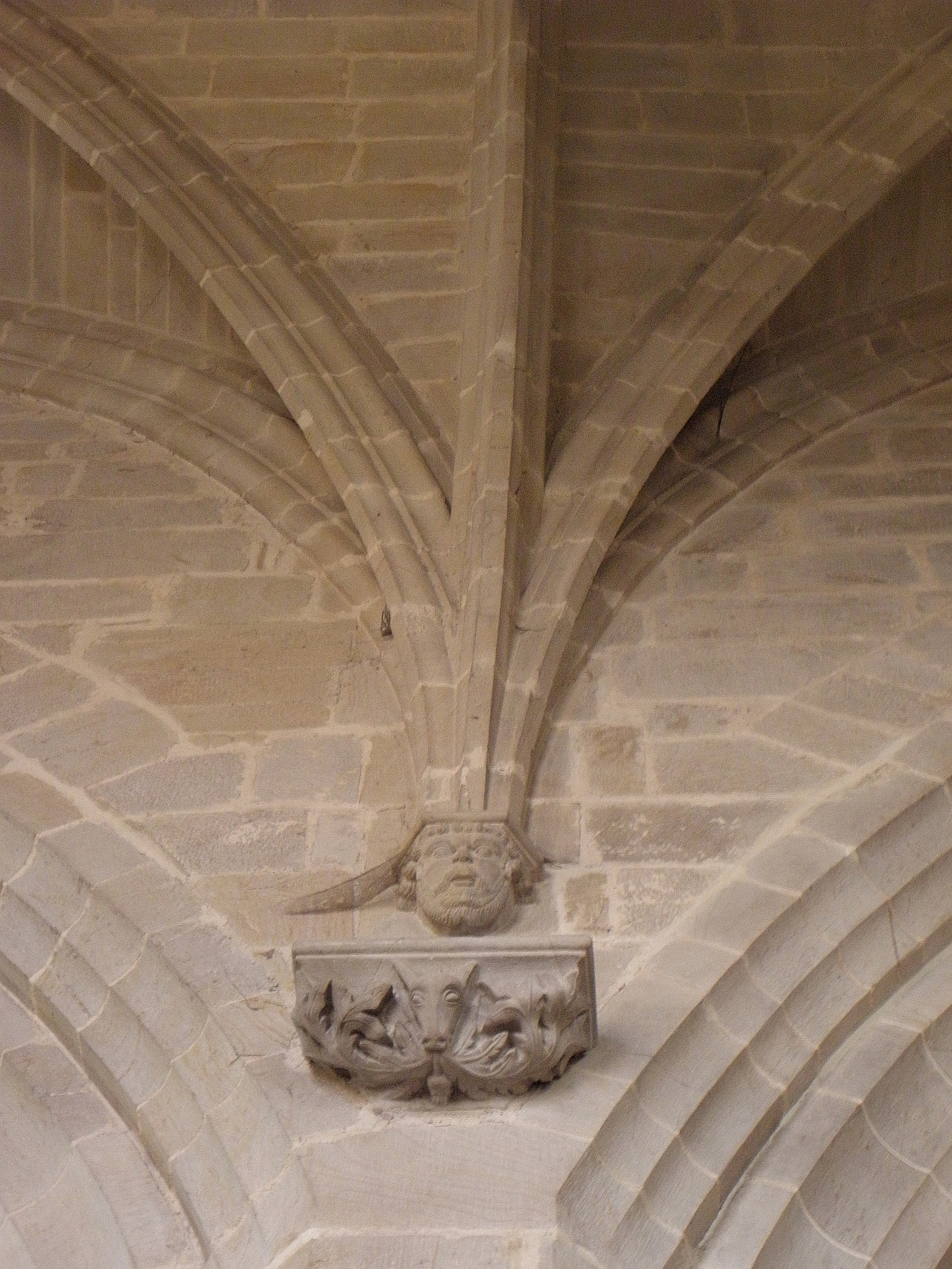
Console et culot sculpté à la retombée des voûtes du collatéral sud.
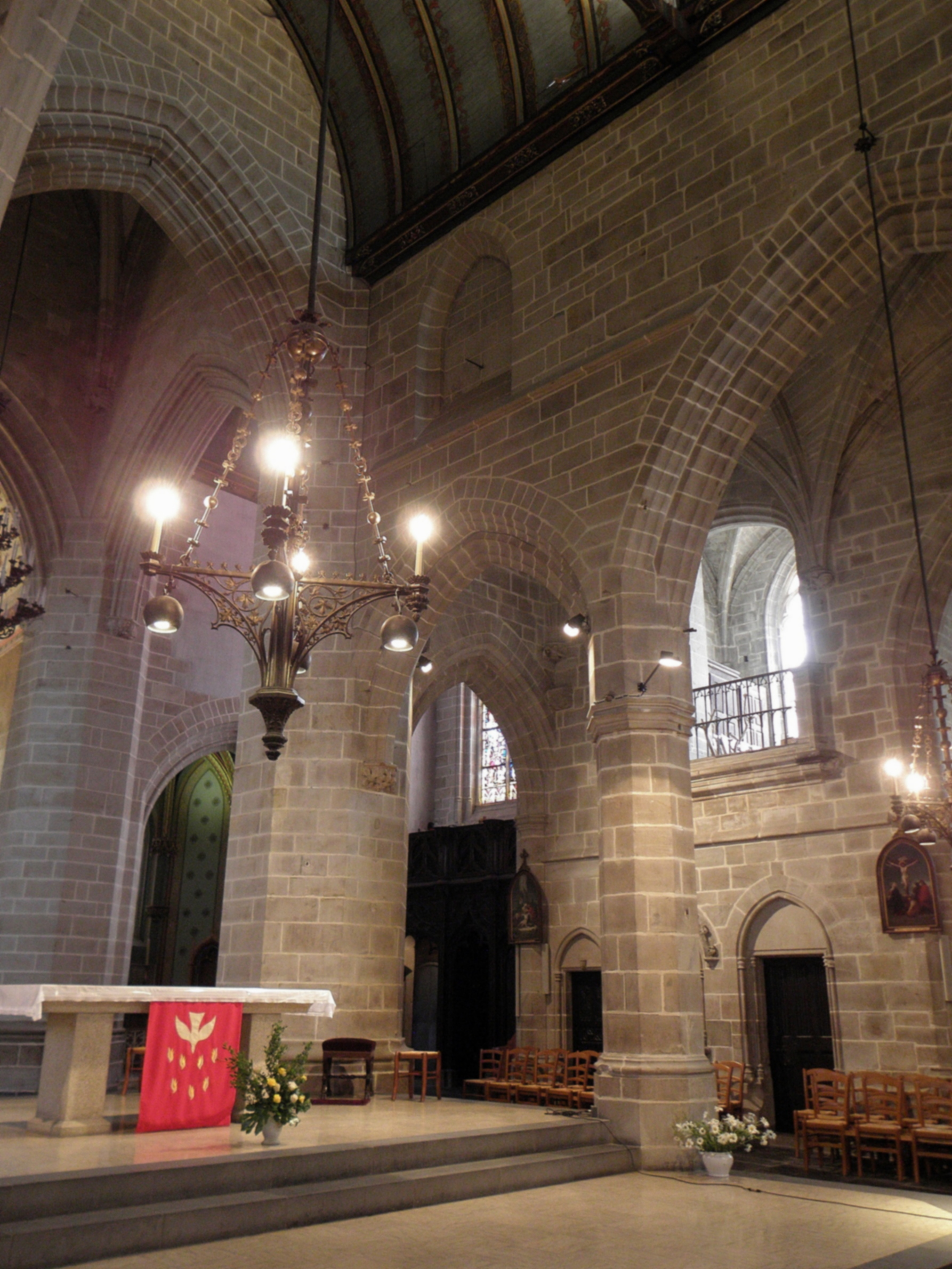
Élévation sud à deux étages de la dernière travée de nef.

### Vitraux
L'essentiel des vitraux de l'église Notre-Dame de Vitré date du XIXe siècle. Pour autant, l'ensemble n'en constitue pas moins un corpus intéressant de par la variété des techniques employées, le panel des sujets illustrés (Nouveau Testament, Protévangile de Jacques, dévotions anciennes comme nouvelles), ou encore la pluralité des maîtres-verriers, tant parisiens que provinciaux, ayant œuvré. Si la vitrerie originelle a quasiment disparu, l'édifice conserve une pièce exceptionnelle (l'entrée du Christ à Jérusalem) datant du XVIe siècle et deux fragments plus anciens de la fin du siècle précédent.

#### Les vitraux anciens
Trois fenêtres de l'église Notre-Dame conservent des vitraux datant de la fin du Moyen Âge et de la renaissance.

##### Le vitrail de la chapelle seigneuriale
Dernière chapelle du bas-côté sud, située à l'étage de la vieille sacristie, elle abrite un fragment d'une Annonciation datant de la fin du XVe siècle. L'archange Gabriel est placé dans un édicule flamboyant au sol dallé, devant un fond de damas richement orné. L’œuvre, reflétant un défaut de maîtrise de la perspective, a sans doute été déplacée. Il pourrait s'agir d'un travail en provenance des Flandres et commandé en 1493 par la Confrérie des Marchands d'Outre-Mer qui siégeait dans la chapelle de l'Annonciation (cinquième chapelle septentrionale). Outre les motifs architecturaux ou floraux du damas, la technique du jaune d'argent et l'inscription gothique du phylactère de l'archange plaident pour une datation du troisième quart du XVe siècle.

##### La fenêtre septentrionale du chœur aux moines
Elle recèle dans son tympan une Crucifixion et deux écus : l'un, à gauche, de Vitré (d'argent au lion rampant de gueules), l'autre, à droite, de la famille des Montmorency-Laval (d'or à la croix de gueules cantonnée de seize alérions d'azur ordonnés 2 et 2), seconde branche de la maison de Laval, qui tint le château de Vitré de 1254 à 1547.

##### L'entrée du Christ à Jérusalem
La troisième chapelle méridionale de l'église Notre-Dame sert d'écrin à la verrière narrant l'entrée du Christ à Jérusalem. Cette illustration des Rameaux porte la date de 1537. Il s'agit d'un vitrail tableau trouvant place dans un cadre renaissance (entablement, colonnes, chapiteaux, fronton curviligne) où se pressent putti, têtes d'angelots, bucranes, têtes antiques dans des médaillons, le tout orné de guirlandes végétales. Le tympan est en grande partie moderne. L’œuvre pourrait être de la main du fougerais Pierre Symon qui travaillait à la chapelle voisine de Saint-François à la même époque. Elle est conservée in situ, associant pour les paroissiens de Notre-Dame de Vitré l'entrée de la Jérusalem terrestre à la porte dite du milieu, au centre de la façade sud de leur église. Cette verrière, aux tons éclatants, où les habitants de Jérusalem sont figurés par les riches bourgeois vitréens, a été classée par liste en 1840.

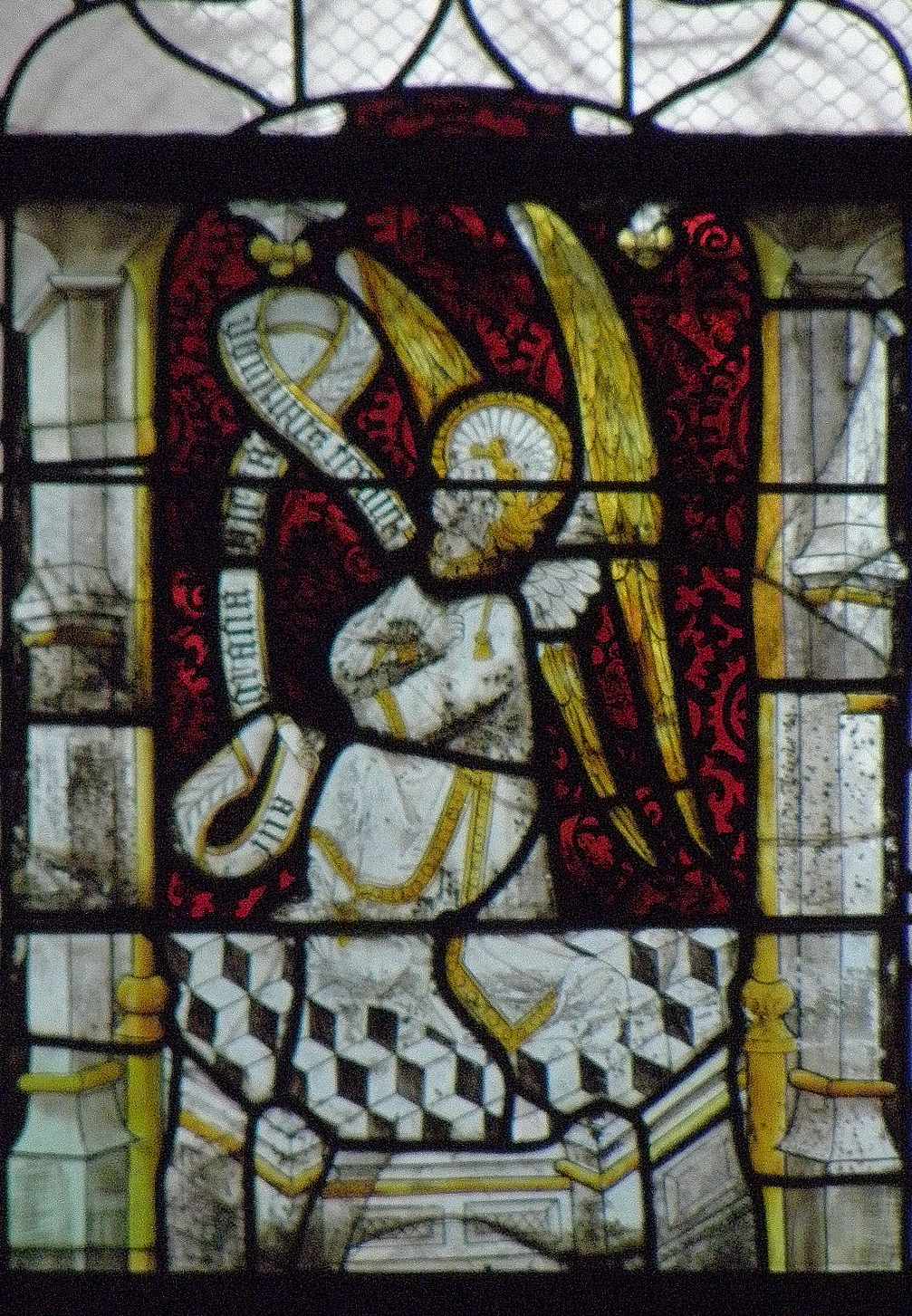
L'archange Gabriel.
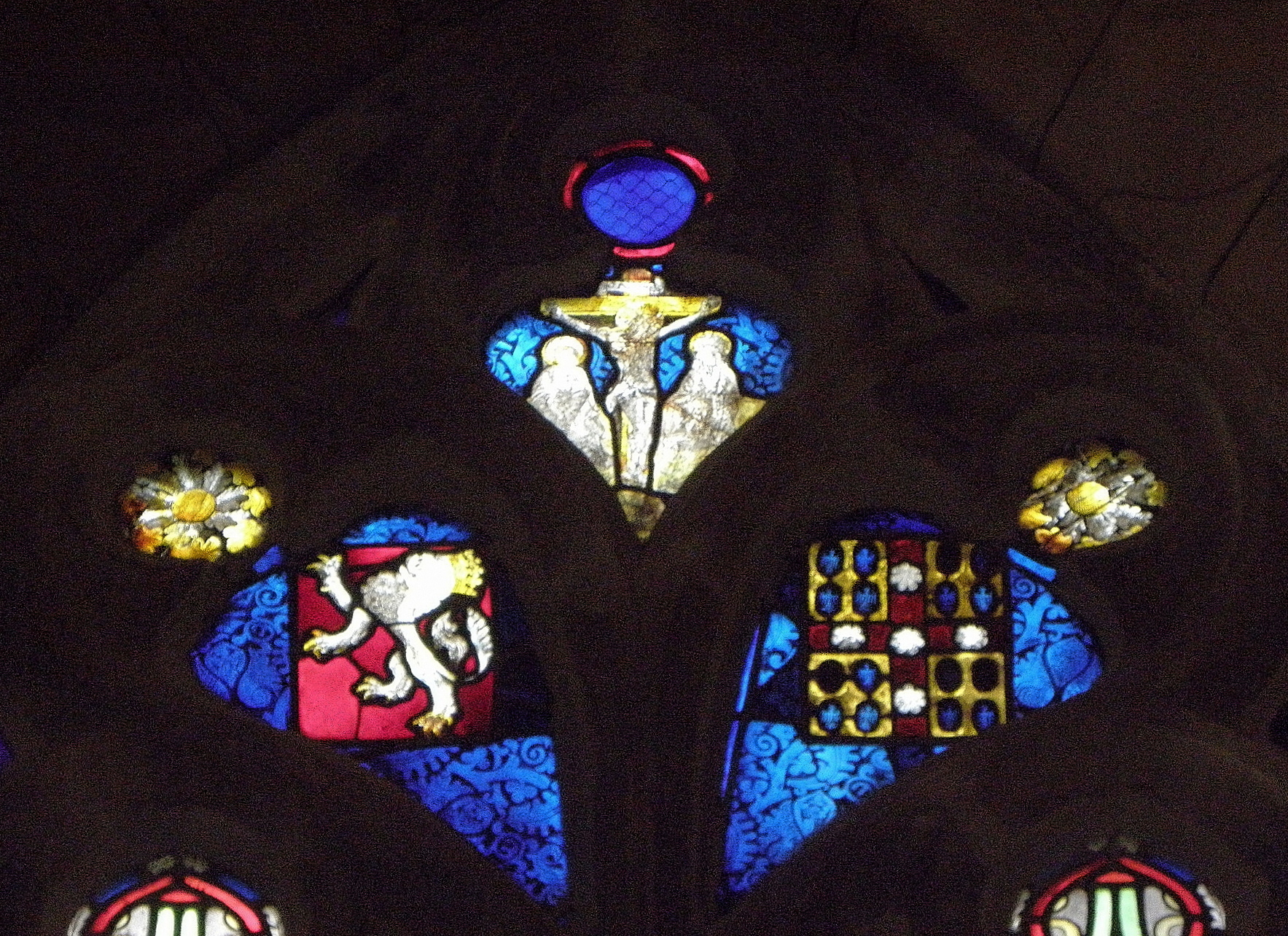
Crucifixion, armes de Vitré et des Montmorency-Laval.
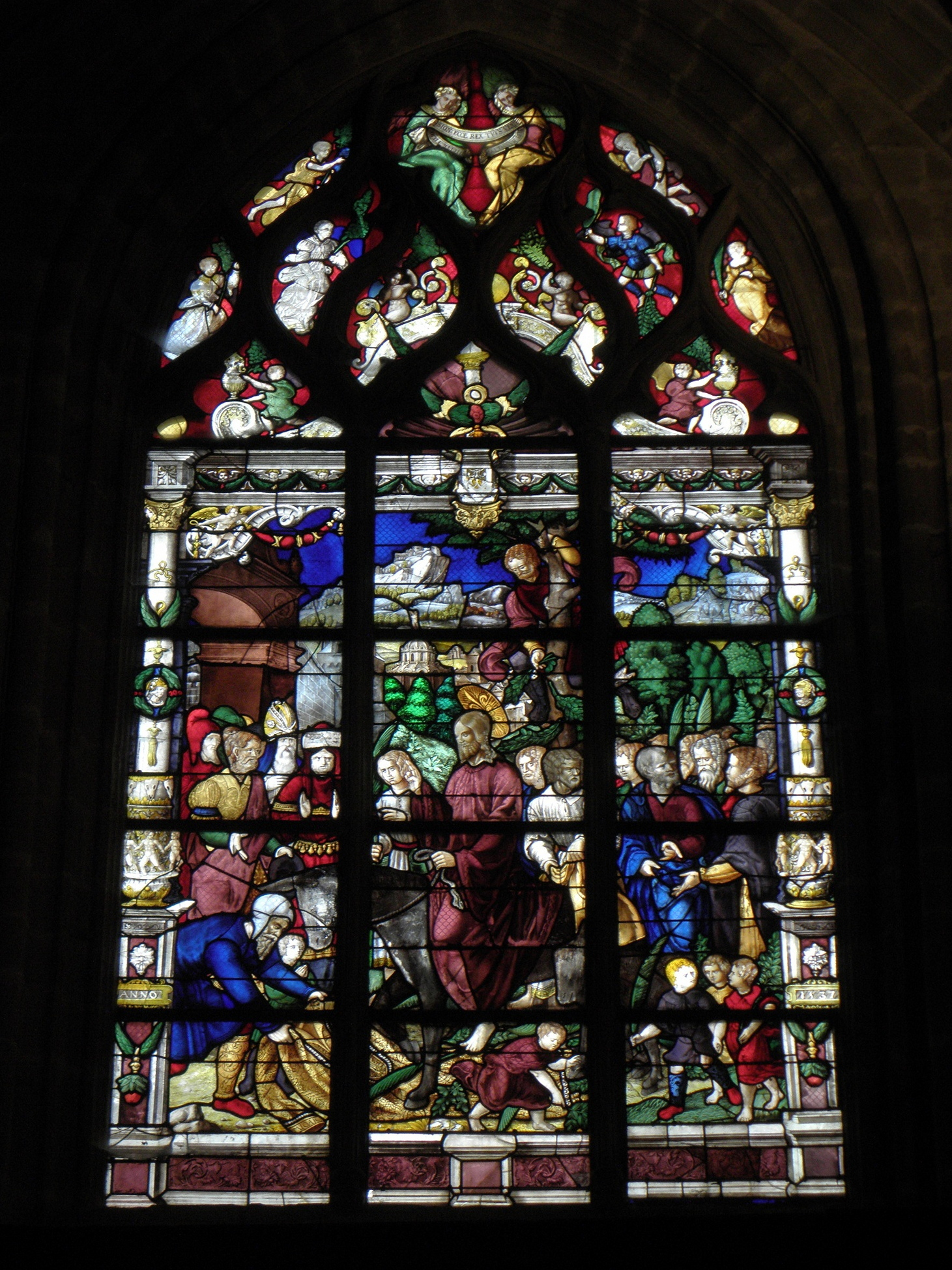
L'entrée du Christ à Jérusalem.

#### Les œuvres duXIXesiècle

##### La maîtresse-vitre du chœur, le vitrail de l'absidiole méridionale et les grandes compositions du transept
- La maîtresse-vitre du chœur renferme une œuvre du maître-verrier nantais René Échappé figurant l'Assomption de la Vierge. Elle fut installée en 1852 après que fut débouchée la fenêtre axiale antérieurement obstruée[25].
- La fenêtre de l'absidiole donnant sur le transept sud contient une composition au contenu théologique difficile à décrypter, où la Vierge intercède auprès du Christ pour les pécheurs repentis tels Adam et Eve ou Saint-Augustin présenté par sa mère Sainte Monique.
- Les deux bras du transept ont été dotés de compositions du vitréen Joseph Chauvel[28]. Côté droit, la maîtresse-vitre allie une présentation en vignettes des quinze mystères du Rosaire héritée des œuvres médiévales avec un tableau figurant la donation du Rosaire à Saint-Dominique par la Vierge, type de figuration se répandant à partir de la Renaissance. Cette œuvre, datant de 1870, comporte également neuf médaillons illustrant les litanies de la Vierge. En pendant, la maîtresse vitre du transept sud recèle un arbre de Jessé dans ses lancettes tandis que deux patriarches, quatre grands prophètes et la Trinité illustrent son tympan. Réalisée en 1868, cette œuvre offre une transposition moderne d'un sujet fréquemment peint dans la région vitréenne au XVIe siècle dont témoignent encore des vitraux conservés à Moulins, La Guerche de Bretagne ou Les Iffs (en provenance de Louvigné-de-Bais).

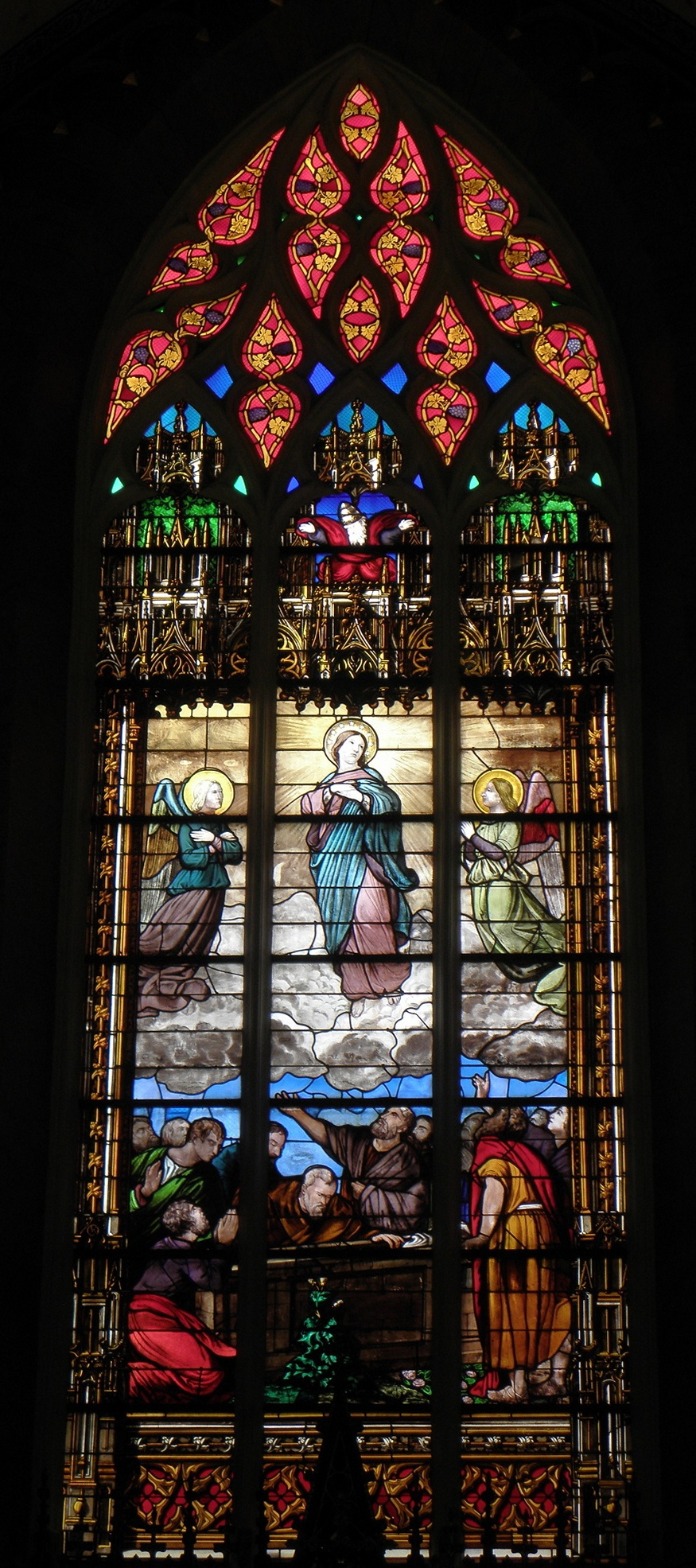
L'Assomption.
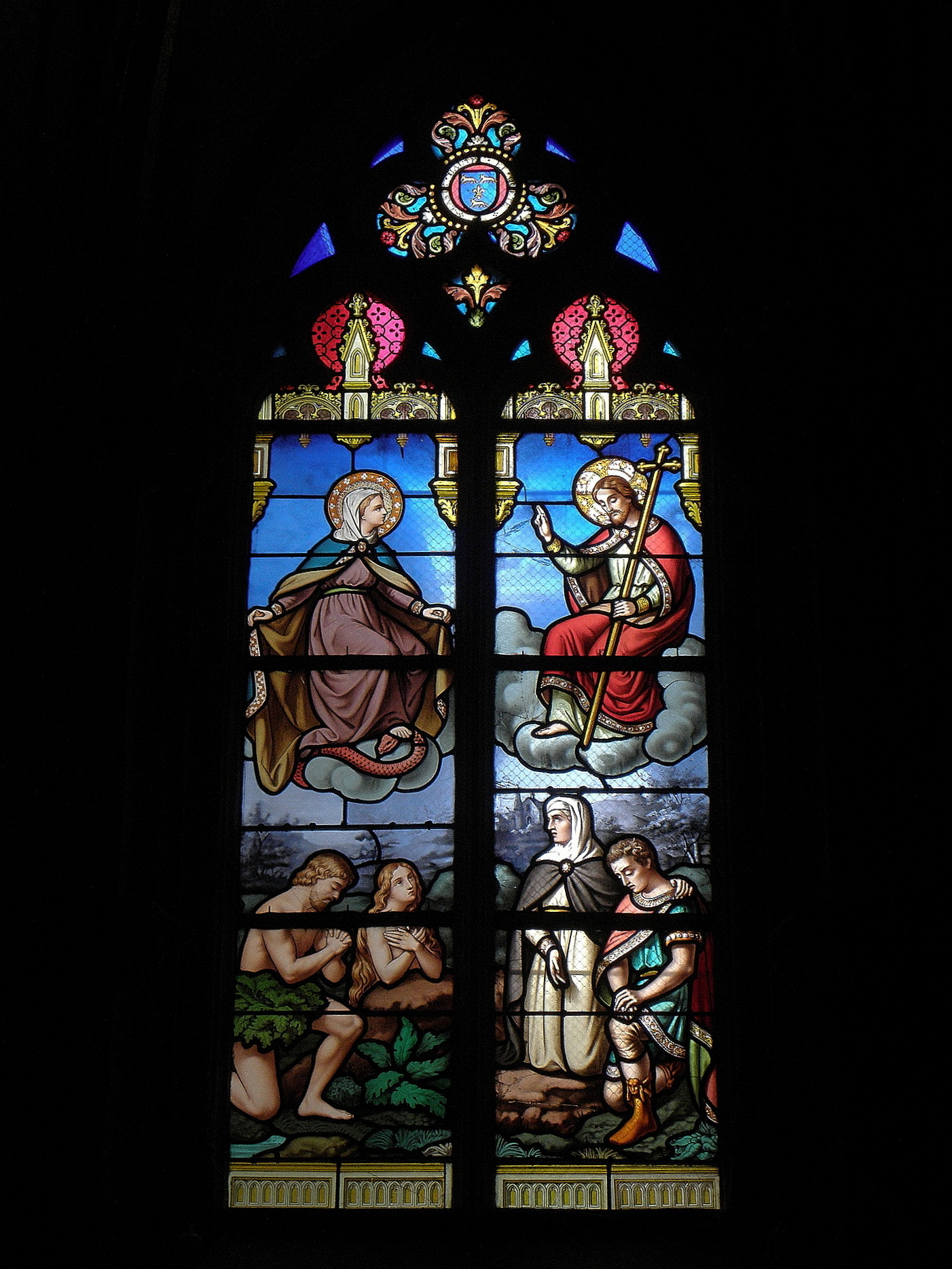
La Vierge intercédant pour les pécheurs repentis.
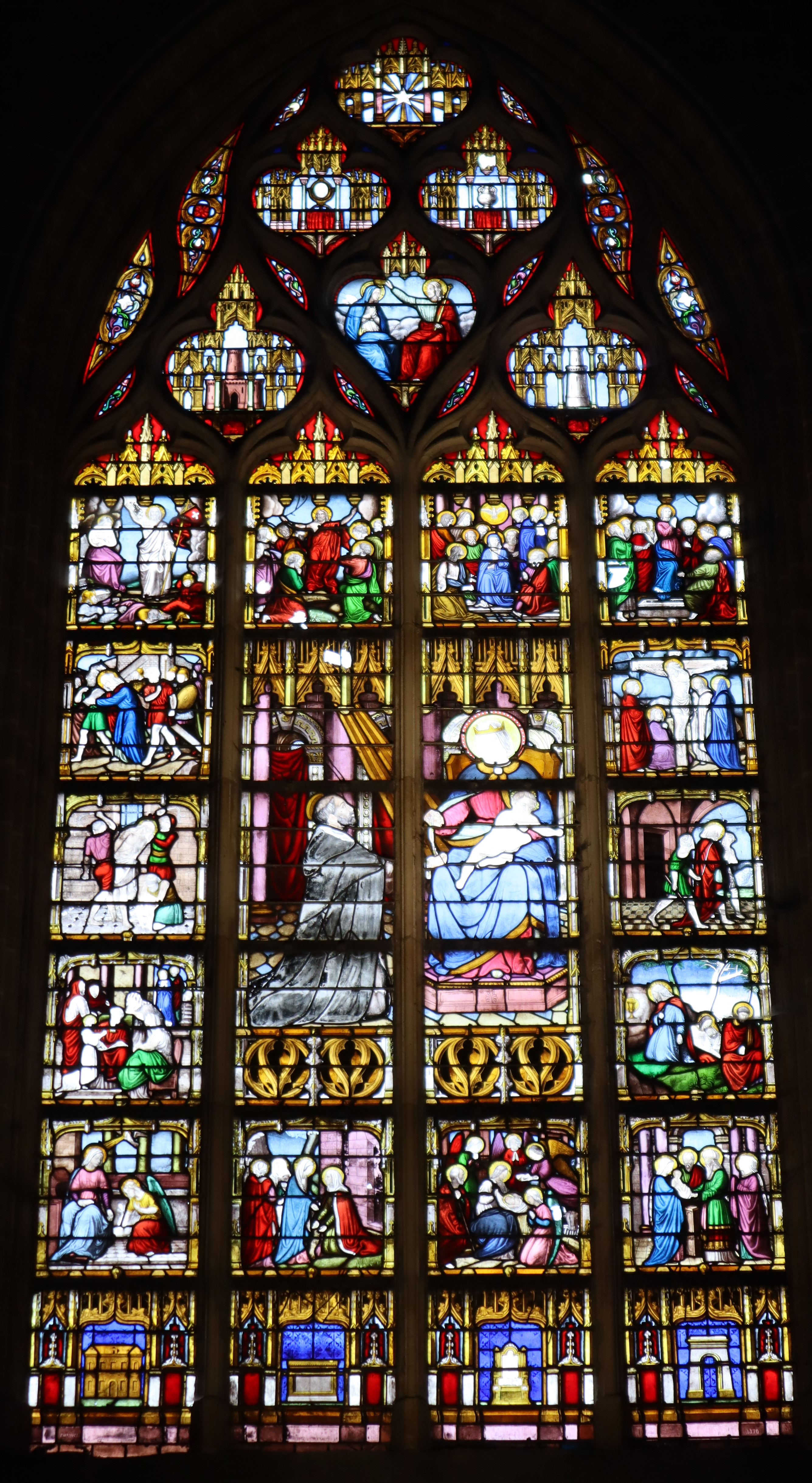
Les mystères du Rosaire.
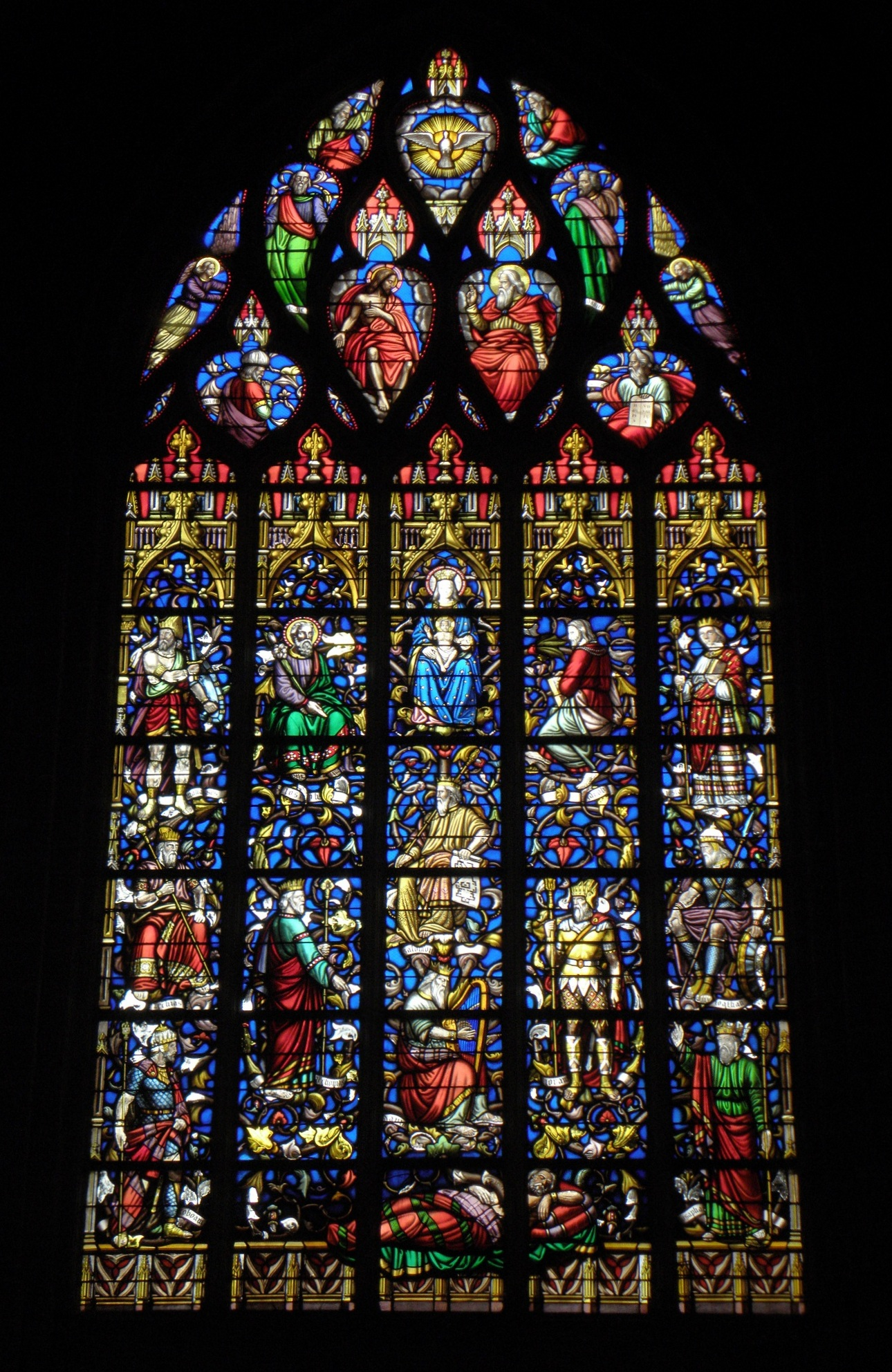
L'arbre de Jessé.

##### Les vitraux des chapelles septentrionales
- Première chapelle : Jésus baptisé dans le Jourdain par Jean-Baptiste (Le baptême de Jésus)en présence de la Vierge, travail signé « Claudius Lavergne et ses fils 1884 ».
- Deuxième chapelle : Saint Michel terrassant le dragon, vitrail daté de 1884, réalisé par Lavergne[29].
- Troisième chapelle : Portement de Croix, œuvre signée « Maison Clamens et Bordereau Angers 1886 ».
- Quatrième chapelle : La Vierge et Sainte Élisabeth accompagnées de leurs fils, Jésus et Jean-Baptiste, vitrail sans doute attribuable à Claudius Lavergne et ses fils[25].
- Cinquième chapelle : Vie de la Vierge en dix vignettes, réalisée par l'atelier du Carmel du Mans avant 1876[25].
- Sixième chapelle : Le Sacré-cœur entre Saint-François de Sales et Saint Augustin, travail daté de 1885 mais non signé.

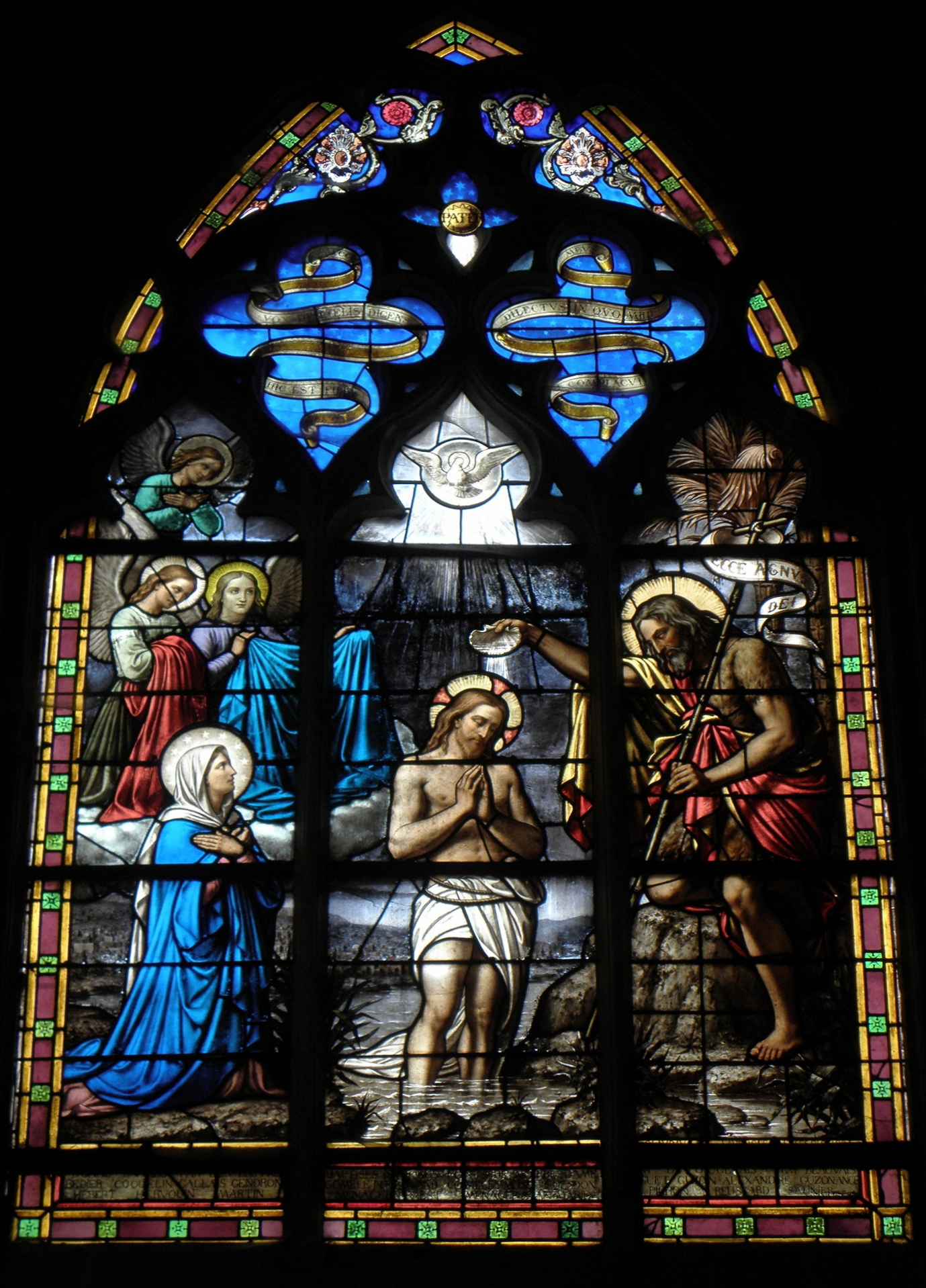
Baptême du Christ par Jean-Baptiste en présence de la Vierge.
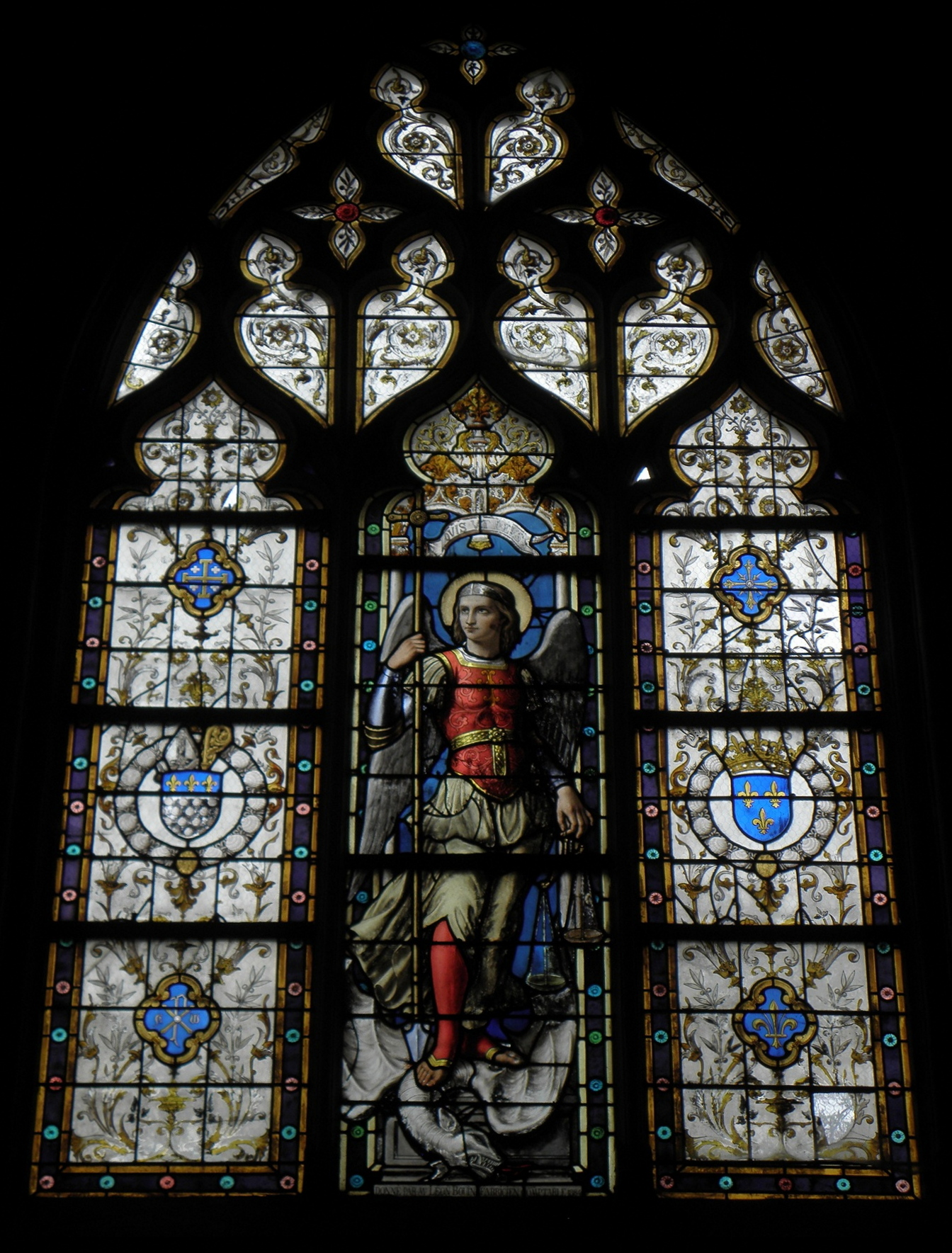
Saint-Michel terrassant le dragon.
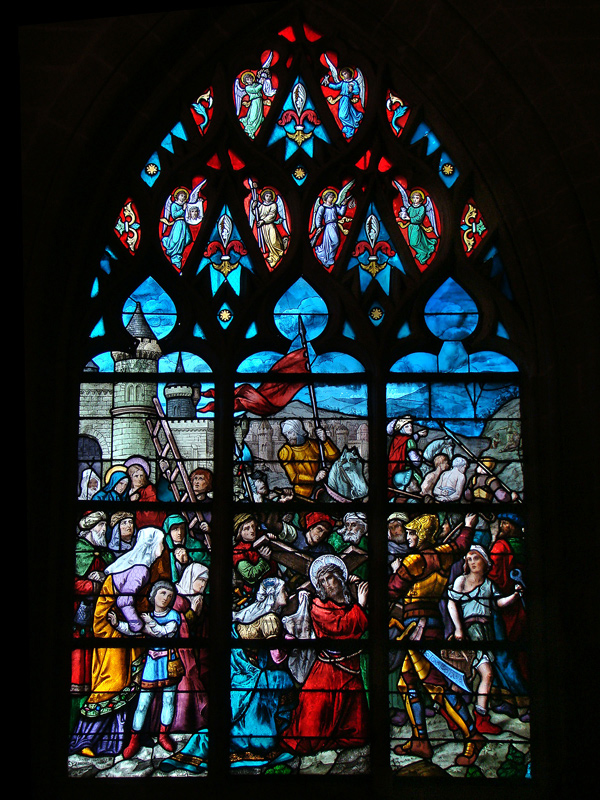
Portement de Croix.
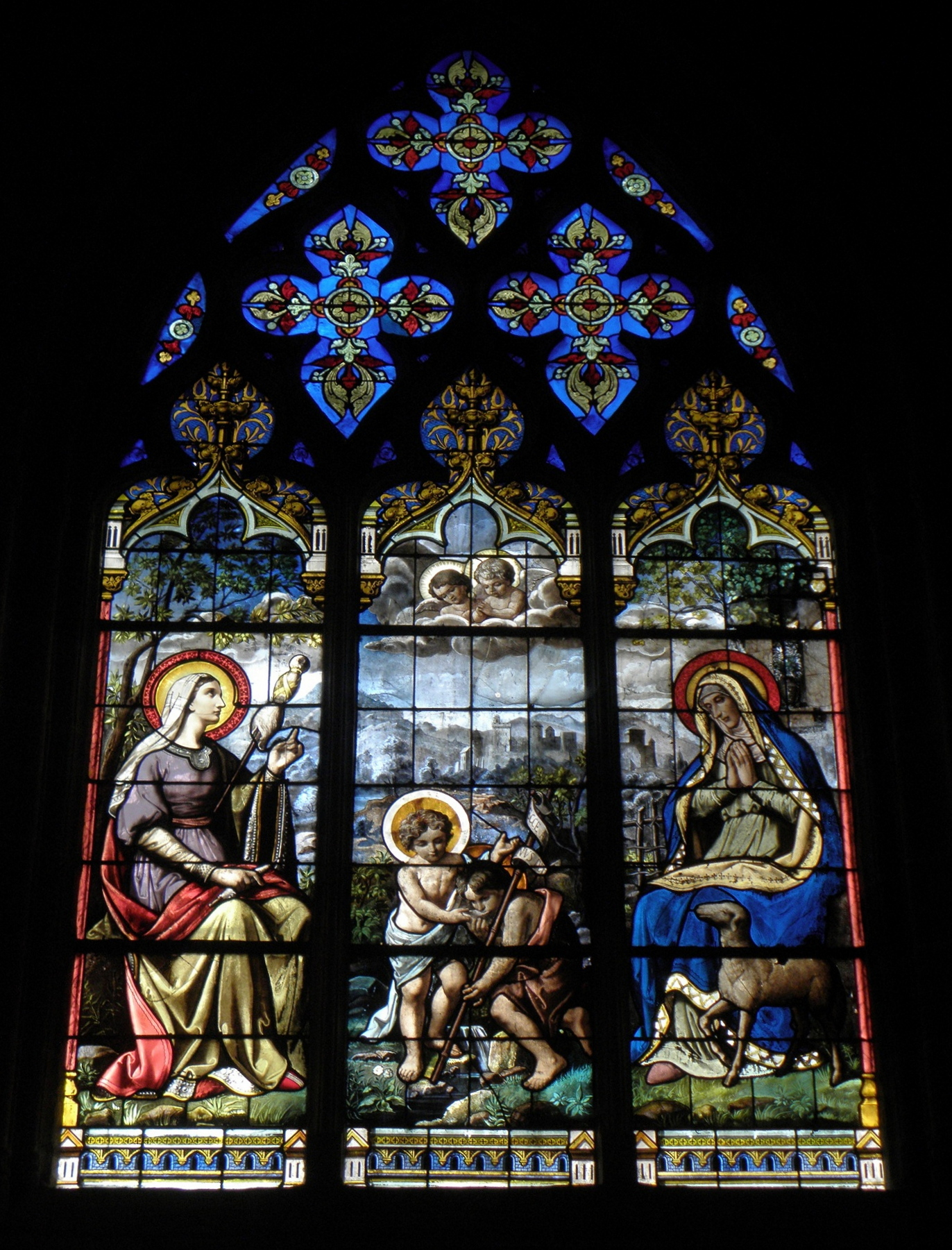
La Vierge et Sainte-Élisabeth en compagnie de l'enfant Jésus et de Jean-Baptiste.
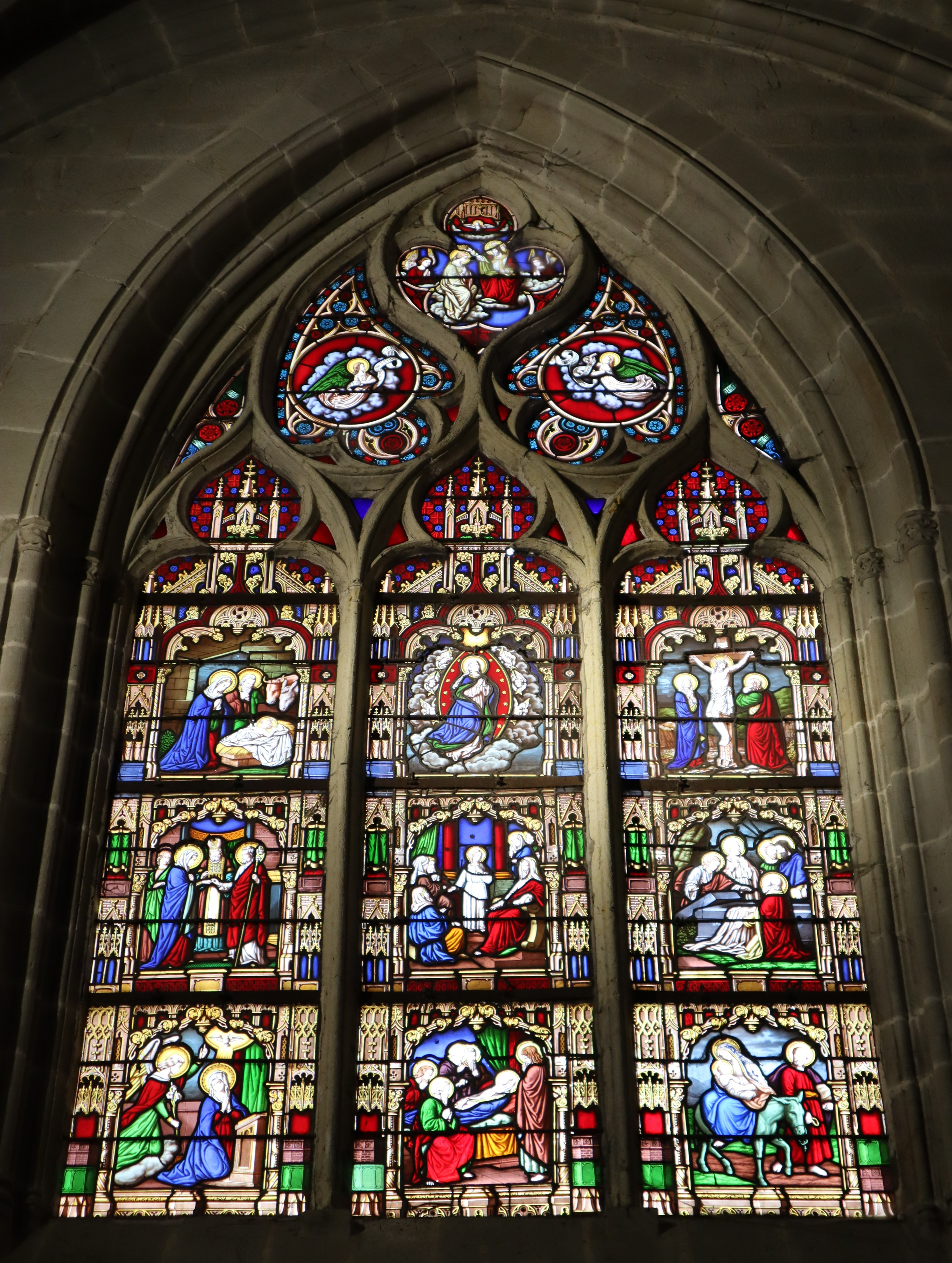
Vie de la Vierge.
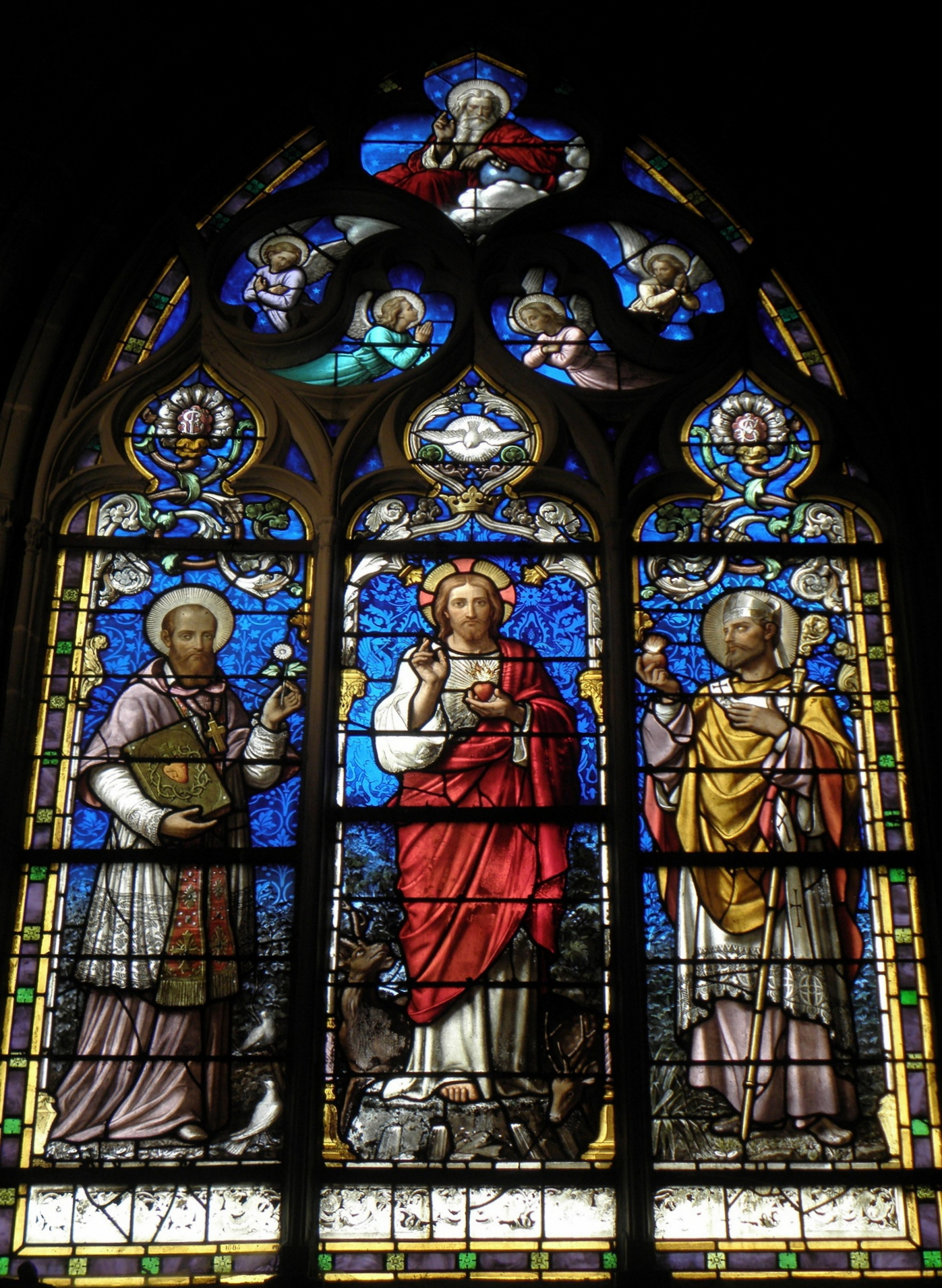
Le Sacré-Cœur entre Saint-François de Sales et Saint-Augustin.

##### Les vitraux des chapelles méridionales
- Première chapelle : La Résurrection du Christ, verrière signée « Ancienne maison Coffetier, Ch. Champigneulle de Paris et Cie, Rue Notre-Dame-des-Champs no 96 », postérieure à 1884.
- Deuxième chapelle : Saint-Louis, Saint-François d'Assise et Sainte-Élisabeth de Hongrie, verrière de l'atelier angevin Megnen, Clamens et Bordereau, datant de 1888[29].
- Quatrième chapelle : Adoration des bergers et arrivée des mages, œuvre signée « Georges Claudius Lavergne 1888 », maître-verrier actif à Paris avec son frère Joël, fils de Claudius Lavergne.
- Cinquième chapelle : Présentation de Marie au Temple, œuvre signée « Ch. Champineulle fils de Paris », réalisation non datée du second XIXe siècle.

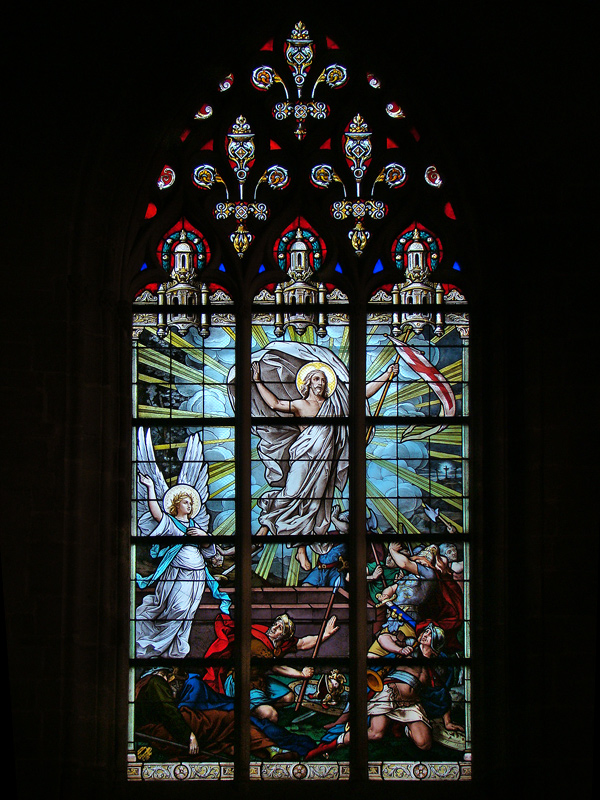
La Résurrection du Christ.
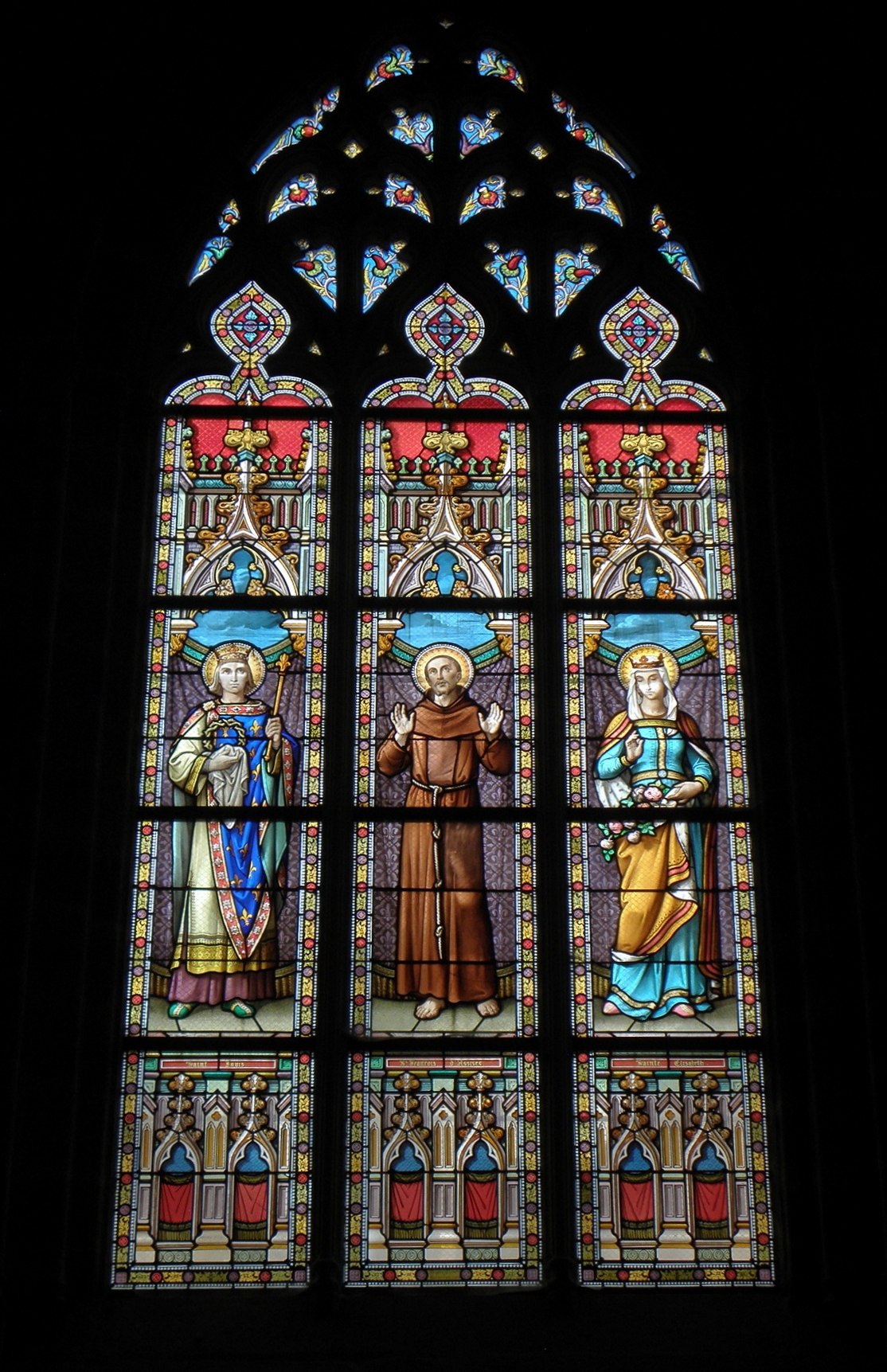
Saint-Louis, Saint-François d'Assise et Sainte-Élisabeth de Hongrie.
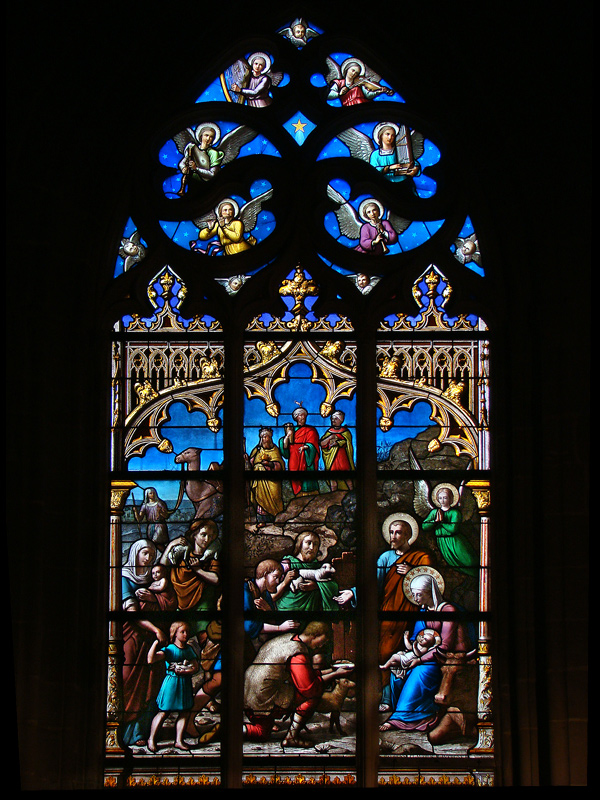
L'adoration des bergers et l'arrivée des mages.
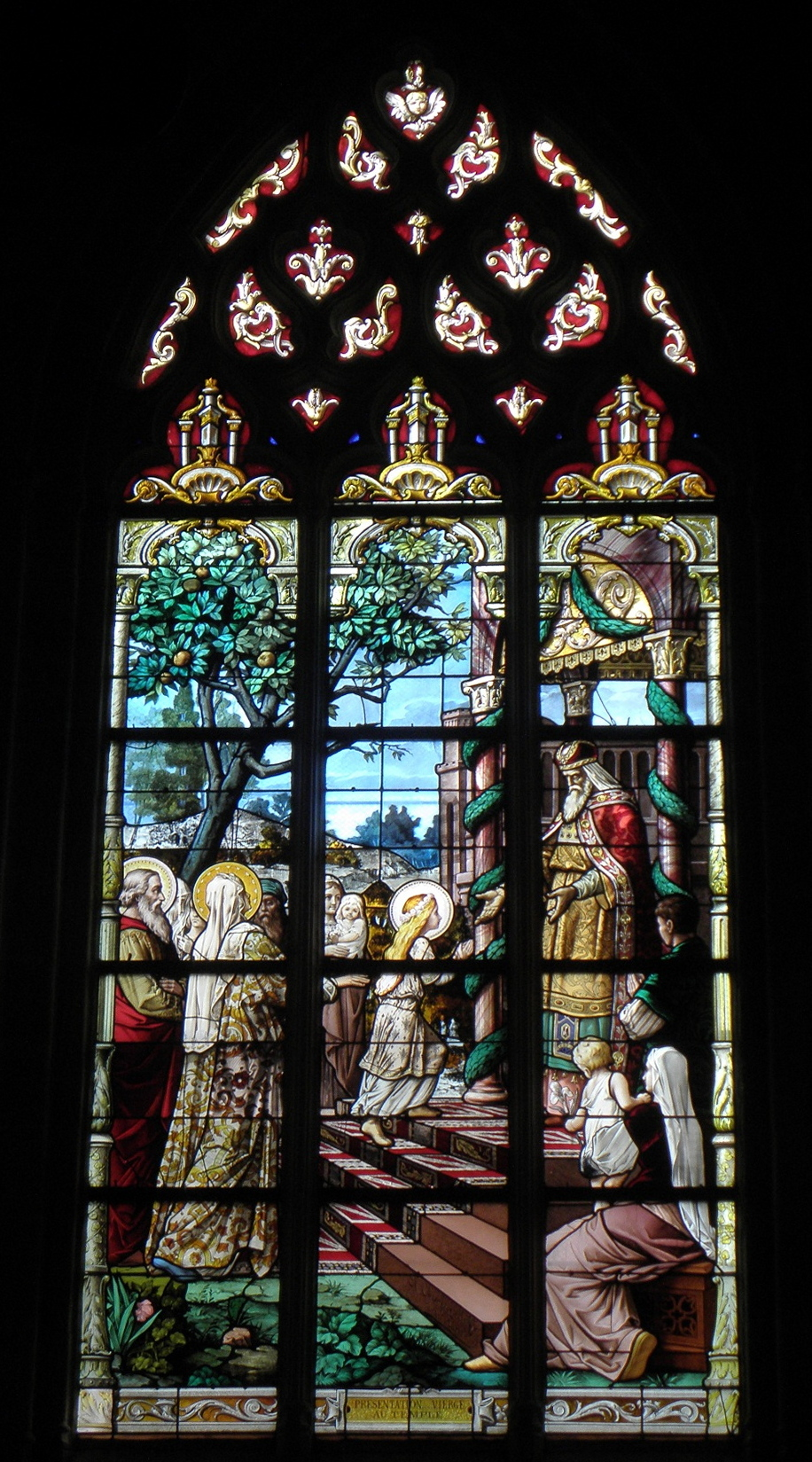
La Présentation au Temple.

## Mobilier

### Les orgues

#### Les instruments disparus
Par suite d'une donation faite en 1636, René Nouail, sieur des Briettes, ancien trésorier et prévôt de la Confrérie des Marchands d'Outre-Mer, Notre-Dame de Vitré se vit dotée d'un orgue construit par Paul Maillard de 1636 à 1639. Cet instrument important, reçu le 9 septembre 1641, comptait 29 jeux répartis sur deux claviers et un pédalier. Installé dans la chapelle des fonts baptismaux, il comportait un buffet de grand-orgue en deux corps et un positif dorsal. Doté par la suite d'un clavier d'écho, cet instrument devait être restauré et complété par le frère Florentin Grimont en 1779-1780, avant que de disparaître dans la tourmente révolutionnaire, victime en 1794 du vandalisme. Les tractations pour remplacer les grandes-orgues ne seront entreprises qu'à compter de 1847.
Au nombre des instruments disparus se trouve également l'orgue de chœur construit en 1885 par Jean-Baptiste Claus, facteur d'orgue rennais, ancien contremaître d'Aristide Cavaillé-Coll. Instrument romantique dont la composition fut modifiée en 1957-1958 dans un esprit néo-classique, cet orgue, vendu en 1968 à la paroisse Saint-Michel de Brest, a été remplacé par un petit positif en 1971.

#### Les Grandes-Orgues

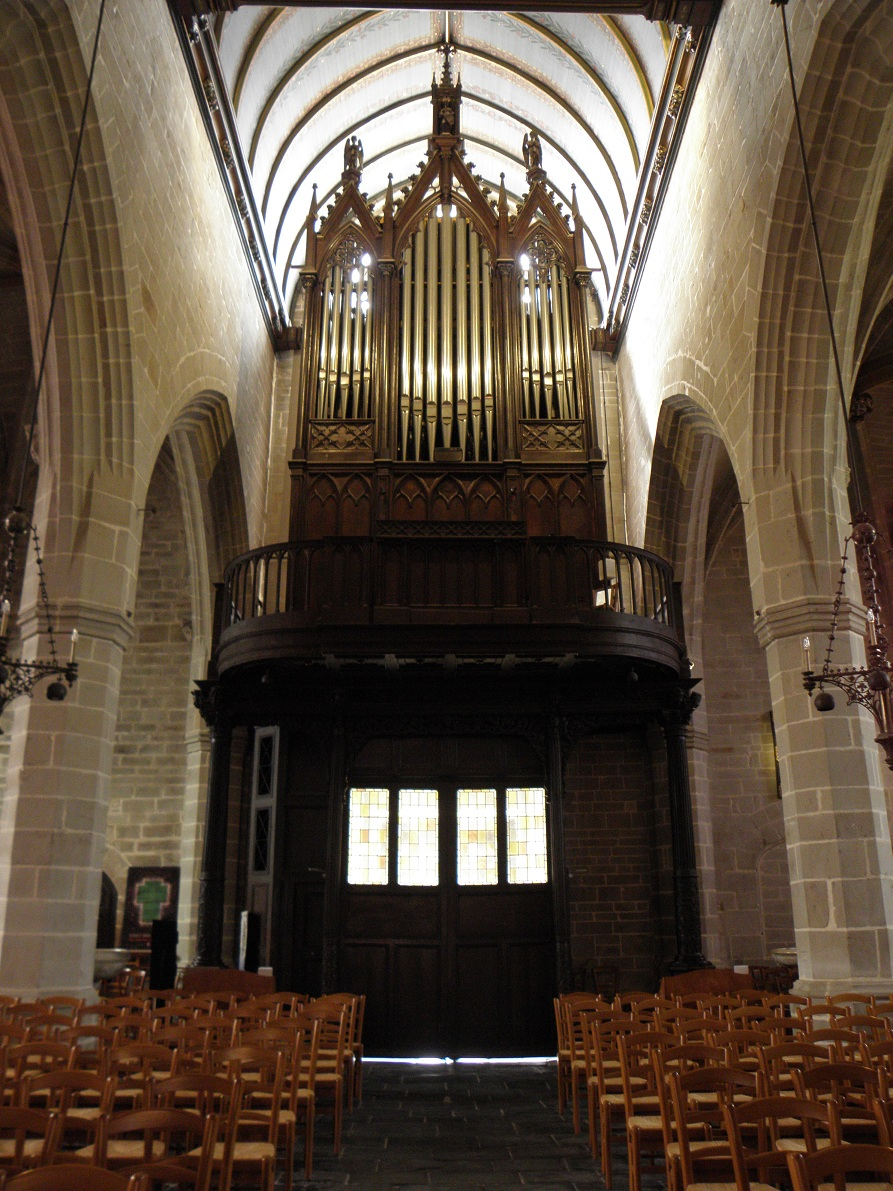
Grandes-Orgues Ducroquet.

Les grandes-orgues, construites en 1851 par Paul-Alexandre Ducroquet pour l'exposition universelle de Londres, remportèrent à cette occasion la grande médaille d'or. Acquis en 1852, l'instrument, juché au revers de la façade occidentale de l'église Notre-Dame sur une tribune renaissance datée de 1639 et agrémentée d'une rambarde néogothique, est logé dans un buffet ogival. Ce dernier compte trois plates-faces inscrites dans des arcs en tiers-point, arcs recoupés pour les parties latérales et festonné quant à celui du milieu. Pinacles, gâbles effilés et sommés de statues d'anges couronnent la composition. Le buffet d'orgue est porté par un haut soubassement orné d'une arcature aveugle.
Les grandes-orgues comportent :
- 2 claviers manuels et un pédalier,
- 20 jeux réels,
- une transmission mécanique avec machine pneumatique au Grand-Orgue[32].

La partie instrumentale des grandes-orgues a été classée à titre d'objet le 28 février 1986.
| I Grand-Orgue Ut1-Ut6 |     |
| Montre                | 16′ |
| Montre                | 8′  |
| Bourdon               | 8′  |
| Flûte                 | 8′  |
| Bourdon               | 8′  |
| Violoncelle           | 8′  |
| Prestant              | 4'  |
| Plein-Jeu             | V   |
| Bombarde              | 16' |
| Trompette             | 8'  |
| Clairon               | 4'  |

| II Récit expressif Ut1-Ut6 |    |
| Bourdon                    | 8′ |
| Flûte traversière          | 8' |
| Viole de Gambe             | 8′ |
| Voix céleste               | 8′ |
| Flûte octaviante           | 4′ |
| Trompette                  | 8′ |
| Basson-Hautbois            | 8′ |
| Voix humaine               | 8' |

| Pédale Ut1-Sol3 |               |
| Flûte           | 16′ (Ut1-Ut3) |
| Bombarde        | 16′ (Ut1-Ut3) |

| Tirasses et copulas                 |
| Tirasse Grand-Orgue                 |
| Copulas I/II, II/I en 16', 8' et 4' |
| Appel Anches Grand-Orgue            |

| Pédale d'expression |

L'instrument a été inauguré le 30 mars 1852 par Félix Danjou.
L'orgue de chœur
L'orgue de chœur de Notre-Dame est situé dans la cinquième chapelle donnant sur le collatéral nord de l'église. Il s'agit d'un positif livré en 1971 par le manceau Yves Sévère. Par positif, on entend instrument posé, en l'espèce à même le sol. Cet orgue comporte:
- 2 claviers et un pédalier,
- 9 jeux répartis sur les deux claviers manuels,
- une traction mécanique, le clavier étant en fenêtre.

La composition est la suivante:
| I Grand-Orgue Ut1-Sol5 |        |
| Bourdon à cheminée     | 8′     |
| Prestant               | 4'     |
| Tierce                 | 1'3/5′ |
| Cymballe               | III    |

| II Positif Ut1-Sol5 |        |
| Flûte à fuseau      | 8'     |
| Flûte               | 4′     |
| Doublette           | 2′     |
| Larigot             | 1'1/3′ |
| Cromorne            | 8'     |

| Pédale Ut1-Fa3 |
| En tirasse     |

| Tirasses et copulas           |
| Tirasses Grand-Orgue, Positif |
| Copulas I/II                  |

L'instrument a été inauguré le 8 mai 1971 par Jean Bonfils.

### Triptyque et peintures

#### Le retable de la Vie de la Vierge et du Christ

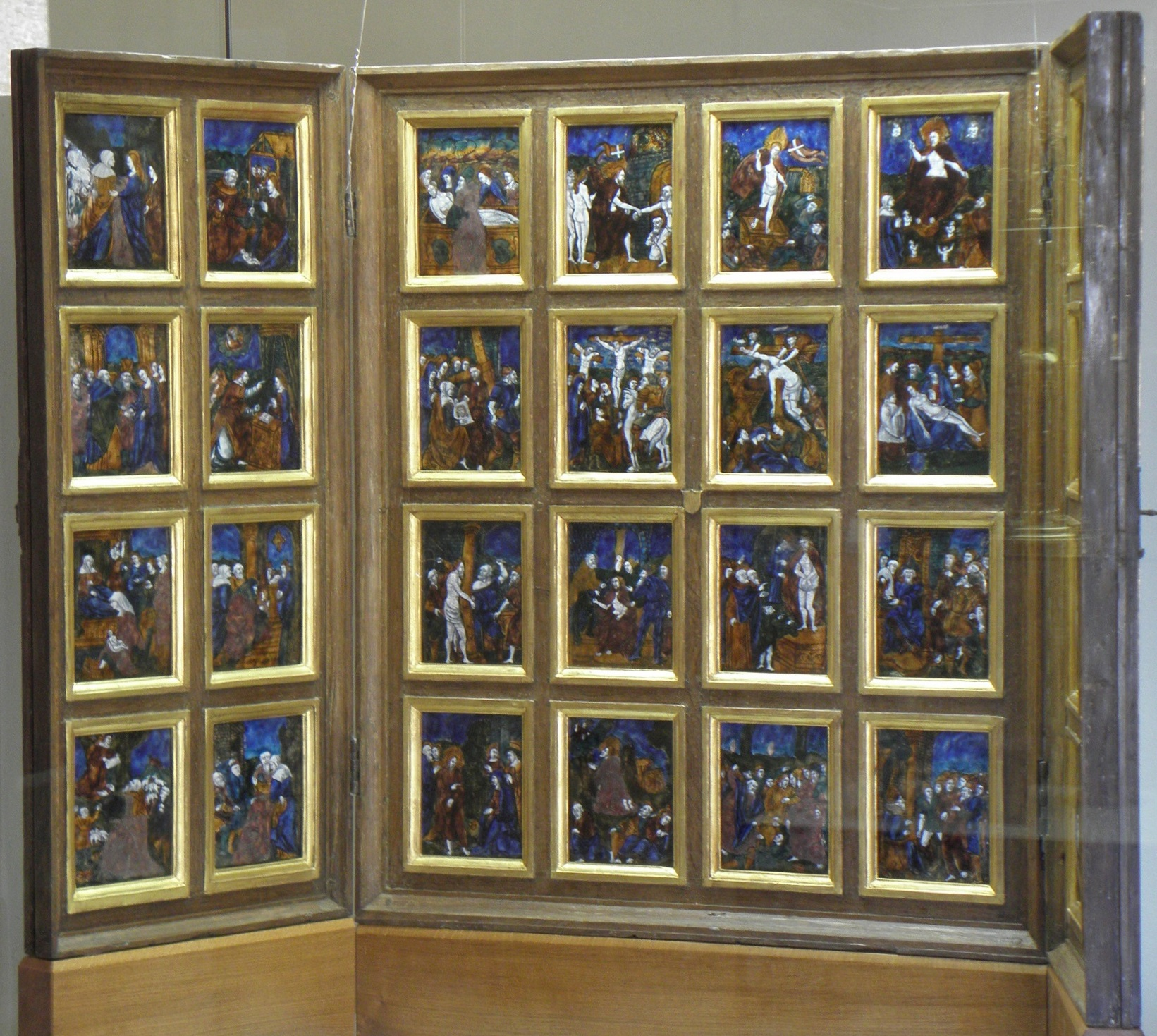
Le retable, aujourd'hui présenté dans la tour de l'oratoire, au Musée du Château.

L'histoire de ce retable, autrefois conservé dans la sacristie de l'église Notre-Dame et aujourd'hui présenté dans l'ancienne chapelle Saint-Michel du château, nous est connue grâce à une inscription figurant au dos de l’œuvre. Réalisé dans les années 1540, il fut donné pour la Noël 1544 à la paroisse par son prêtre-sacriste, Jehan Bricier. Il se présente comme un triptyque composé de 48 plaques émaillées d'origine limougeaude regroupées sur quatre rangs, les volets renfermant chacun douze scènes encadrées et se refermant sur la partie centrale qui en compte 24.
Ces émaux, narrant la vie de la Vierge et celle du Christ, trouvant leur source d'inspiration dans les gravures et objets de dévotions rhénans, furent assemblés à Vitré par le menuisier Robert Sarcel, le ferronnier Jehan Beneard Ragotière, Jacques de Loyssonnière se chargeant d'étoffer le revers des volets d'une prédication de Jean-Baptiste au désert, le donateur étant figuré en prière devant son saint patron, au milieu de la foule.
Si la facture des plaques est somme-toute assez médiocre, la conservation d'un ensemble cohérent dans sa boiserie originelle avec ferrures d'époque s'avère quant à elle exceptionnelle. Pièce inestimable, le triptyque déployé mesure un mètre de haut pour un mètre soixante-dix de large, chaque plaque d'émail mesurant dix-sept centimètres de haut pour treize de large. Il se lit de haut en bas, et de la gauche vers la droite.
- Quatrième rangée: la réconciliation d'Anne et Joachim[39], la Nativité de la Vierge[39], la Présentation de la Vierge au Temple[40], le mariage de la vierge[41], l'Annonciation[42], la Visitation[43], la Nativité[44], l'annonce aux bergers[45].
- Troisième rangée: l'adoration des mages[46], la Circoncision[47], le repos de la Sainte-Famille pendant la fuite en Égypte[48], le massacre des Saints-Innocents[49], le Christ et la Vierge[50], les Rameaux[51], la Cène[52].
- Seconde rangée: le lavement des pieds[53], la prière au jardin des oliviers[54], le baiser de Judas[55], Jésus devant Caïphe[56], la Flagellation[57], le Couronnement d'épines[58], Ecce Homo[59], Jésus devant Pilate[60].
- Première rangée : la Véronique[61], la Crucifixion[62], la descente de Croix[63], Pietà avec le donateur[64], la mise au tombeau[65], la descente aux limbes[66], la Résurrection[38], le Jugement dernier[67].

#### Les tableaux
- Le couronnement de Sainte-Cécile : huile sur toile datant de 1646 et classée[68], œuvre de Fournier accrochée au revers de la façade occidentale, dans le collatéral nord.
- La sagittation de saint Sébastien : huile sur toile peinte en 1640 par le vitréen Jean Picart, sieur de Bellemaison[69], tableau du retable de la troisième chapelle du collatéral nord.
- Christ en croix entre la Vierge et Saint-Jean, accompagnés de sept donateurs agenouillés: huile sur bois du XVe siècle figurant sept marchands d'Outre-Mer, œuvre classée [70] autrefois présentée dans la cinquième chapelle septentrionale et volée en 1969. Le tableau a été retrouvé en septembre 2019 et restitué à la Commune le 20 décembre suivant.
- Descente de croix : datée de 1626, elle a été peinte par le vitréen Mathurin Bonnecamp. Ornant le mur septentrional du chœur aux moines, cette peinture trônait jadis au centre du retable du maître-autel réalisé par le lavallois Jean Martinet pour la paroisse en 1624[28]. Ce tableau est inscrit à l'inventaire supplémentaire des monuments historiques depuis le 21 novembre 1972[71].
- Sainte-Barbe protégeant l'église Notre-dame de la foudre : datant de 1769, ce tableau de Philippe Matozrec permet d'appréhender l'édifice à la fin de l'Ancien Régime[72]. Cette œuvre est pendue à la costale sud du chœur aux moines.
- Vierge à l'Enfant : tableau attribué à Jean Picart, datant des années 1640 et conservé au retable de la première chapelle méridionale[69].

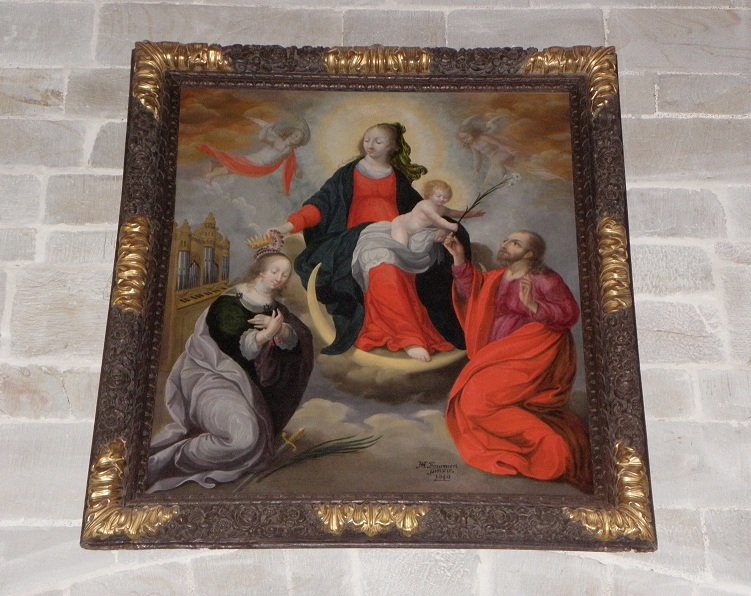
Couronnement de Sainte-Cécile, œuvre classée de Fournier.
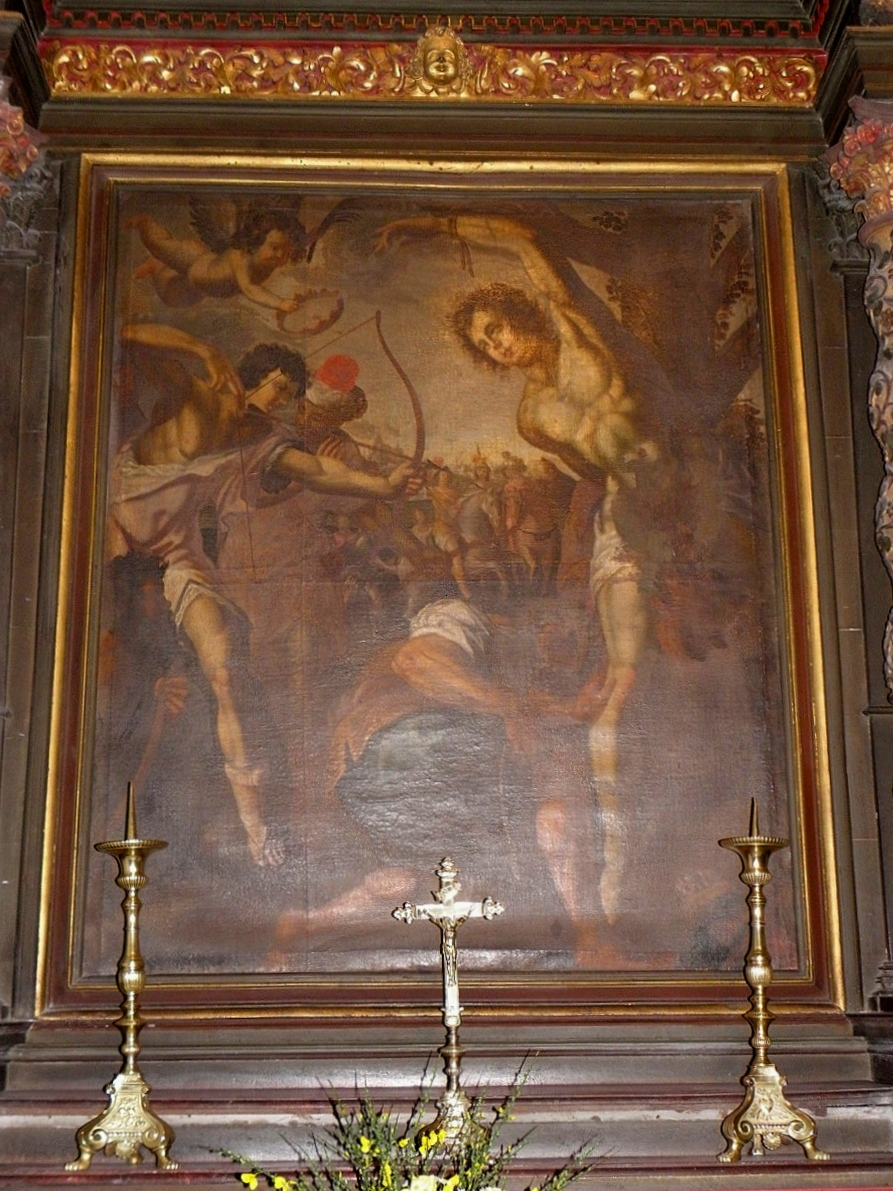
Sagittation de Saint-Sébastien peinte par Jean Picart.
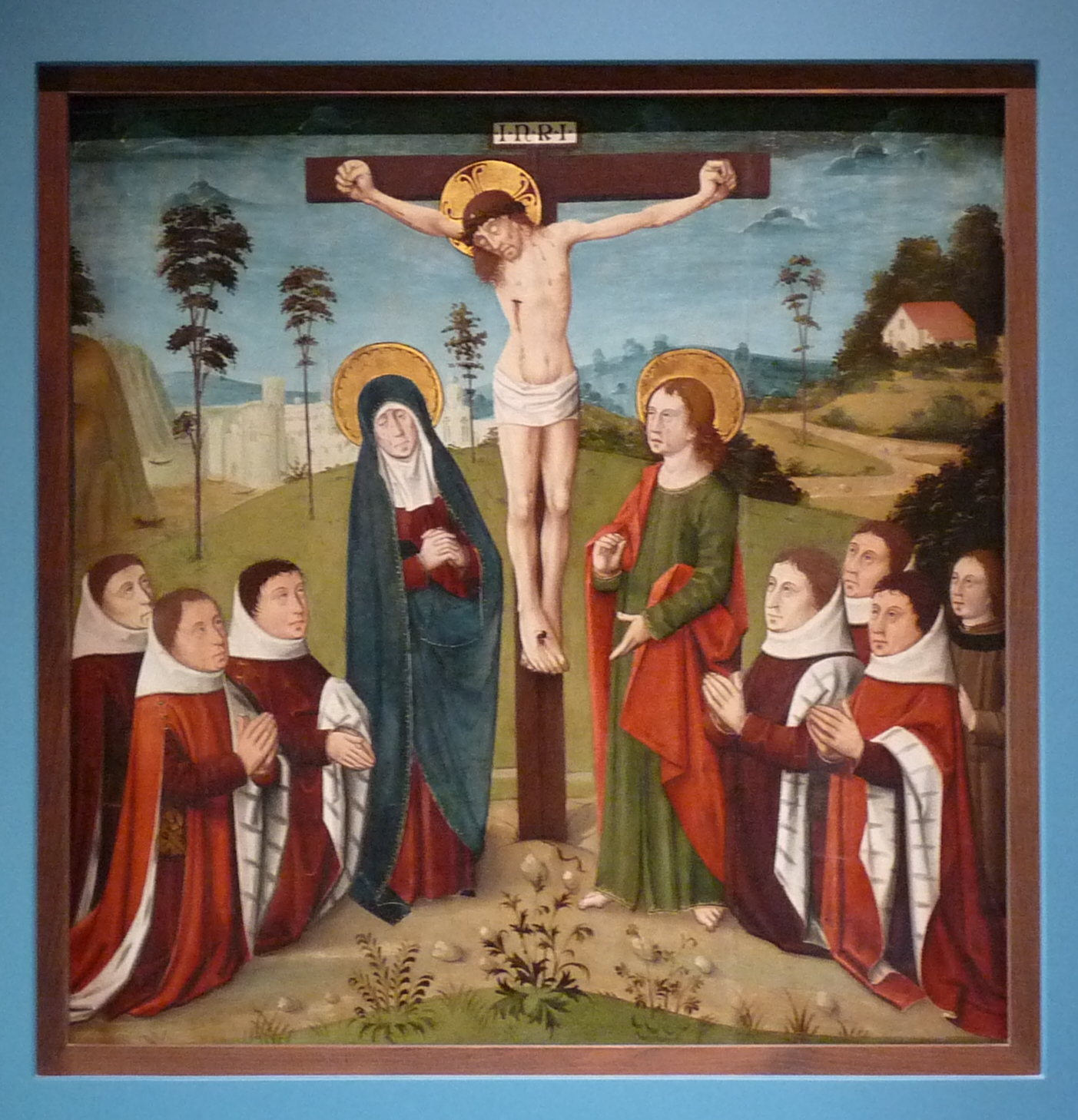
Christ en croix entre la Vierge et saint Jean.
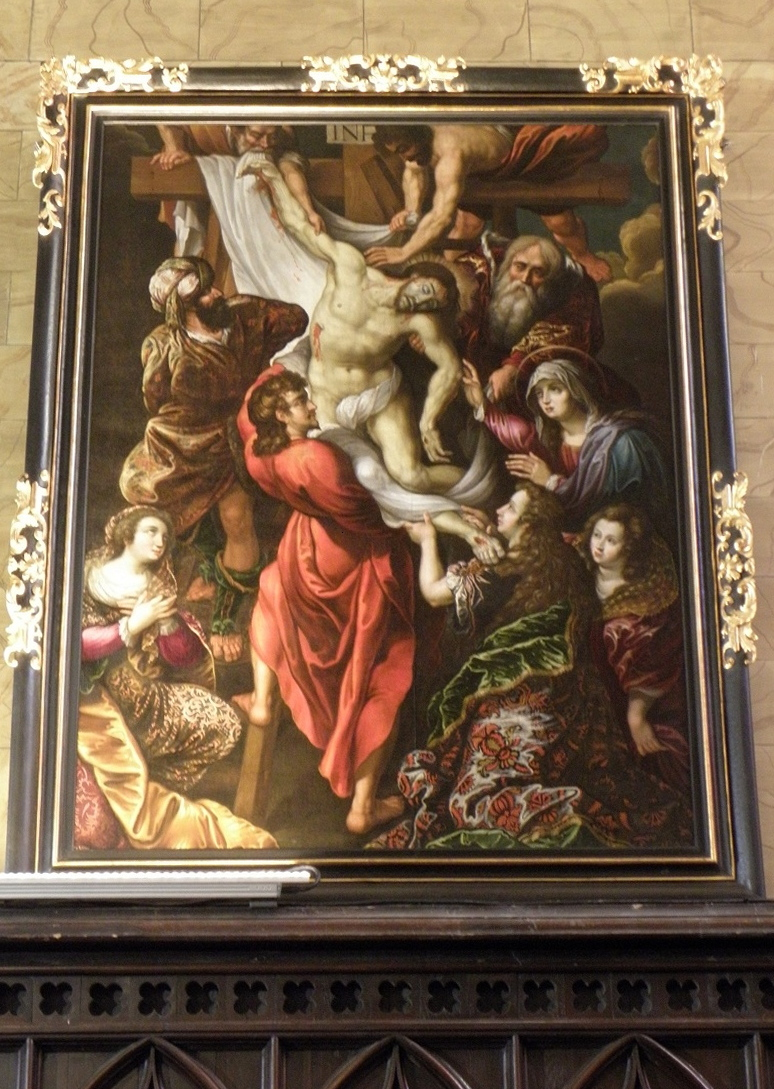
Descente de Croix, œuvre inscrite du vitréen Mathurin Bonnecamp.
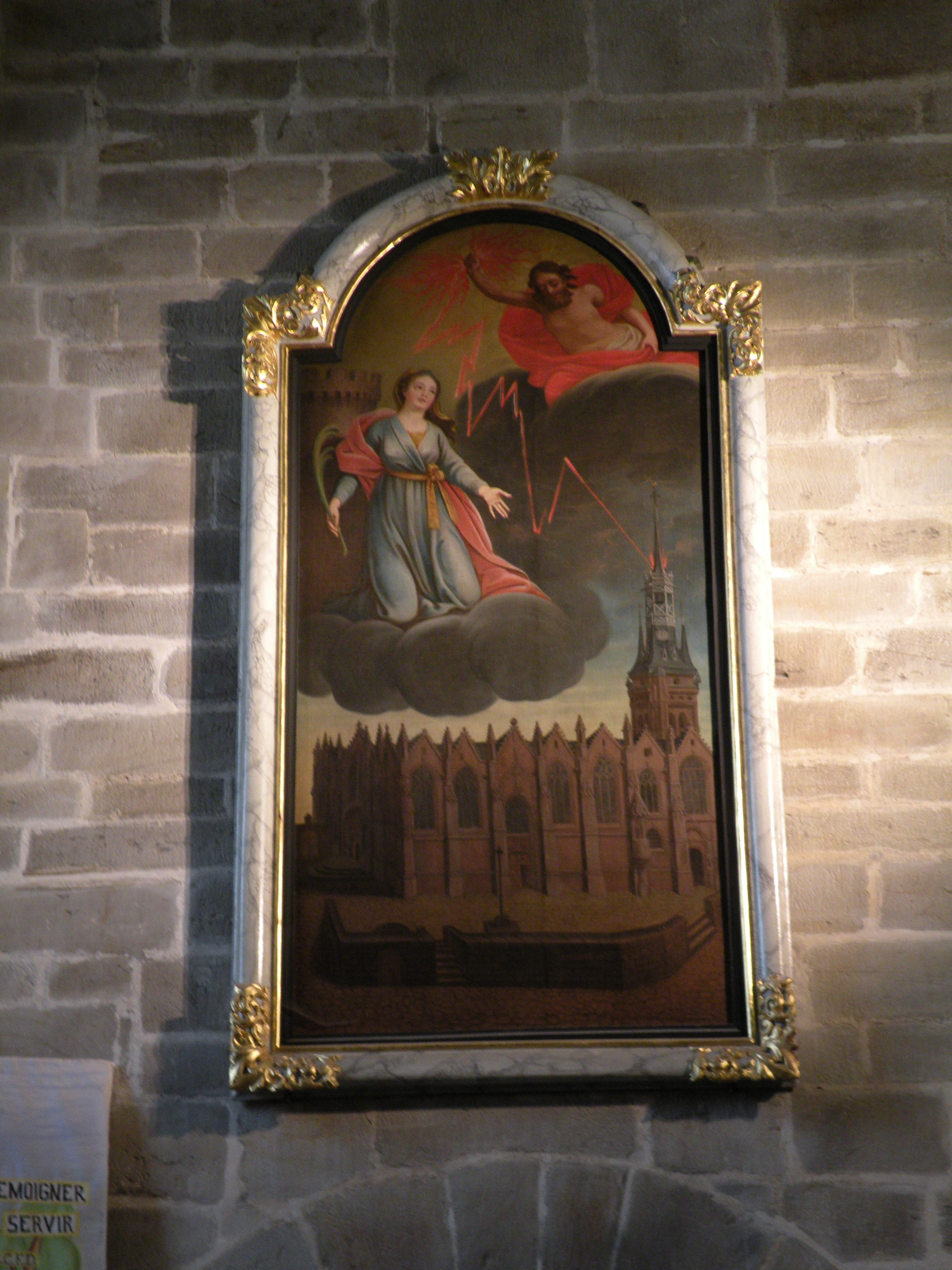
Sainte-Barbe protégeant l'église Notre-Dame, tableau de Philippe Matorzec.
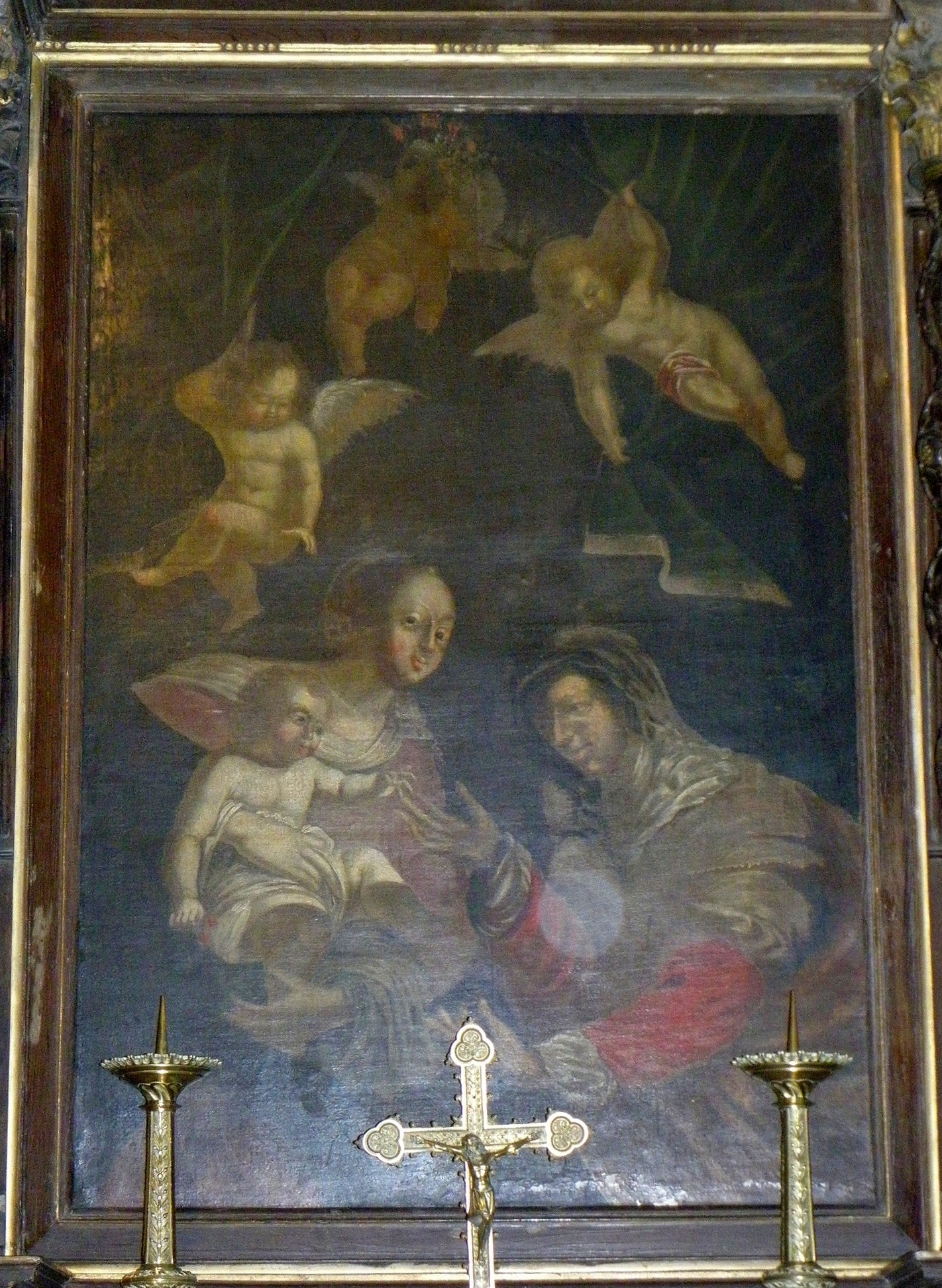
Vierge à l'Enfant peinte par Jean Picart.

### Autres objets mobiliers

#### Les œuvres antérieures à la Révolution
- Tombeau en enfeu de Pierre Hubert, recteur de La Chapelle-Erbrée: ce monument, classé, date de la fin du XVe siècle[73]. Il est situé dans la première chapelle septentrionale.
- Le bénitier à l'entrée du collatéral nord : il s'agit d'une ancienne fontaine de la seconde moitié du XVIe siècle. De marbre blanc la vasque, ornée de quatre têtes de gorgones, est portée par un balustre reposant sur une haute base. Cet objet est classé depuis le 2 avril 1969[74].
- Le bénitier à l'entrée du collatéral sud : l'œuvre, en marbre et granite, présente une vasque à godrons timbrée d'une marque de marchand. Le pied est porté par une base carrée et est constitué d'une colonne feuillagée et d'un chapiteau d'inspiration ionique orné d'oves. Ce bénitier est également classé[75].
- Cycle de fresques dans l'absidiole du transept nord, illustrant les quinze mystères du Rosaire. Datée de 1619, l’œuvre a été mise à jour en 2007.

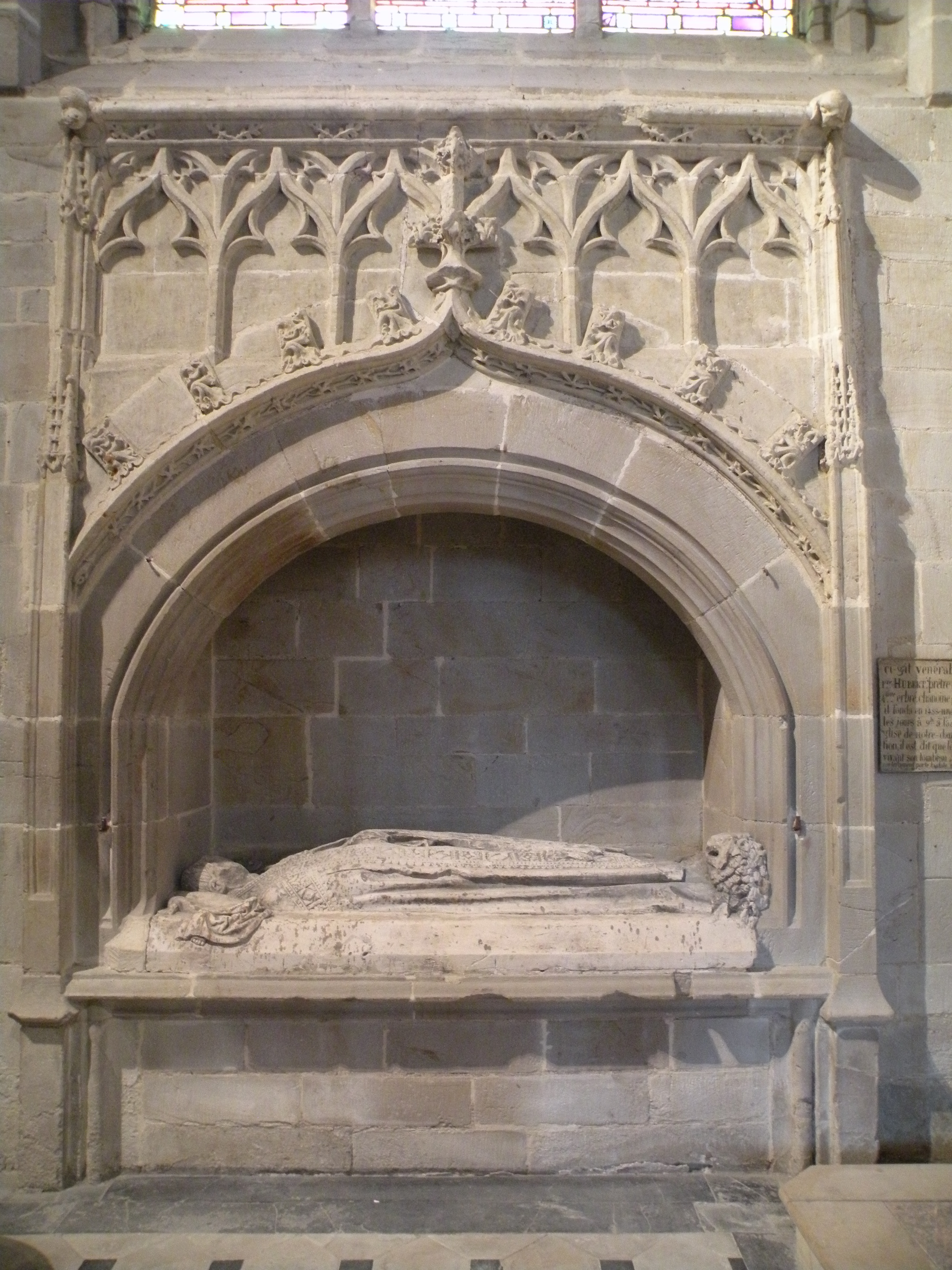
Tombe en enfeu de Messire Hubert.
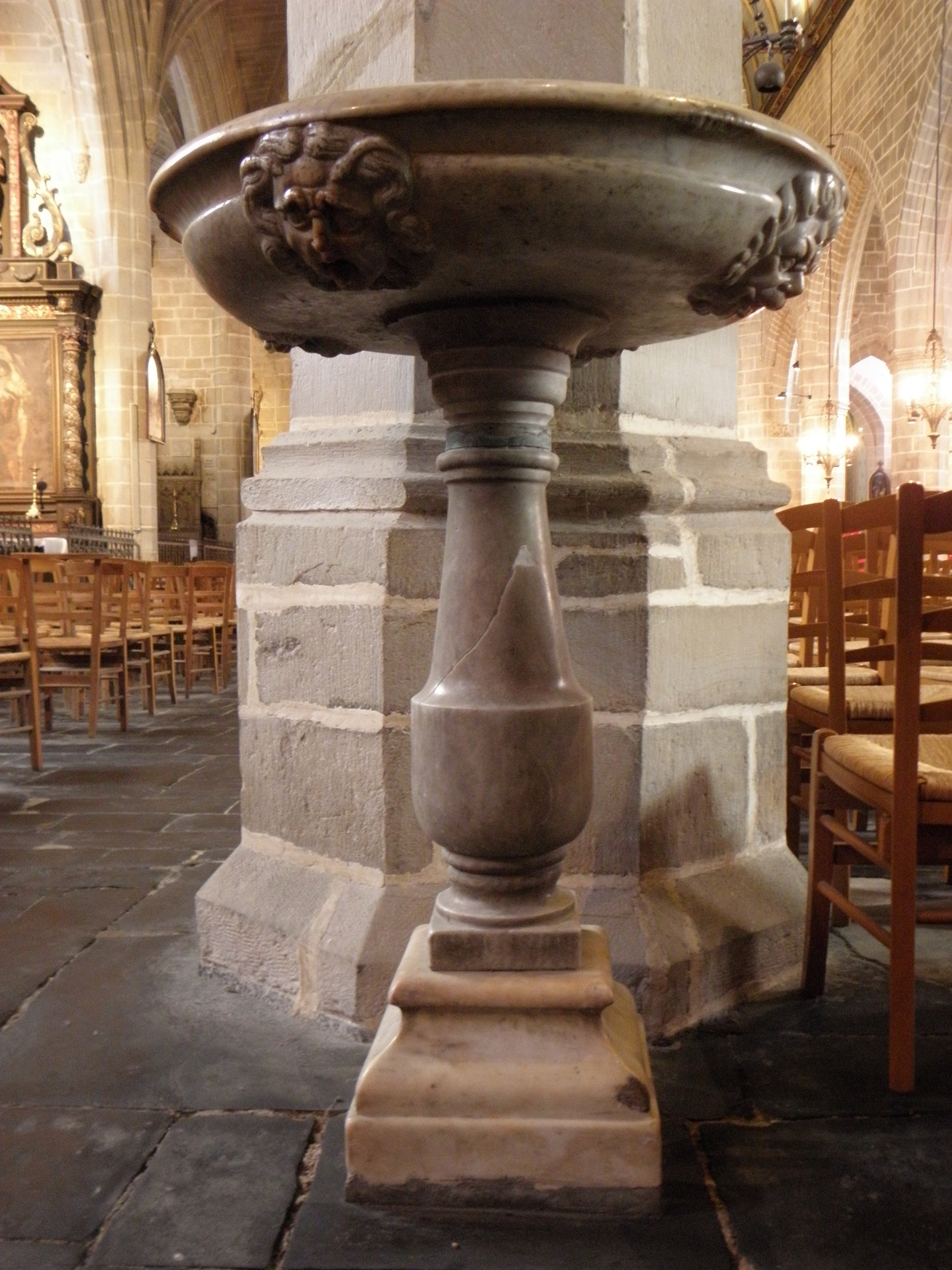
Le bénitier du collatéral nord.
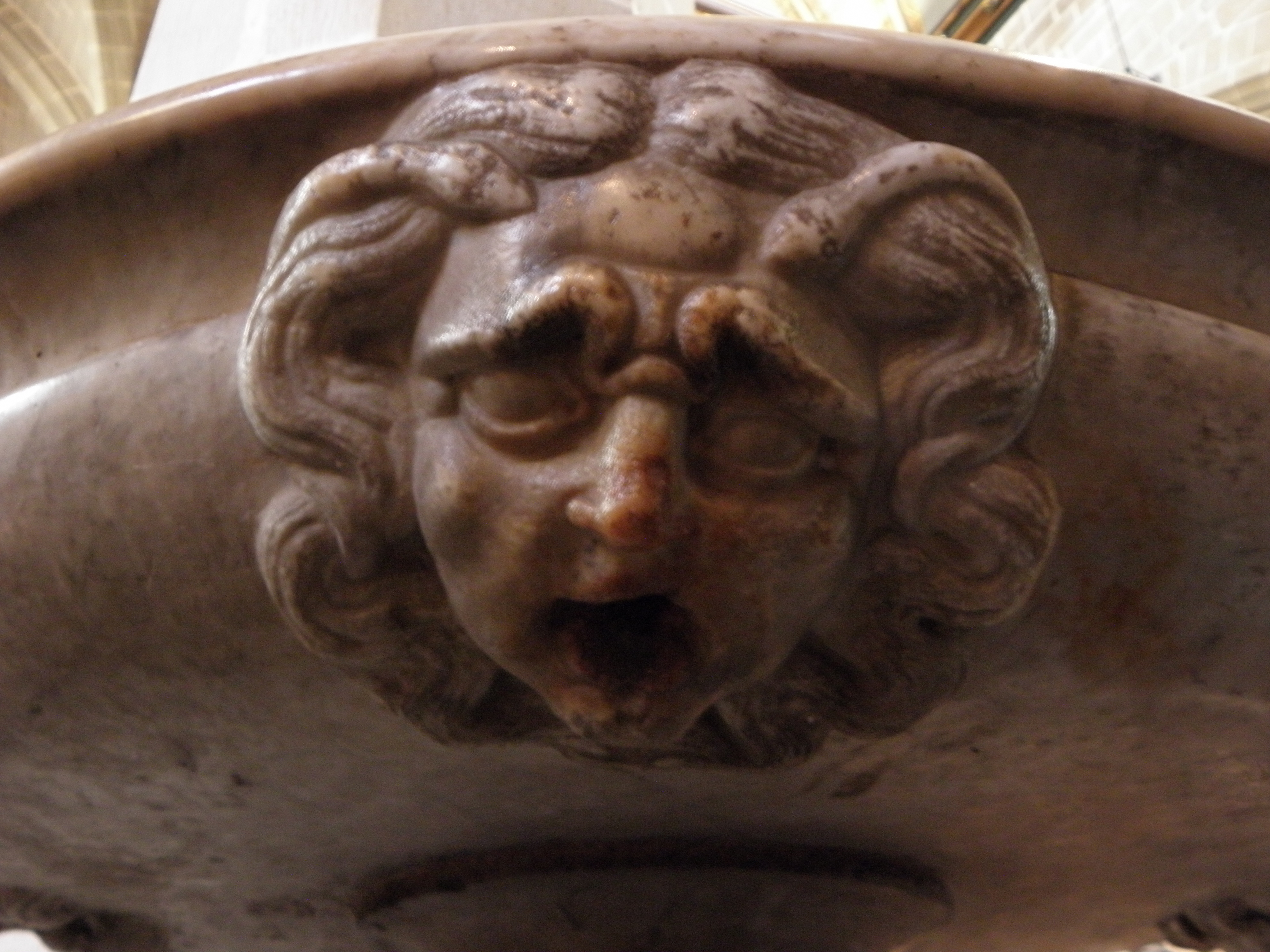
Tête de Gorgone.
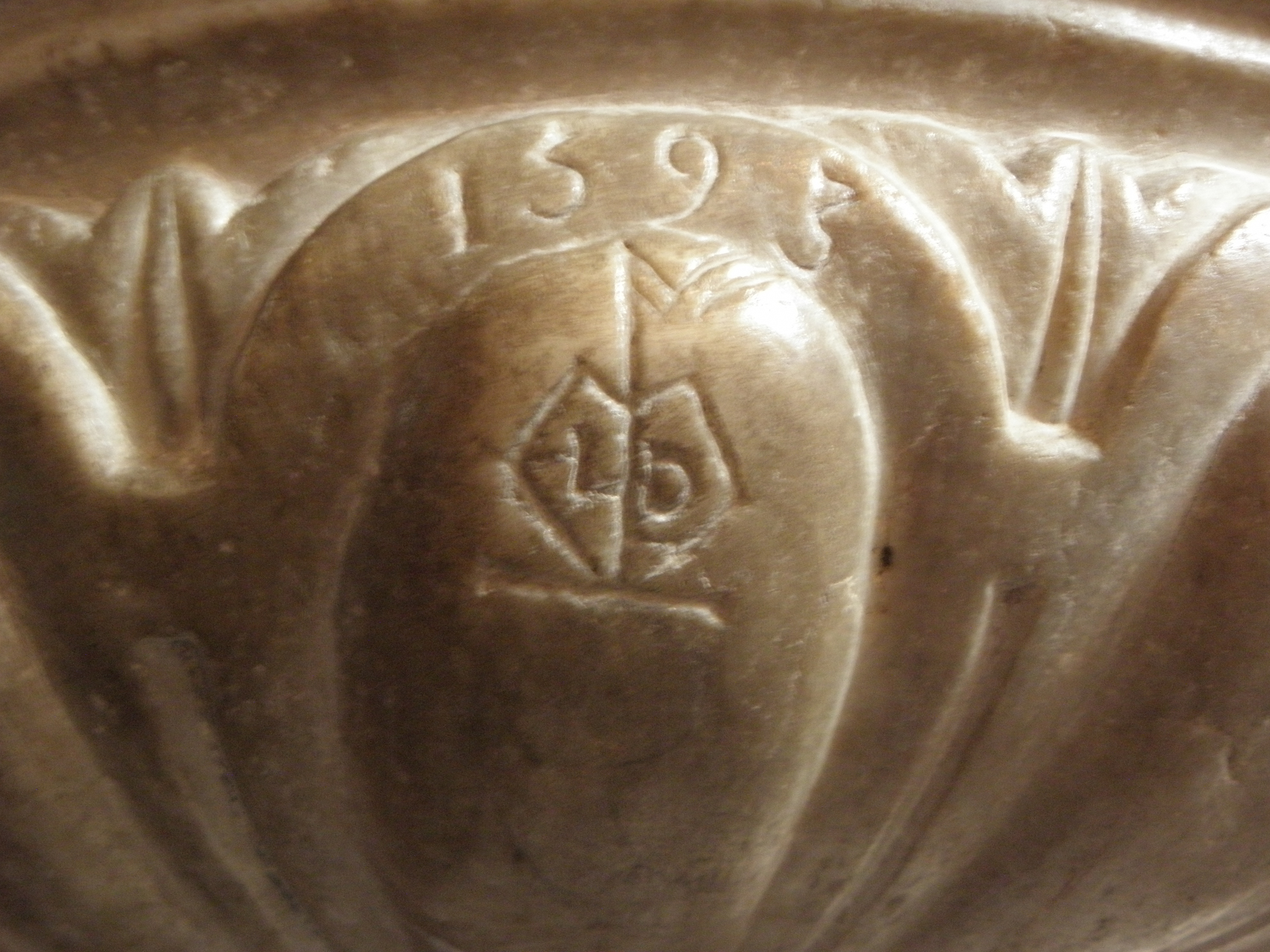
Marque de marchand.
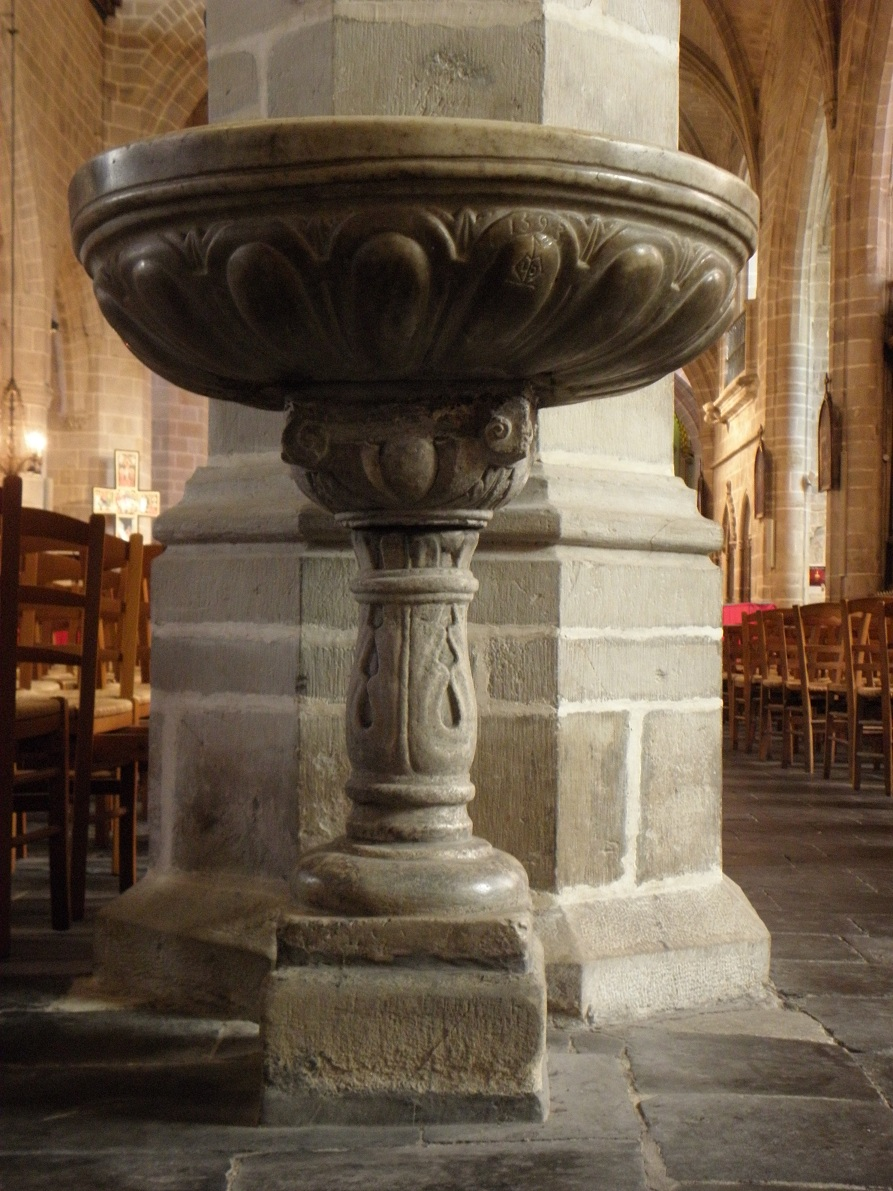
Le bénitier du collatéral sud.
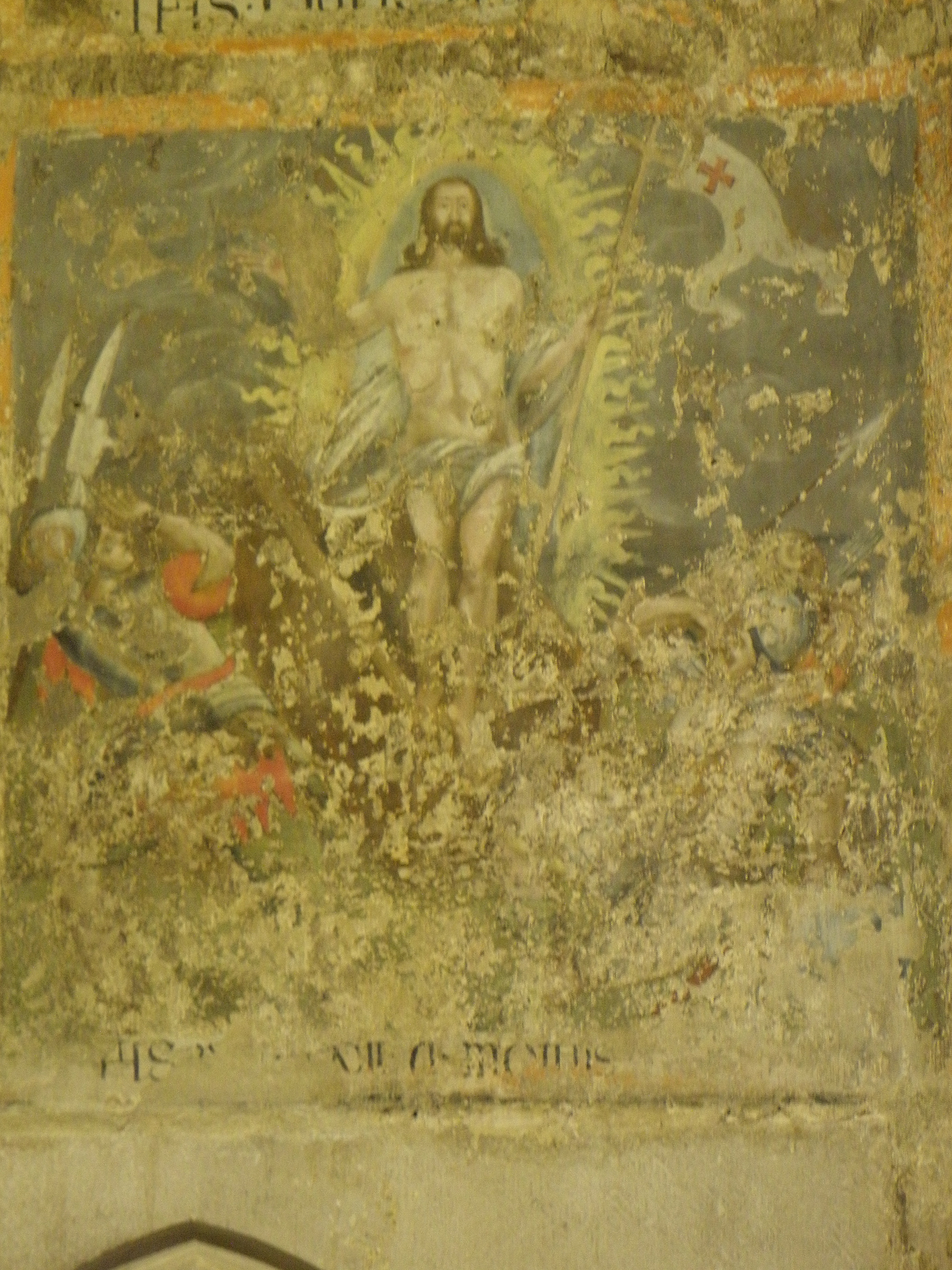
La Résurrection. Fresque de l'absidiole du transept nord.

#### Les réalisations néogothiques
- Le maître-autel et son retable: réalisés en 1852 par le menuisier Jean-Julien Hérault, ils participent d'un projet global de restauration néogothique du chœur aux moines (mobilier, grille de communion, lambris et décor muraux, voûtes, vitraux)[76]. Le tabernacle a été livré par l'atelier d'orfèvrerie parisien Poussièlgue-Rusand[29]. L'antependium est orné de trois médaillons: l'agneau vainqueur de la Résurrection entouré du pélican en sa charité et de deux colombes s'abreuvant à un calice.
- La chaire monumentale: de style néogothique, elle se trouve logée dans la quatrième arcade septentrionale de la nef. Du dessin de l'architecte diocésain Charles Langlois, elle a été exécutée en 1855 par le menuisier rennais Jean-Julien Hérault et sculptée par Jean-Marie Valentin.
- Boiseries des transepts regroupant sous une tribune des confessionnaux et le sas d'entrée à l'église.
- Grand lustre en bronze doré de la croisée du transept, orné d'une représentation de la Vierge et s'harmonisant avec ceux de la nef.
- Le monument funéraire de l'abbé Aubrée : ce curé de Notre-Dame décédé en 1881, fut l'instigateur de la restauration et de l'ameublement néogothique de l'église. L'œuvre, conservée dans la sixième chapelle septentrionale, est due au ciseau de Jean-Marie Valentin[77]. La sculpture, représentant le défunt agenouillé à un prie-Dieu sous un dais, montre des affinités évidentes avec celle du curé Huchet conservée en la cathédrale de Saint-Malo ou celle de l'abbé Meslé placée sous la tour de Notre-dame de Rennes. Affectant une posture commune, ces trois œuvres, célébrant toutes des ecclésiastiques bâtisseurs de la seconde partie du XIXe siècle, ont été ciselées par le même sculpteur[78].

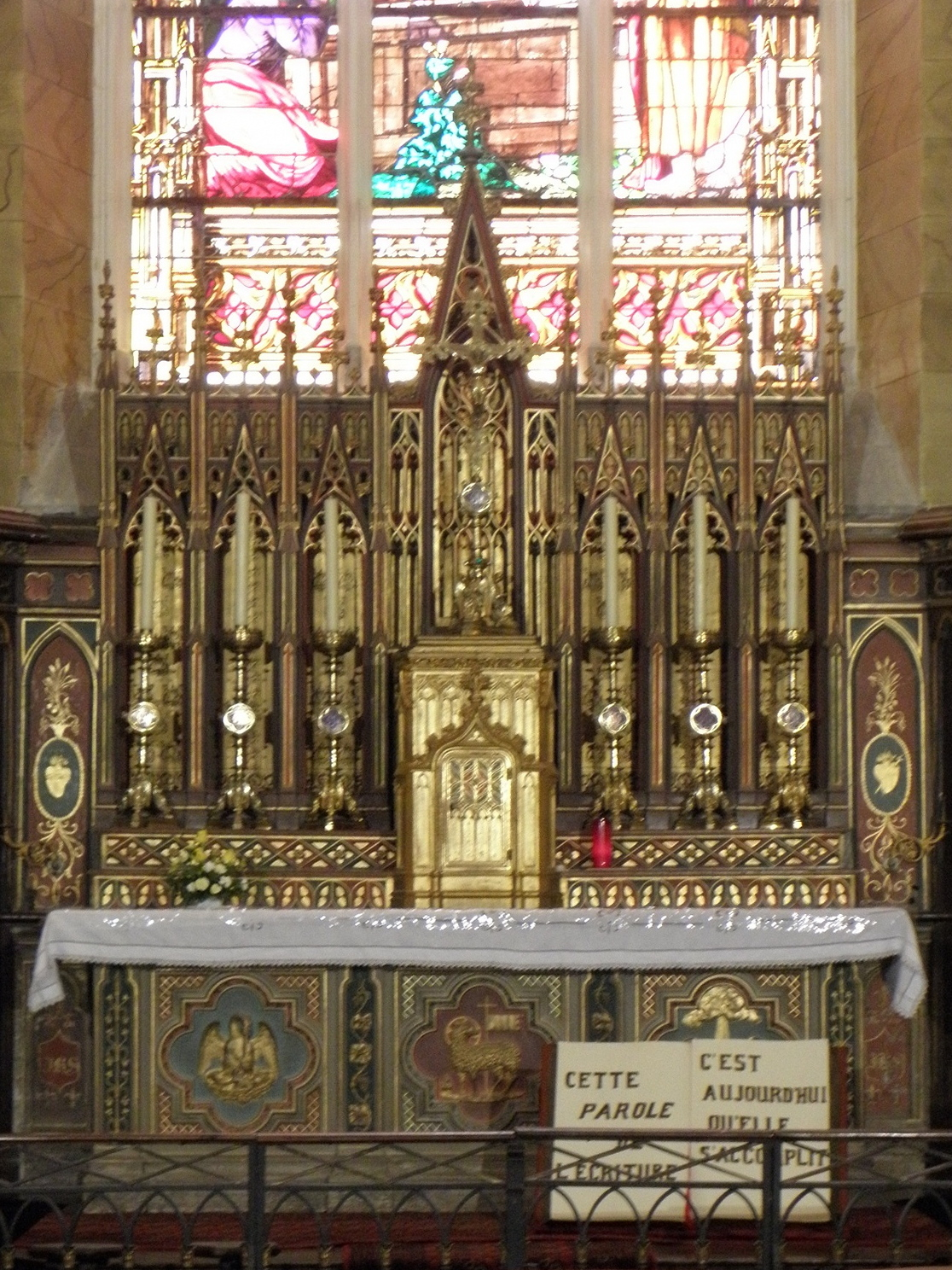
Autel et retable du maître-autel.
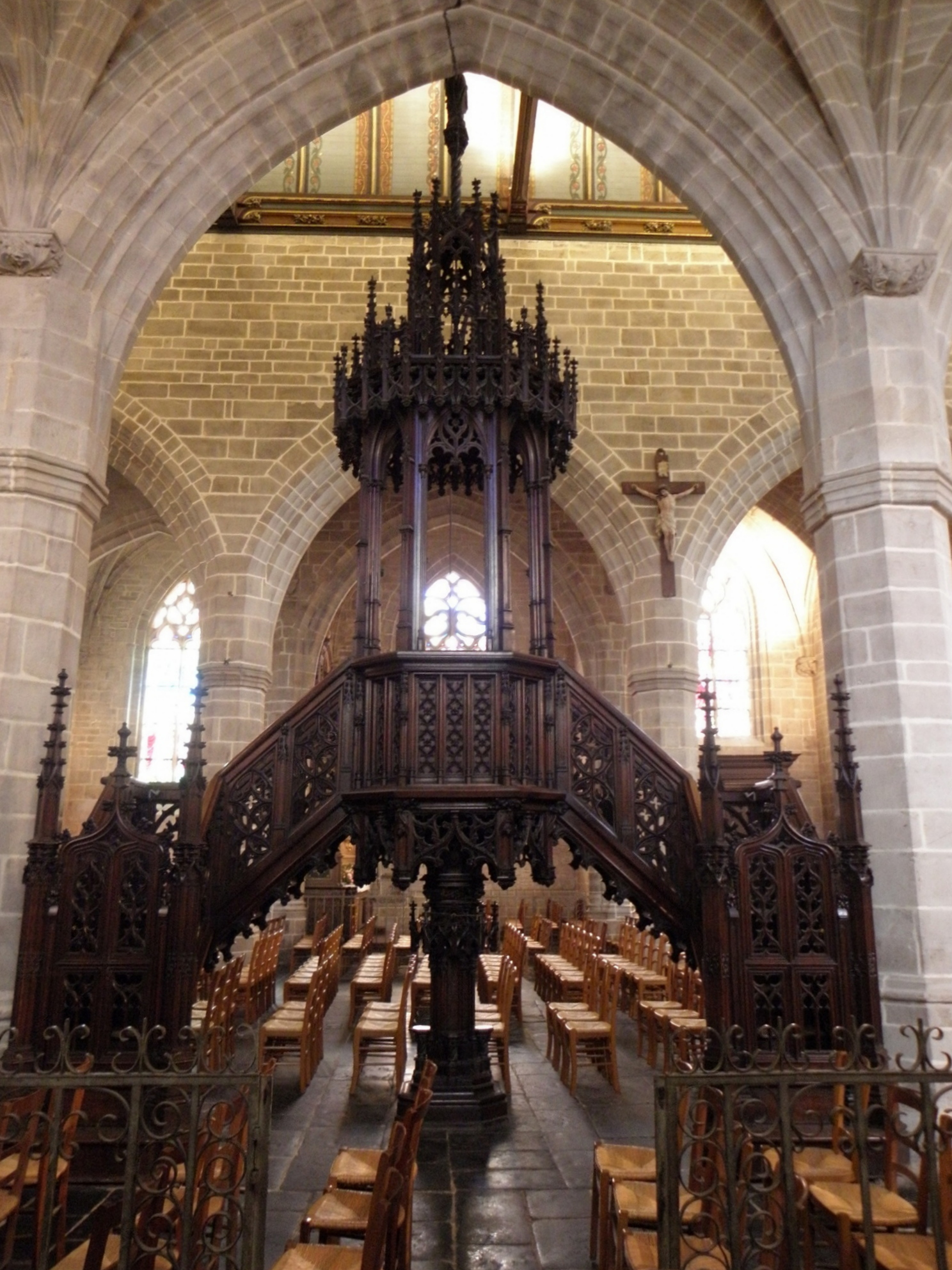
Revers de la chaire intérieure.
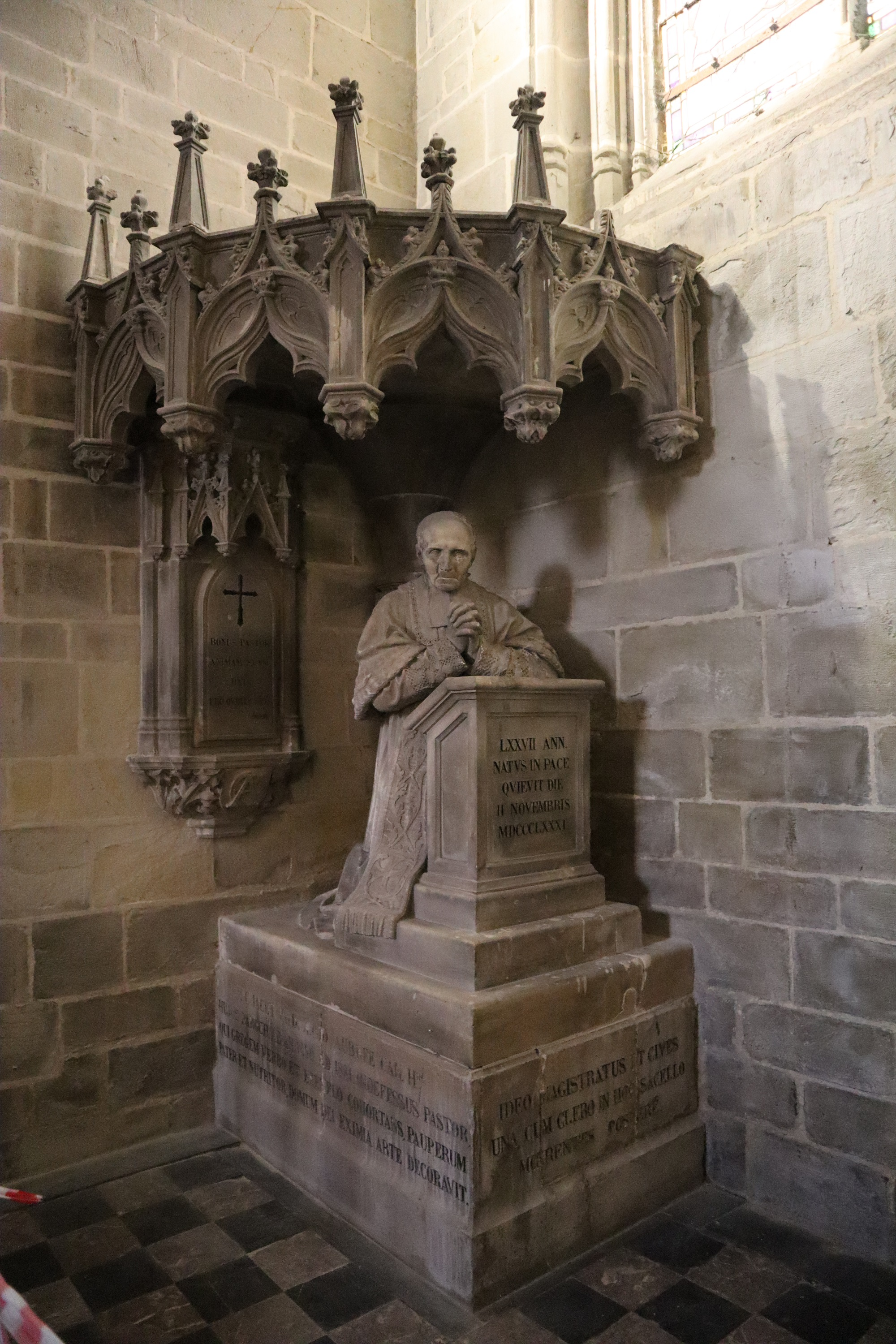
Monument funéraire de l'abbé Aubrée.

### Les cloches
Le clocher de Notre-Dame de Vitré abrite quatre cloches provenant de la fonderie Bollée du Mans. Le bourdon pèse 5 800 kg et sonne en Sol2. Les trois autres cloches donnent Sib2, Do3 et Ré3.